# Opéra Garnier
Pour les articles homonymes, voir Opéra de Paris et Garnier.
 (mai 2020).
Résidence
L'opéra Garnier, ou palais Garnier, est un théâtre national qui a la vocation d'être une académie de musique, de chorégraphie et de poésie lyrique ; il est un élément majeur du patrimoine du 9e arrondissement de Paris et de la capitale. Il est situé place de l'Opéra, à l'extrémité nord de l'avenue de l'Opéra et au carrefour de nombreuses voies.
L'édifice s'impose comme un monument particulièrement représentatif de l'architecture éclectique et du style historiciste de la seconde moitié du XIXe siècle. Sur une conception de l'architecte Charles Garnier retenue à la suite d'un concours, sa construction, décidée par Napoléon III dans le cadre des transformations de Paris menées par le préfet Haussmann et interrompue par la guerre de 1870, fut reprise au début de la Troisième République, après la destruction par incendie de l'opéra Le Peletier en 1873. Le bâtiment est inauguré le 5 janvier 1875 par le président de la République Mac Mahon sous la IIIe République.
Cet opéra a été appelé « opéra de Paris » jusqu'en 1989, date à laquelle l'ouverture de l'opéra Bastille, également opéra de Paris, a influé sur son appellation. On le désigne désormais par le seul nom de son architecte : « opéra Garnier » ou « palais Garnier ». Les deux opéras sont aujourd'hui regroupés au sein de l'établissement public à caractère industriel et commercial « Opéra national de Paris », institution publique française dont la mission est de mettre en œuvre la représentation de spectacles lyriques ou de ballet, de haute qualité artistique.
L'opéra Garnier est classé monument historique depuis le 16 octobre 1923. Il est accessible par le métro (station Opéra), par le RER (ligne A, gare d'Auber) et par le réseau de bus RATP.

## Historique

### Concours pour un nouvel opéra
Le 14 janvier 1858, Napoléon III est visé par un attentat rue Le Peletier où se situe la salle d'opéra Le Peletier. Des républicains italiens, dirigés par Felice Orsini, jettent plusieurs « machines infernales » dans le cortège et la foule qui l'entoure mais le couple impérial est miraculeusement épargné, malgré huit morts et près de cent quarante-deux blessés. La construction d'une nouvelle salle dans une grande rue moins propice aux attentats est décidée par l'empereur, au lendemain même du drame, pour la construction d'un nouveau grand théâtre digne de Paris. Le projet est déclaré d'utilité publique par arrêté impérial du 29 septembre 1860.
Pour certains historiens, Eugène-Emmanuel Viollet-le-Duc semble à l'origine de l'idée d'un concours, craignant l'attribution du projet et la direction du chantier à Charles Rohault de Fleury, architecte ordinaire de l'Opéra et donc logiquement destiné à réaliser cette nouvelle commande. Selon l'avis d'autres spécialistes, ce sont Napoléon III et surtout son épouse, l'impératrice Eugénie, qui souhaitent écarter Rohault de Fleury pour favoriser Viollet-le-Duc.
Toujours est-il que le concours, pour l'édification d'une « Académie impériale de musique et de danse » attendue depuis cinquante ans, est organisé et annoncé dans un second arrêté du 29 décembre de la même année 1860. L'usage voulait que l'on fasse appel à un architecte désigné. Le préfet de Paris, Haussmann, en urbaniste intransigeant, propose une parcelle exigüe et mal adaptée à ce projet.
L'événement est tel que les Parisiens et la province suivent le déroulement de la compétition et attendent impatiemment le résultat.

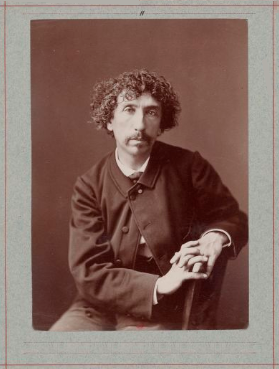
Charles Garnier, photographie par l'atelier Nadar en 1870.

Charles Garnier (1825–1898) est premier grand prix de Rome en 1848. C'est toutefois un jeune architecte n'ayant pas encore fait véritablement ses preuves sur un projet de grande envergure. Ambitieux et secondé de confrères et nombreux amis de l'École des Beaux-Arts, pour partie d'entre eux qui sont également lauréats de la même distinction, il remet un projet innovant dont les châssis portent le numéro 38 et une devise — les projets devant rester anonymes — qui résume assez bien le caractère de son auteur : « J'aspire à beaucoup, j'attends peu ».
Le jury est présidé par le prince Walewski, fils naturel de Napoléon Ier et de la comtesse Walewska. Ce serait Alexandre Colonna Walewski qui serait à l'initiative de ce concours selon Pierre Pinon. Il est confié à ce groupe d'experts la lourde charge d'examiner, en cinq sessions éliminatoires, les dessins des cent soixante et onze candidats.
Le 30 mai 1861, Charles Garnier est proclamé vainqueur à l'unanimité : sa proposition esthétique et d'une haute technicité surprend et séduit le plus grand nombre. Il réunit plusieurs styles harmonieusement agencés qui agrémentent aussi bien élévations et décors intérieurs.
Les principales critiques vont porter d'abord sur l'extérieur et sa succession de volumes distincts qui expriment les emplacements de la salle de spectacle, de la cage de scène et des bâtiments administratifs qui se devinent aisément et le tout s'enchaîne en une composition aussi érudite qu'évidente. Plans, coupes et façades sont d'une grande clarté, et le rapport de grandeur inhabituel entre le volume de la salle et celui de la scène et de ses dispositifs scéniques étonne. À l'intérieur du théâtre, les pourfendeurs du projet s'emportent face aux abondantes dorures du grand foyer et de la salle, les jugeant dispendieuses : « Trop d'or ! Trop d'or ! » (il s'agit en fait la plupart du temps de peintures dorées et non d'or pur) ; le restaurant du glacier n'existe pas, le pavillon de l'empereur déchu, ses rampes, écuries et remises n'ont plus d'usage, la bibliothèque musicale n'est pas aboutie ; les remarques désobligeantes ne manquent pas.
Charles Garnier, architecte et auteur, explique dès 1871 les tenants et motivations de son projet dans son livre Le théâtre. Il publie également en 1878 ses conclusions après l'inauguration et répond aux nombreuses critiques : Le Nouvel Opéra de Paris 1878 (vol.1/2) puis en 1881 Le Nouvel Opéra de Paris (vol. 2/2). Il publie également Le Nouvel Opéra de Paris - Estampe 1/2 et Le Nouvel Opéra de Paris - Estampe 2/2. Quatre autres publications suivent : La sculpture ornementale, Les peintures décoratives, Statues décoratives et Bronzes. Précédemment, en 1869, Garnier avait publié A travers les arts. Dès l'inauguration de l'Opéra a paru Le Nouvel Opéra de Paris Le monument - les artistes. L'archiviste en titre, Charles Nuitter, a fait paraître en 1875 Le Nouvel Opéra.
Le jour de l'inauguration du Palais qui porte son nom, Charles Garnier est promu officier de la Légion d'honneur. L'Académie des Beaux-Arts lui rend hommage en 1899.

### Site

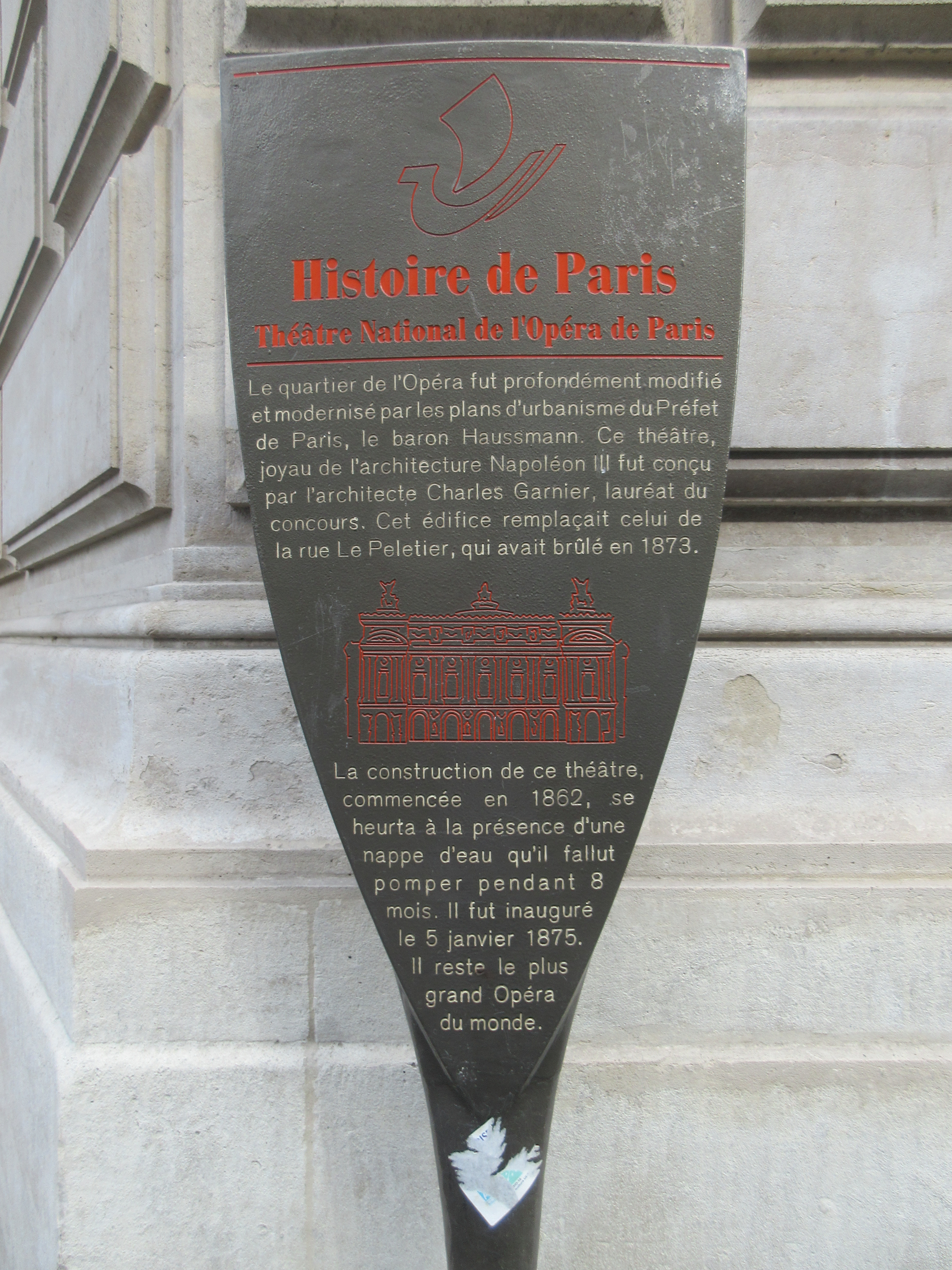
Panneau Histoire de Paris.

Le choix de l'emplacement est proposé, pour la compétition, par le préfet Haussmann ; c'est un terrain destiné à être entouré de hauts immeubles de rapport. Ses dimensions et sa forme très particulière résultent des récents tracés voulus par l'urbaniste. D'importantes contraintes s'imposent ainsi aux différents concurrents puis à l'architecte lauréat.
La difficulté de concevoir un édifice d'une aussi grande envergure sur une surface en losange et dissymétrique amène Garnier à demander divers aménagements et cela à plusieurs reprises. Mais Haussmann reste intraitable. L'architecte gardera malgré tout l'espoir que les bâtiments alentour seront remplacés par des jardins afin que les Parisiens puissent apprécier une œuvre se suffisant à elle-même.

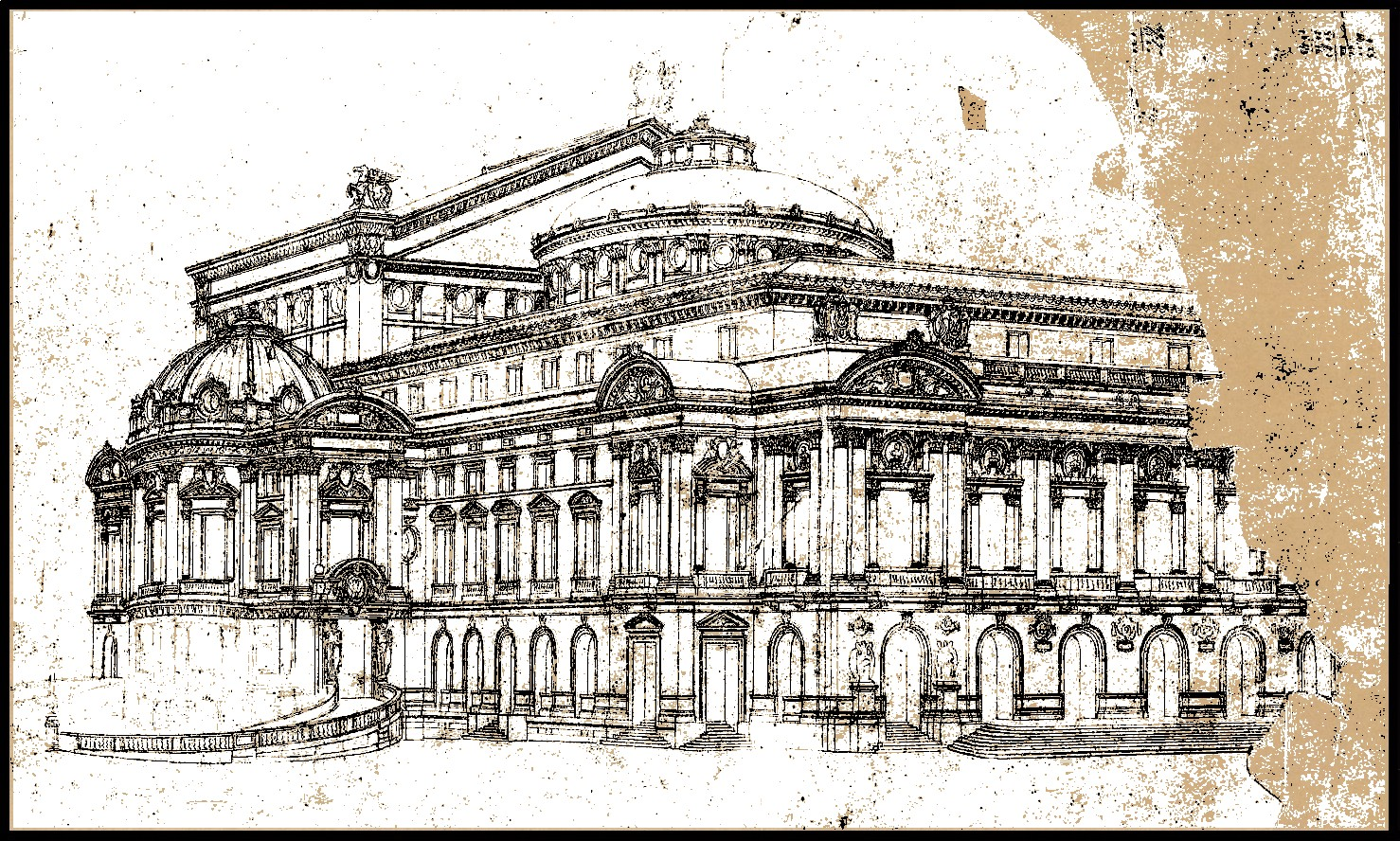
Croquis initial de Garnier en 1860, l'attique est en retrait de la façade.

Les immeubles voisins font l'objet d'une entorse aux stricts règlements que le préfet Haussmann a lui-même fixés et dépassent la hauteur autorisée. Les façades de l'opéra risquent donc d'apparaître plus basses que leur environnement. En réaction, le maître d'œuvre décide de modifier ses dessins au dernier moment et de modifier l'étage attique pour que le projet et ses élévations conservent l'aspect prestigieux indispensable à l'édifice. L'attentat de l'opéra Le Peletier incite à imaginer, pour les sorties au spectacle de l'empereur, un itinéraire rapide et sécurisé entre le Louvre et le nouvel Opéra. Le percement de l'avenue de l'Opéra parachèvera ce projet.

### Choix des artistes, artisans et entrepreneurs
L'architecte Garnier s'entoure de confrères rencontrés pendant ses études et notamment d'autres grands prix de Rome qui le seconderont dans les dessins du projet définitif (plans, coupes, façades, détails de construction et de décoration) et dans l'inspection régulière du chantier. C'est ainsi que Victor Louvet, premier grand Prix de Rome en 1850, devient son adjoint et bras droit.
Aidé de Louvet, le lauréat du concours supervise le choix des entreprises et des différents artistes et artisans : peintres, sculpteurs, marbriers, staffeurs, stucateurs, mosaïstes, parqueteurs, ébénistes, ferronniers, doreurs, tapissiers et autres ornemanistes.

### Installations préalables

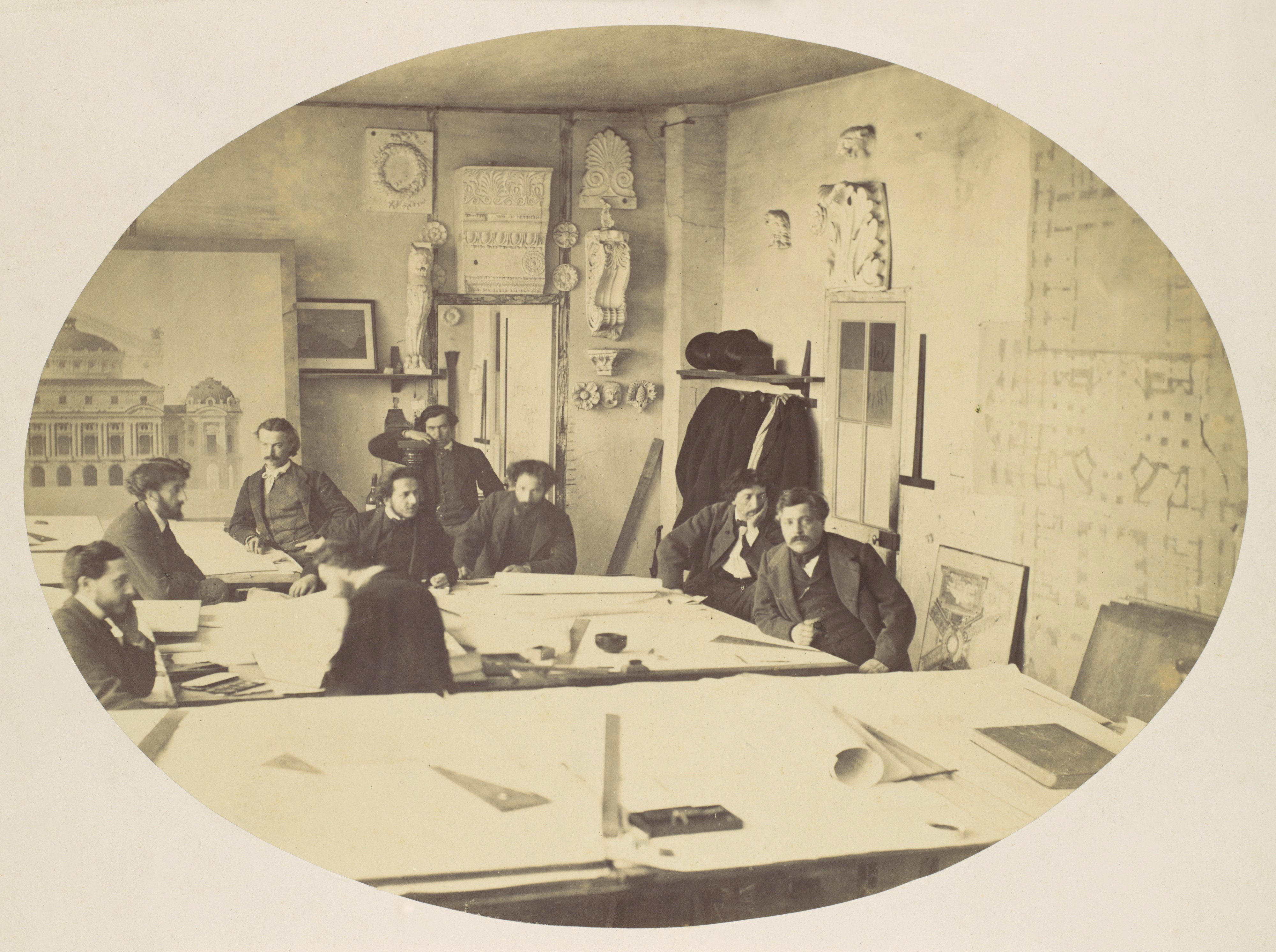
Intérieur de l'agence.

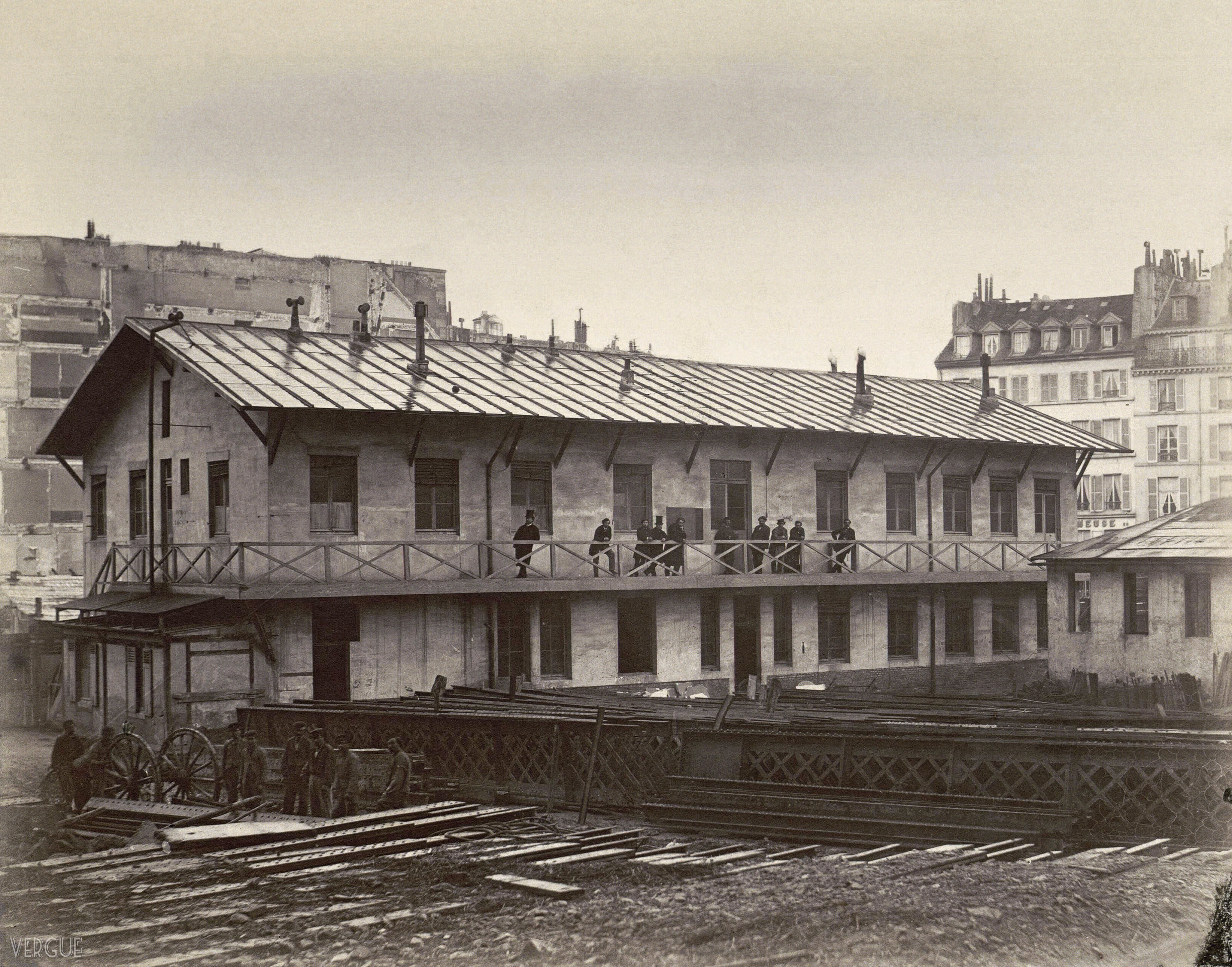
L'agence des travaux.

Garnier fait construire un bâtiment provisoire dans la rue Neuve des Mathurins, au nord-est du chantier ; ce sera l'agence des travaux qui comprend un rez-de-chaussée, un étage dont l'accès est permis par un escalier et une coursive extérieure. Des dizaines de constructions éphémères sont dressées ; ateliers, hangars, cantines, bureau de contrôle des matériaux, palissades, et logement des gardiens au portail d'entrée.

#### Construction de l'édifice
Le début des travaux a lieu en 1861, mais officiellement la pose de la première pierre se déroule l'année suivante, le 5 mai 1862. Lors des fouilles et des excavations, destinées à la réalisation des massifs de fondations, les travaux doivent brusquement s'interrompre. Le niveau de la nappe phréatique est rapidement atteint et la situation oblige à la mise en place d'un batardeau et de pompes à vapeur fonctionnant jour et nuit pendant huit mois, mais ces travaux  sont annihilés par les pluies dont les eaux d'infiltration ne cessent de remplir la nappe. De plus, entre deux périodes de précipitations, ils assèchent tous les puits des quartiers alentour. 

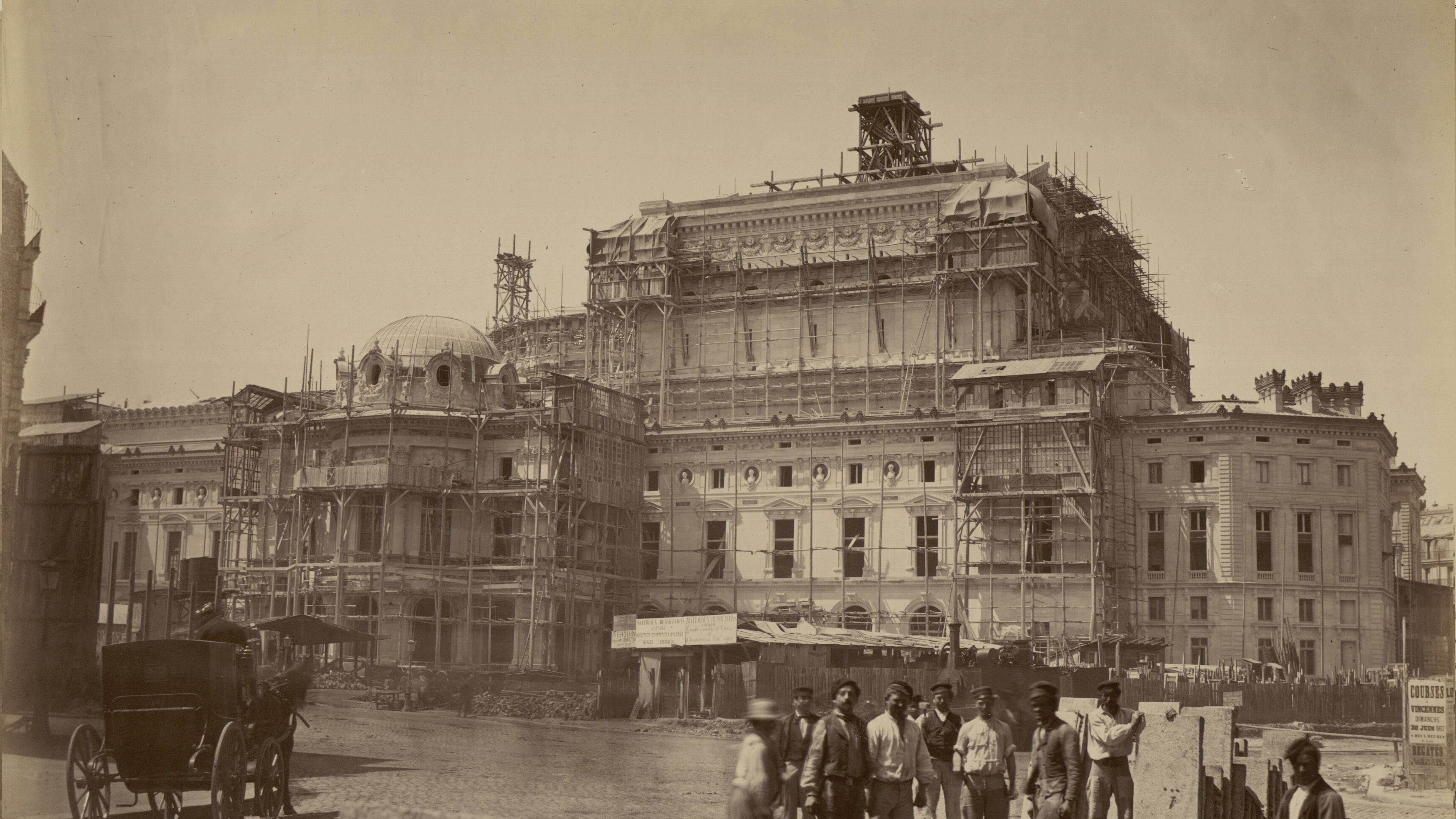
Chantier de l'Opéra en 1866.

Garnier renonce à l'assèchement de la nappe phréatique et décide de dompter les eaux en concevant un cuvelage (ou radier) en béton de grandes dimensions. Bientôt rempli d'eau, ce dernier permet aux infrastructures de contenir et résister à la pression sous-jacente des eaux d'infiltration, estimée à 2000 tonnes, et de mieux répartir les charges d'une partie des bâtiments dans un sous-sol de qualité médiocre. Après la construction, il sert de réservoir pour les pompiers en cas de sinistre. Cette particularité donne naissance à la légende d'un lac souterrain alimenté par un cours d'eau portant le nom de « Grange-Batelière », exploité et entretenu par le célèbre roman de Gaston Leroux, le Fantôme de l'Opéra. En réalité, la rivière coule plus loin, sous le futur emplacement d'un grand magasin.

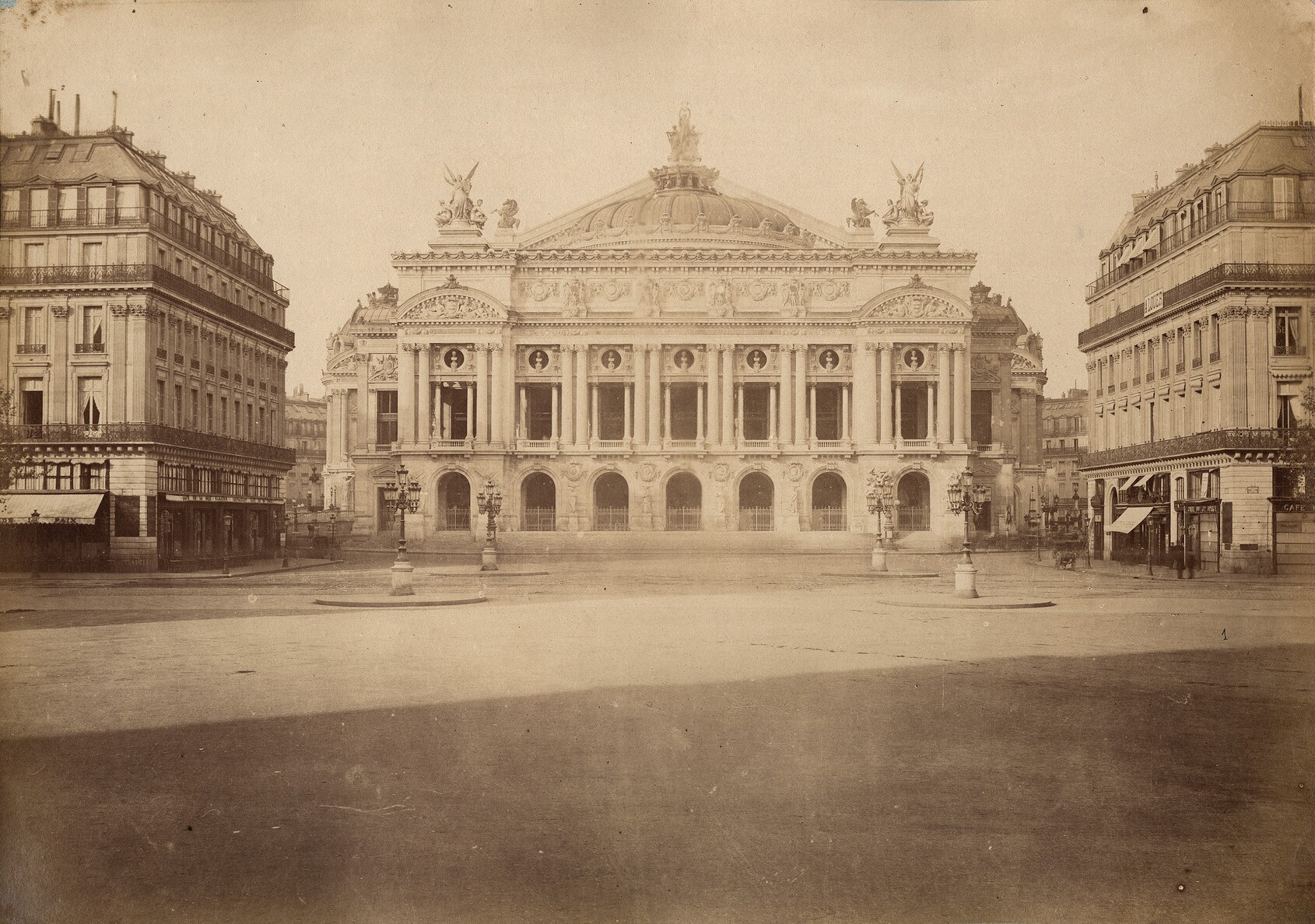
Opéra de Paris par Charles Marville, c. 1875. Department of Image Collections, National Gallery of Art Library.

La construction s'étend sur près de quinze années, de 1861 à 1875. Elle est soigneusement cachée derrière des échafaudages recouverts de planches et de verrières qui masquent tout particulièrement la façade principale pour que l'effet de surprise soit total, jusqu'à l'inauguration provisoire et partielle de 1867. C'est l'entrepreneur de travaux publics Adolphe Violet qui a la charge de la maçonnerie. L'atelier des photographes Delmaet et Durandelle, est attaché au chantier et réalise de nombreux clichés durant toutes les phases de la construction,. Charles Marville, le photographe officiel de la Ville de Paris, photographia sur commande de celle-ci les travaux du percement de l'avenue de l'Opéra. L'opéra Garnier constitue le prototype et la synthèse du « style Second Empire » (ou « style Napoléon III »), qui devient le style ultra-moderne de la période romantique à la fin du XIXe siècle.

#### Problèmes budgétaires
Pendant toute la durée du chantier, les fonds accordés ne cessent d'évoluer selon les imprévus d'ordre technique, des aléas dus à des choix de politique intérieure, mais aussi des relations internationales.
Ainsi, le Conseil des bâtiments civils impose, très tôt, une forte réduction budgétaire en restreignant l'enveloppe globale de moitié : quinze millions de francs-or sont alloués au lieu des vingt-neuf annoncés initialement. Pourtant le chiffre de départ est bientôt dépassé ; les comptes, remis à jour en 1864, aboutissent à une facture nettement plus élevée atteignant la somme de vingt-quatre millions de francs.

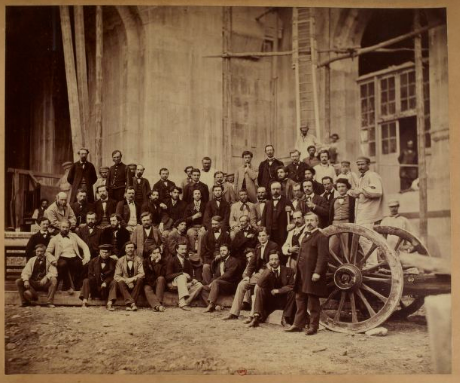
Garnier entouré de ses proches collaborateurs (1870).

Le chantier est ralenti, voire interrompu à plusieurs reprises. Les crédits indispensables sont parfois réaffectés à des projets jugés prioritaires ou plus populaires, tels que l'Hôtel-Dieu à Paris. Pendant la guerre contre la Prusse, la construction est complètement interrompue. Lors de la Commune de Paris, l'Opéra (comme d'autres monuments parisiens) subit des destructions et doit faire face à des réparations pour un montant de trois cent mille francs-or(un franc de 1850 est évalué à 3,27 euros).
À l'avènement de la Troisième République, l'argent nécessaire à la reprise des travaux est attribué avec parcimonie. Ce n'est qu'à la suite de la destruction de la salle Le Peletier, incendiée en octobre 1873, que l'on réunit les sommes indispensables à l'achèvement du gros œuvre et de la décoration intérieure. L'architecte se voit attribuer une dernière rallonge de six millions neuf cent mille francs, sous condition expresse d'achever l'édifice dans un délai d'un an et demi.
La livraison de l'opéra a lieu le 30 décembre 1874, pour un montant total de trente-six millions de francs-or. Certains lieux restent inachevés comme la rotonde du Glacier et la galerie du Fumoir.

### Percement de l'avenue de l'Opéra
Napoléon III demande à Haussmann d'aménager une avenue reliant le palais des Tuileries, où il réside, au bâtiment de Garnier. Large et dotée d'un accès direct au pavillon de l'empereur, cette artère permettrait au souverain de circuler sans risque d'un nouvel attentat. L'architecte de l'Opéra, réjoui de voir son œuvre mise en valeur d'une façon aussi spectaculaire, dira que cette entreprise doit avoir l'effet « d'une trompette que l'on souffle dans la chambre d'un malade ».

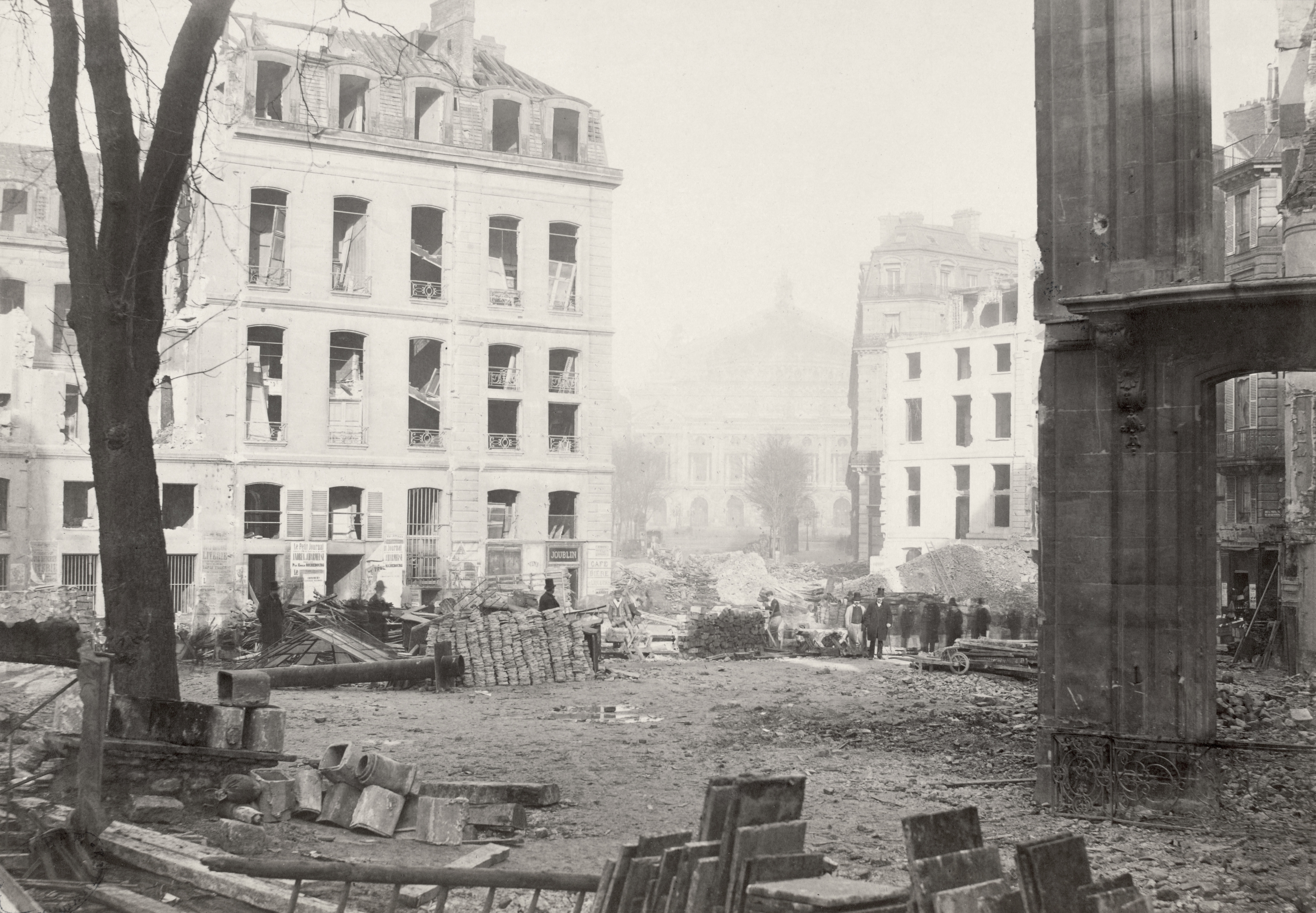
Démolitions dans la future avenue, au fond et au centre l'Opéra déjà inauguré.

Mais Garnier s'oppose violemment à l'urbaniste sur un point à ses yeux essentiel : la plantation d'arbres. Rien ne doit venir perturber la perspective et dissimuler son œuvre. Haussmann est obligé de céder. L'avenue de l'Opéra ne s'inscrit pas, à l'origine, dans le plan d'urbanisme devant remodeler Paris. Elle demeure comme le seul percement du baron Haussmann qui n'ait pas de réelle utilité, sinon de préserver la sécurité du prince et de permettre la réalisation d'immeubles de rapport ultra-modernes avec commodités et « gaz à tous les étages ».
Ce nouvel axe de circulation devait d'ailleurs être baptisé « avenue Napoléon III ». L'inauguration par le maréchal Patrice de Mac-Mahon, se déroule le 5 janvier 1875 au milieu d'échafaudages et des immeubles en construction.
Cette percée oblige à la démolition de tout un quartier, et à l'arasement définitif de la butte des Moulins. Les problèmes liés aux nombreuses expropriations gênent considérablement le bon déroulement des travaux et le respect des délais prévus. Ainsi, l'avenue de l'Opéra n'est achevée qu'en 1879, bien après la fin de l'édification du palais Garnier et la chute du Second Empire.

### Inauguration provisoire de 1867

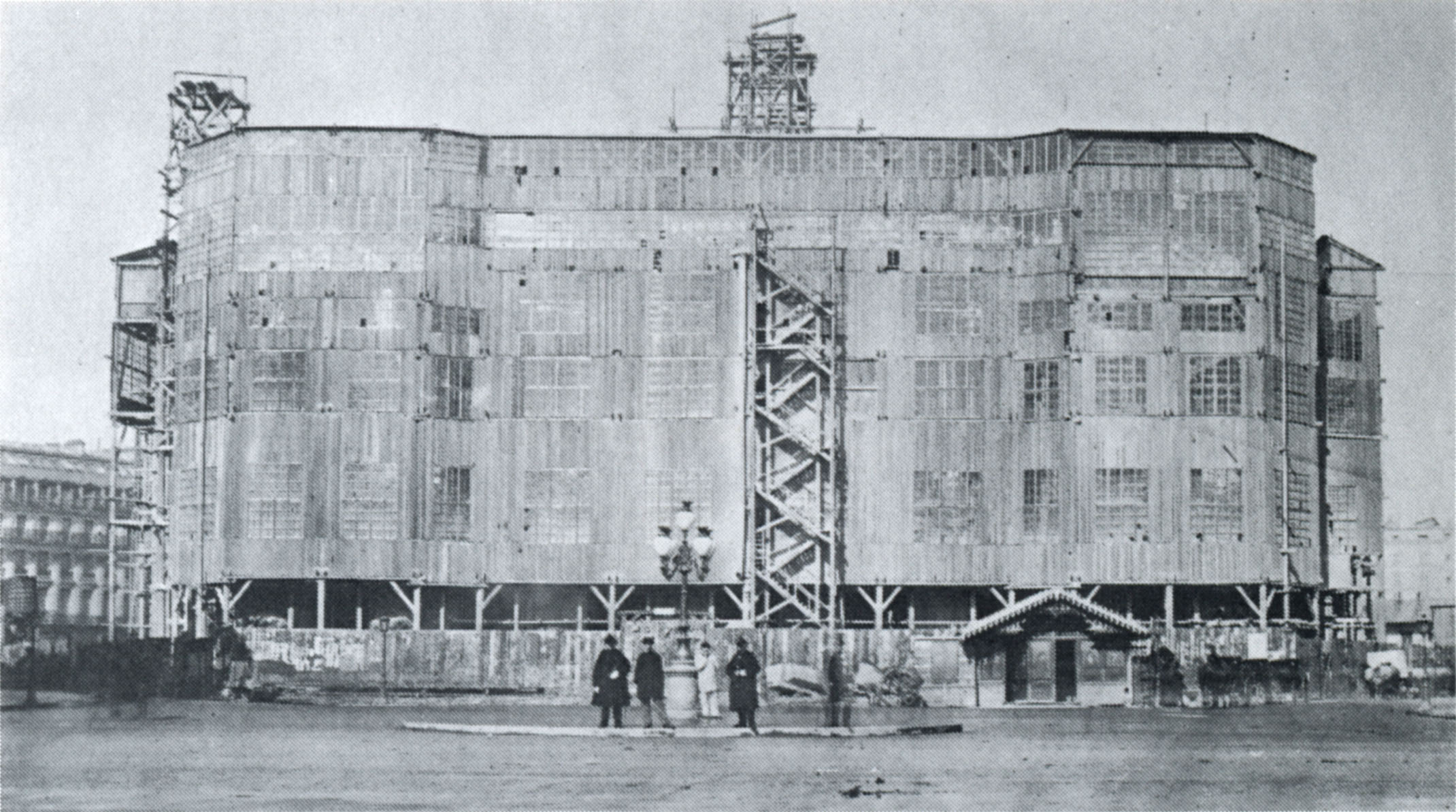
Façade sud en 1866.

Une première inauguration a lieu le 15 août 1867 pour la seule façade principale, achevée jusqu'aux mascarons, guirlandes et bas-reliefs les plus délicats de la frise de l'attique. En effet, à l'occasion de l'Exposition universelle de 1867 et à la demande de l'empereur, ce morceau de bravoure si attendu est inauguré bien avant que le reste de l'ouvrage ne soit terminé. L'impératrice Eugénie commenta : « Qu'est-ce que c'est que ce style-là ? Ce n'est pas un style !... Ce n'est ni du grec, ni du Louis XV, pas même du Louis XVI. » et Charles Garnier de répondre : « Non, ces styles-là ont fait leur temps... C'est du Napoléon III ! Et vous vous plaignez ! »

### Inauguration de 1875

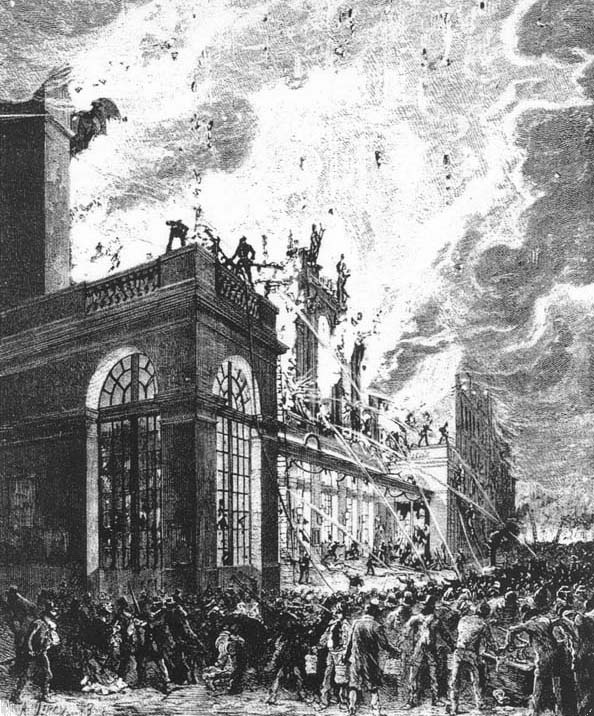
Incendie de l'opéra Le Peletier (1873).

Les travaux sont interrompus en raison de la guerre franco-allemande de 1870. Les bâtiments inachevés sont réquisitionnés pour y entreposer des vivres pour les militaires et de la paille pour les chevaux. La défaite de Sedan, en 1870, provoque la chute de l'Empire, l'occupation militaire de la capitale et conduit à l'épisode de la Commune de Paris de 1871. L'avènement du gouvernement provisoire de Thiers, puis de la Troisième République, ne change rien à la situation. Si, dans un premier temps, les difficultés économiques de la France ne permettent pas de poursuivre les dépenses excessives engagées pour le futur opéra, c'est ensuite et surtout pour le symbole qu'il représente et l'embarras qu'il crée au sein des nouvelles élites que l'on hésite à prendre la décision d'achever la commande d'un régime discrédité. On ne sait que faire, sinon renvoyer Garnier et continuer à utiliser la salle de la rue Le Peletier.
Le 28 octobre 1873, le vieil opéra de la rue Le Peletier, — qui servait d'opéra provisoire à Paris depuis 1821 —, est détruit dans un incendie. L'architecte est rappelé pour achever le chantier du nouvel Opéra ; mais il peine pour réunir ses collaborateurs dispersés, les entreprises et tous les artisans qui viennent de traverser une période d'incertitude. Des déconvenues surgiront : l'augmentation du coût des matières premières, la disparition d'artistes laissant des modèles inachevés, des plans non respectés entraînant des conséquences décoratives irréparables.

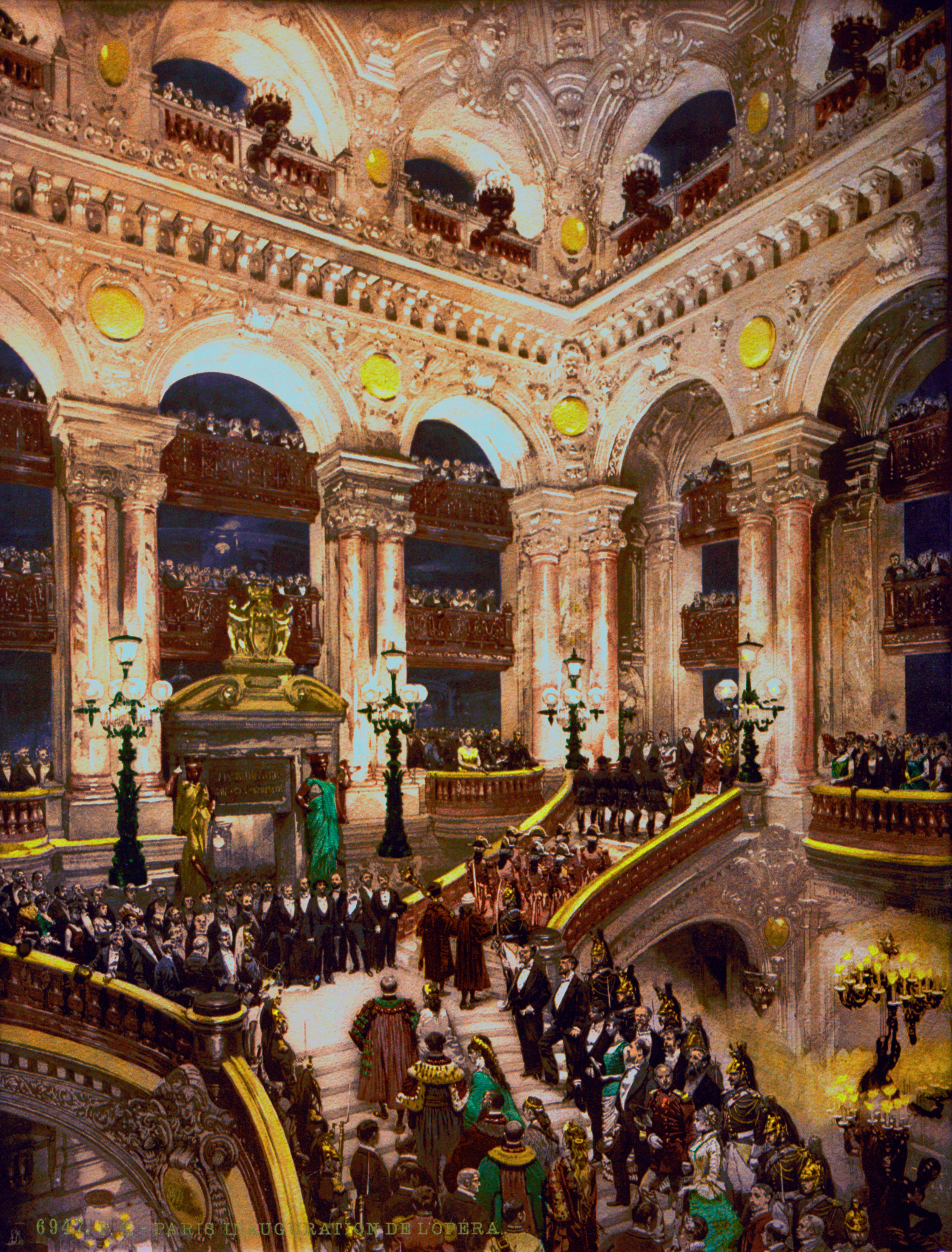
L'inauguration du palais Garnier en 1875.

L'inauguration a lieu le mardi 5 janvier 1875 en présence du président de la République Mac Mahon, du lord-maire de Londres, du bourgmestre d'Amsterdam, de la famille royale d'Espagne et de près de deux mille invités venus de l'Europe entière et d'ailleurs. Le programme comprend :
- l'ouverture de La Muette de Portici d'Auber ;
- les deux premiers actes de La Juive de Halévy avec Gabrielle Krauss dans le rôle de Rachel ;
- l'ouverture de Guillaume Tell de Rossini ;
- la scène de La Bénédiction des poignards des Huguenots de Giacomo Meyerbeer ;
- La Source, ballet de Léo Delibes.

Charles Garnier aurait été invité (les sources divergent sur ce point). Il doit payer sa place dans une seconde loge. Cet incident, particulièrement regrettable et d'ailleurs raillé par la presse de l'époque — « une administration faisant payer à l'architecte le droit d'assister à l'inauguration de son propre monument ! » —, exprime un rejet des nouveaux gouvernants envers ceux qui, de près ou de loin, ont servi l'empereur déchu, mort en 1873, et l'habituelle ingratitude des puissants envers les artistes.
Le 7 février, c'est le bal masqué et travesti de l'Opéra, événement annuel du Carnaval de Paris, il rassemble huit mille participants. La dernière édition de ce bal, créé en 1715, s'y déroulera en 1903.
En octobre 1896, à l'occasion de leur visite en France, le tsar russe Nicolas II et son épouse Alexandra se rendent à l'opéra, où ils assistent à une représentation en compagnie du président de la République Félix Faure. À leur sortie place de l'Opéra, vers minuit quinze, une foule nombreuse acclame le couple impérial.

## Direction

### De 1875 à 1900
La direction du nouvel Opéra est assurée par : 
- Olivier Halanzier Dufrenoy jusqu'en 1879 ;
- Auguste Vaucorbeil, de 1879 à 1884 ;
- Pedro Gailhard avec le co-directeur Eugène Ritt, de 1884 à 1891 ;
- Eugène Bertrand de 1891 à 1893, puis retour de Pedro Gailhard avec Eugène Bertrand ;
- Pedro Gailhard seul du décès d'Eugène Bertrand en 1899 jusqu'en 1908.

### De 1900 à 1945
De 1900 à 1945, le palais Garnier connaît trois directeurs. Un statut spécial leur confère, depuis la création de l'Académie royale de musique par le roi Louis XIV en 1669, une gestion artistique et financière entièrement privée, dite « le privilège ». L'État n'apporte alors qu'une subvention relativement maigre pour la conservation du monument et non pour son fonctionnement ou sa programmation.

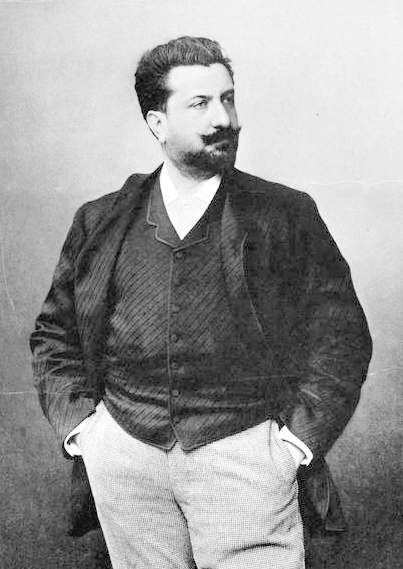
Pedro Gailhard.

- Pedro Gailhard[53], chanteur lyrique réputé pour sa tessiture de basse-chantante, succéda à Auguste Vaucorbeil et fut le premier artiste à exercer cette fonction. Déjà aux commandes de l'Opéra depuis 1884, avec une brève interruption, il y restera au total durant 21 ans, jusqu'en 1907. Gailhard favorisera particulièrement les productions et créations lyriques au détriment du corps de ballet qu'il négligera. Claude Debussy[54] critiquera avec violence « un Opéra de Paris stagnant dans la routine », alors que lui-même préparait déjà des œuvres qui allaient, à l'instar de Garnier évoquant avec enthousiasme le percement de l'avenue de l'Opéra, « faire l'effet d'une trompette qu'on souffle dans la chambre d'un malade ». Durant sa direction, une innovation technique majeure est réalisée en 1903 : la centrale thermique et ses générateurs[55], qui assuraient depuis 1887, l'autonomie de la production d'électricité[56] en sous-sol, cédèrent la place au modernisme en recevant la fourniture du réseau parisien (bientôt géré par la Compagnie parisienne de distribution d'électricité) devenu apte à délivrer toute la puissance nécessaire à un théâtre si vaste. Ayant quitté l'Opéra et l'Europe, Pedro Gailhard se rendra aux États-Unis pour assurer la direction du Conservatoire national de musique à New-York[57].

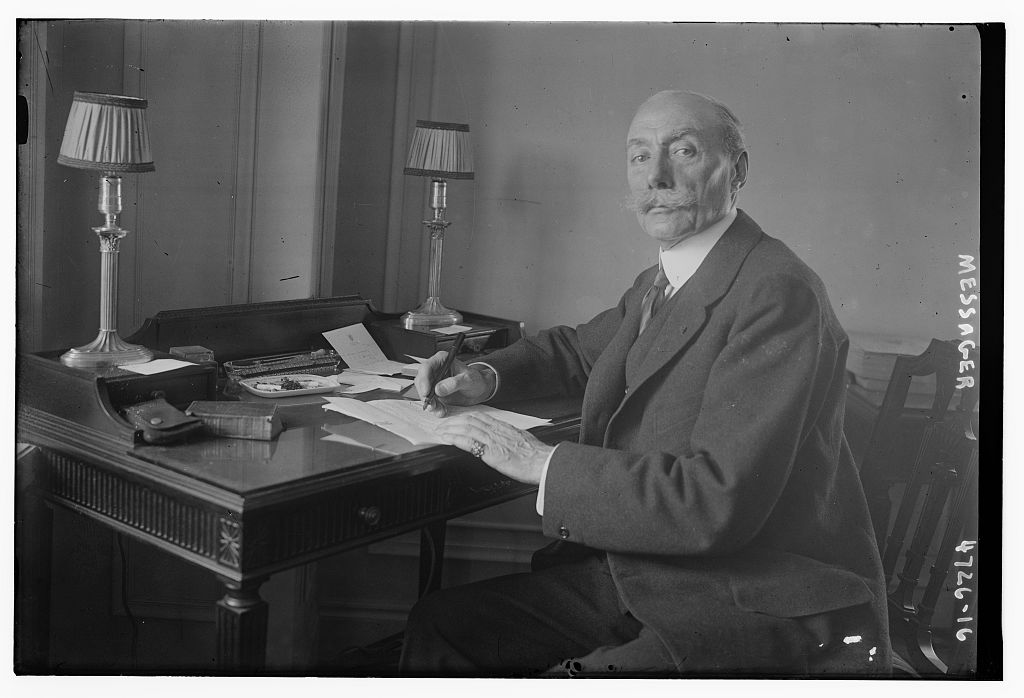
André Messager en 1914.

- André Messager, André Messager en 1914.Célèbre compositeur et chef d'orchestre, administre l'Opéra à partir de 1907. Dès son arrivée, il rénove[58] entièrement la salle de spectacle, les sols, les fauteuils, les peintures et agrandit la fosse d'orchestre. Il dirige pendant sept ans, jusqu'au début de la Première Guerre mondiale en 1914. Durant cette période, il a pour co-directeur Leimistin Broussan. Le journal de régie de Paul Stuart, régisseur général et metteur en scène, révèle le détail de l'organisation[59]. Messager nomme maître de ballet le danseur et chorégraphe russe Ivan Clustine qui rénovera le corps de ballet. Messager et Broussan devront gérer les dégâts matériels de la crue centennale de la Seine, l'inondation totale des gigantesques caves du théâtre dès le 28 janvier 1910, noyant les nombreux calorifères, les réseaux électriques et les machineries des dessous de la cage de scène. Durant sa direction, Léo Staats sera le maître de ballet et enseignant (jusqu'en 1939) qui redonnera à la danse masculine une importance perdue dans le romantisme du siècle précédent.

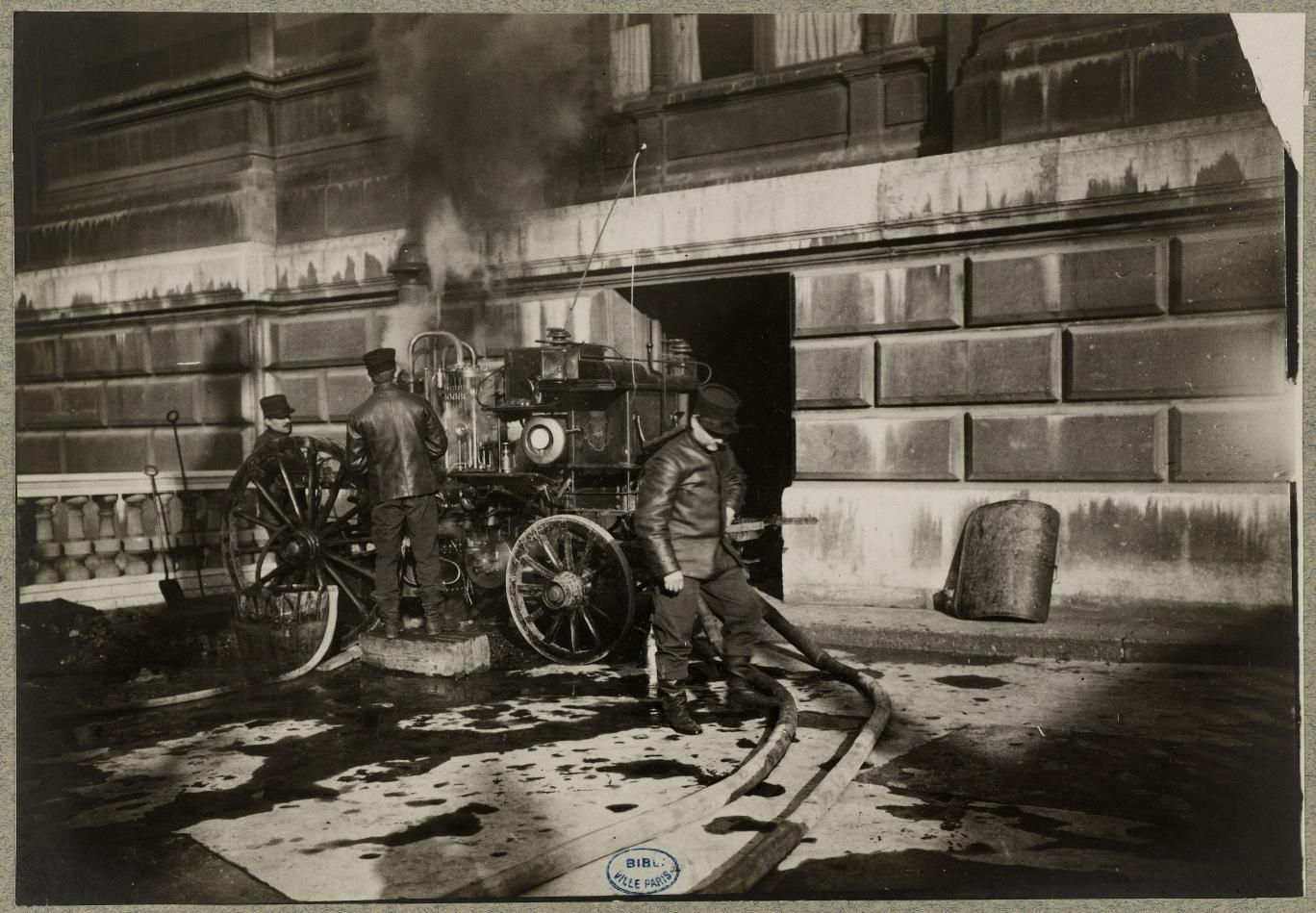
Les pompiers vident les caves de l'Opéra après la crue de la Seine (1910).

Sous la direction de Messager, l'Opéra accueillera les concerts russes de Serge Diaghilev dès 1907, ce qui n'ira pas sans mal avec les musiciens titulaires de l'orchestre. Messager, épris de modernisme, négocie en 1909 avec Diaghilev une représentation extraordinaire des Ballets russes ; le succès est de grande ampleur. L'année suivante, c'est toute la deuxième saison de la troupe du ballet de Diaghilev qui s'est déroulée à l'opéra Garnier, où eurent lieu une dizaine de créations chorégraphiques dont L'Oiseau de feu en 1910 avec la musique de Stravinsky et Tamara Karsavina dans le rôle-titre. La plupart des ballets sont toujours au répertoire de l'opéra Garnier. Le succès public phénoménal de la première saison des Ballets russes au théâtre du Châtelet avait apporté un souffle neuf dans les mondes de la chorégraphie, la musique, la peinture des décors et les costumes. Le public d'alors était avide d'art contemporain.

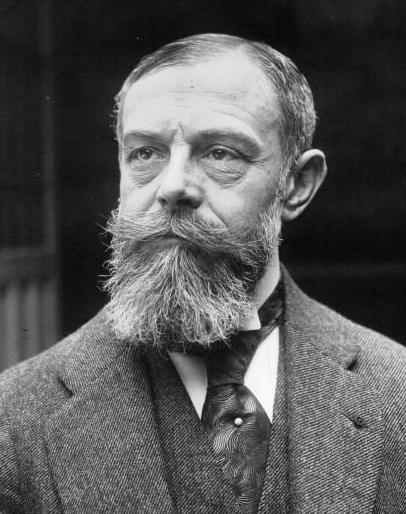
Jacques Rouché en 1914.

- Jacques Rouché est nommé le 1er janvier 1914 à la tête de l'Opéra qui, fermé pour cause de guerre, ne rouvrira partiellement qu'en décembre. Cela lui donne du temps pour élaborer des projets, des programmes et une modernisation de cette Académie. Il obtient le statut de MH[60] pour le Palais Garnier par décision du 19 octobre 1923 de la Commission supérieure des monuments historiques : l'architecture, les décorations intérieures et extérieures sont classées, quarante-huit ans après l'inauguration du monument de Garnier. Son livre L'art théâtral moderne[61],[62] publié en 1910, réédité en 1924 avec traduction en anglais, contient les propositions qu'il met en œuvre. Rouché est le premier directeur à organiser la retransmission radiophonique en direct des spectacles de l'Opéra quand la radio apparaît en 1924. Durant son mandat a lieu la création en 1928 du ballet contemporain Boléro composé la même année par le compositeur Maurice Ravel. Créé par Ida Rubinstein, c'est un succès considérable qui sera interprété durant des décennies.

Rouché se lie d'amitié avec Diaghilev ; après la mort de ce dernier (1929) et la fin des Ballets russes, il retient les talents de George Balanchine, Serge Lifar et bien d'autres qui apportent à l'Opéra, son corps de ballet et son école, une notoriété mondiale mais aussi des recettes de billetterie qui triplent lors des créations. Les décorateurs Léon Bakst, Alexandre Benois et Natalia Gontcharova inspirent les générations suivantes. Le directeur est un ardent promoteur de la création contemporaine, tant lyrique que chorégraphique. Il connaît une année 1936 difficile : le 6 mars, le rideau de fer ne peut être ouvert car sa machinerie est bloquée avant le début du spectacle, la représentation de Castor et Pollux est annulée. Le théâtre est fermé le 30 juin pour effectuer des travaux de rénovation de la salle de spectacle et surtout des modifications structurelles de la cage de scène (installation du gigantesque panorama par l'architecte Joseph Marrast). Les représentations reprennent le 1er août au théâtre Sarah Bernhardt (aujourd'hui Théâtre de la Ville), mais un incendie se déclare dans le palais Garnier le 13 septembre vers minuit dans la cage de scène, toutefois maîtrisé en deux heures par les pompiers. Les travaux de réfection se prolongent et l'Opéra se délocalise le 30 novembre au théâtre des Champs-Élysées, où il reste jusqu'au 20 février 1937, date de la réouverture du palais avec une représentation de Lohengrin. En 1938, l'Opéra est l'objet de grands travaux souterrains pour l'installation de son raccordement au réseau de chauffage de la CPCU. Un nouveau système de climatisation est mis en place dans la salle de spectacle.
Dans le domaine lyrique, Jacques Rouché convie une génération de compositeurs français contemporains à créer pour l'Opéra tout en ouvrant le répertoire aux œuvres étrangères, avec 160 créations, dont : Padmâvatî d'Albert Roussel, Le Jardin du Paradis d'Alfred Bruneau, Le Chevalier à la rose et Elektra de Richard Strauss, Mârouf, savetier du Caire d'Henri Rabaud, Turandot de Giacomo Puccini, La Tour de feu de Vittorio Rieti, Œdipe de Georges Enesco, L'Enfant et les sortilèges de Maurice Ravel, Le Marchand de Venise de Reynaldo Hahn, Médée de Darius Milhaud. Cela représente également la création de plus de 700 décors et 5000 costumes. L'Opéra emploie alors plus de mille personnes.
En raison de la faillite de l'Opéra-Comique en 1932, l'État créa la Réunion des théâtres lyriques nationaux (RTLN) pour assurer la gestion artistique et financière des deux salles, l'Opéra-Comique devenant une succursale de l'Opéra. Jacques Rouché en est le président de 1939 à 1944. Après avoir pris le chemin de l'exode selon les directives gouvernementales, avec une partie de l'orchestre au début de la Seconde Guerre mondiale, Rouché est obligé par le gouvernement de Vichy de revenir à Paris pour se soumettre à l'occupation allemande et, poussé par le nombreux personnel, à garder la direction de l'Opéra. À l'automne 1940, les lois d'exclusion à l'encontre des Juifs l'obligent à se séparer d'une cinquantaine de personnes, mais il maintient leur rémunération jusqu'en décembre 1942. Bien que la Charte du travail d'octobre 1941 ait dissous les syndicats, Jacques Rouché continue à négocier avec eux des indemnités de vie chère, des secours pour les salariés mobilisés, il obtient des cartes de travailleurs de force pour les machinistes afin de leur éviter le S.T.O. Enfin, il aide financièrement plusieurs artistes juifs à quitter l'Europe, notamment Darius Milhaud et Ernest Klausz. Rouché doit se plier à certaines exigences artistiques imposées par les autorités allemandes, comme des concerts donnés par l'orchestre philharmonique de Berlin, mais le théâtre reste en état de marche, dans des conditions très difficiles, comme le rapporte la danseuse Claude Bessy, jeune ballerine, dans ses Mémoires : « le théâtre n'était pas chauffé en hiver ». En cette période troublée, le chef-tapissier Jean Rieussec s'investit au sein du palais à organiser discrètement une section de la Résistance qui s'étendra aux musiciens de l'orchestre et dans le 9e arrondissement.

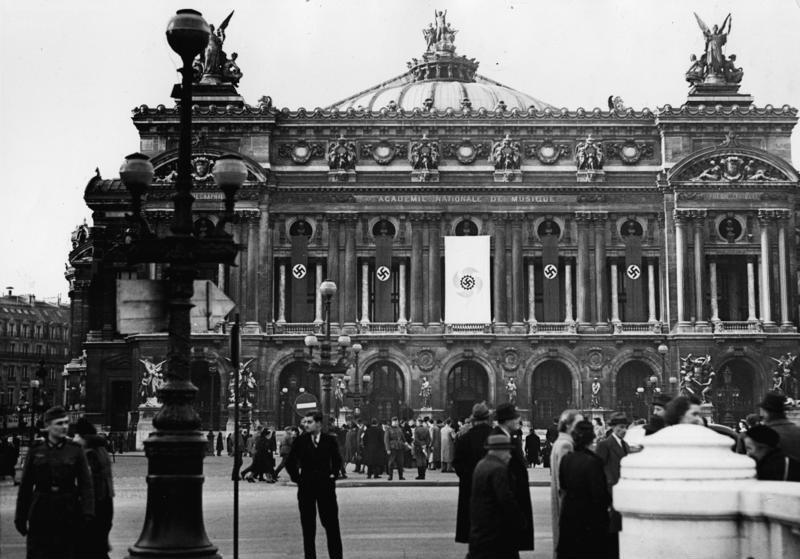
L'opéra couvert d'étendards nazis pendant l'occupation allemande de Paris (1941).

À la Libération, les Chambres civiques, instaurées pour mettre en œuvre l'épuration voulue par le gouvernement provisoire, reprochent à Rouché d'avoir entretenu une collaboration avec l'ennemi pendant l'Occupation ; par conséquent, le président de la RTLN et administrateur de l'Opéra est alors révoqué par l'État, bien que les syndicats, tout le personnel et les artistes (avec en tête la danseuse étoile Yvette Chauviré) témoignèrent en sa faveur. Lavé des soupçons de collaboration, il est acquitté par la Justice, mais préfère se retirer définitivement de la vie artistique à Paris. Rouché est resté directeur pendant trente ans en apportant son mécénat personnel qui a été estimé, selon les archives, à 23 millions de francs-or (environ 12 millions d'euros). Jean Cocteau dira : « S'il fallait faire la liste des artistes que Jacques Rouché a aidés, encouragés, propulsés sur le devant de la scène, un dictionnaire n'y suffirait pas ». En 1971, la Mairie de Paris a décidé d'honorer ce directeur par la création d'une Place Jacques Rouché à la croisée des rues Halévy, Gluck et Meyerbeer. Ses deux prédécesseurs n'avaient été honorés que par deux salles de répétition portant leur nom.

### Depuis 1945
À partir de 1945, une vingtaine de directeurs se succèdent à la tête de l'Opéra :
- 1945 : Maurice Lehmann - Reynaldo Hahn
- 1946 : Georges Hirsch
- 1951 : Maurice Lehmann
- 1955 : Jacques Ibert
- 1956 : Georges Hirsch
- 1959 : A.-M. Julien
- 1962 : Georges Auric
- 1968 : André Chabaud
- 1969 : René Nicoly
- 1971 : Jean-Yves Daniel-Lesur et Bernard Lefort
- 1973 : Rolf Liebermann et Gérard Mulys
- 1977: Rolf Liebermann
- 1980 : Bernard Lefort
- 1983 : Massimo Bogianckino
- 1986: Jean-Louis Martinoty
- 1989 : Georges Hirsch
- 1990 : Jean-Albert Cartier
- 1991 : Georges Hirsch
- 1992 : Jean-Marie Blanchard & Brigitte Lefèvre
- 1994 : Jean-Paul Cluzel
- 1995-2004 : Hugues Gall

## Composition architecturale et distribution des bâtiments

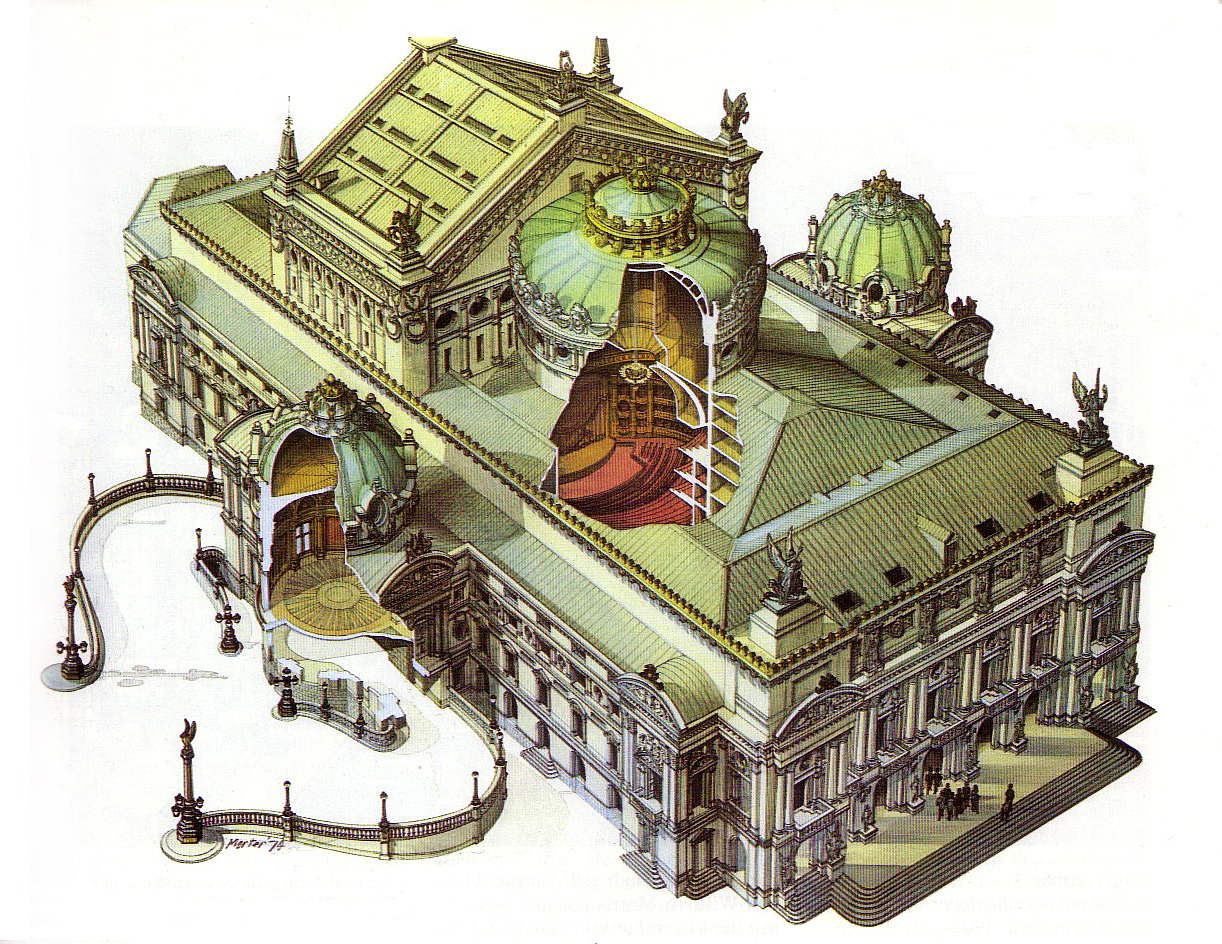
Dessin de construction.

### Intentions et sources d'inspiration
Charles Garnier, tout comme ses devanciers Jacques-Germain Soufflot (opéra de Lyon) et Victor Louis (Grand Théâtre de Bordeaux et salle Richelieu pour la Comédie-Française), déploie une architecture spectaculaire. Il souhaite ériger un monument d'inspiration éclectique, obéissant ainsi à la mode de son temps, les façades de son théâtre lyrique devant offrir un spectacle permanent au piéton de Paris. Son œuvre, qui deviendra l'un des exemples les plus célèbres du style propre à la période Napoléon III, révèle un tempérament aux penchants multiples et une attraction particulière pour l'art baroque.  Cela vaut surtout pour le principe d'architecture monumentale à l'aspect exubérant et théâtral. Pour ce qui est de la plupart des motifs architecturaux et des détails utilisés, c'est surtout le style Renaissance qui sert de source d'inspiration principale, ce qui est valable pour l'opéra comme pour tout le style Napoléon III. On peut ainsi faire le lien avec la cour Napoléon du Louvre, l'autre grand monument du règne, conçue par l'architecte Hector-Martin Lefuel, qui présente la même association particulière des deux styles.
En fidèle admirateur de Victor Louis et tout en reprenant les caractéristiques essentielles de la salle Le Peletier, les sources d'inspiration de l'architecte sont, en dehors du Grand-Théâtre de Bordeaux, les palais italiens de la Renaissance tardive qu'il a eu le loisir de remarquer durant son séjour à la Villa Médicis. Sa période estudiantine et ses voyages méditerranéens le portent de manière évidente vers le respect des règles et des ordres architecturaux et autres subtilités de l'art du « Siècle de Périclès ». Pour Hugues Gall, ancien directeur de l'opéra Garnier, « Victor Louis est l'architecte à l'origine de toute la conception qu'a développée Garnier. Le Grand Théâtre de Bordeaux l'avait fasciné... avec l'idée de grand salon d'entrée, celle des loges et des corbeilles... ».

### Plan et ses dispositions principales

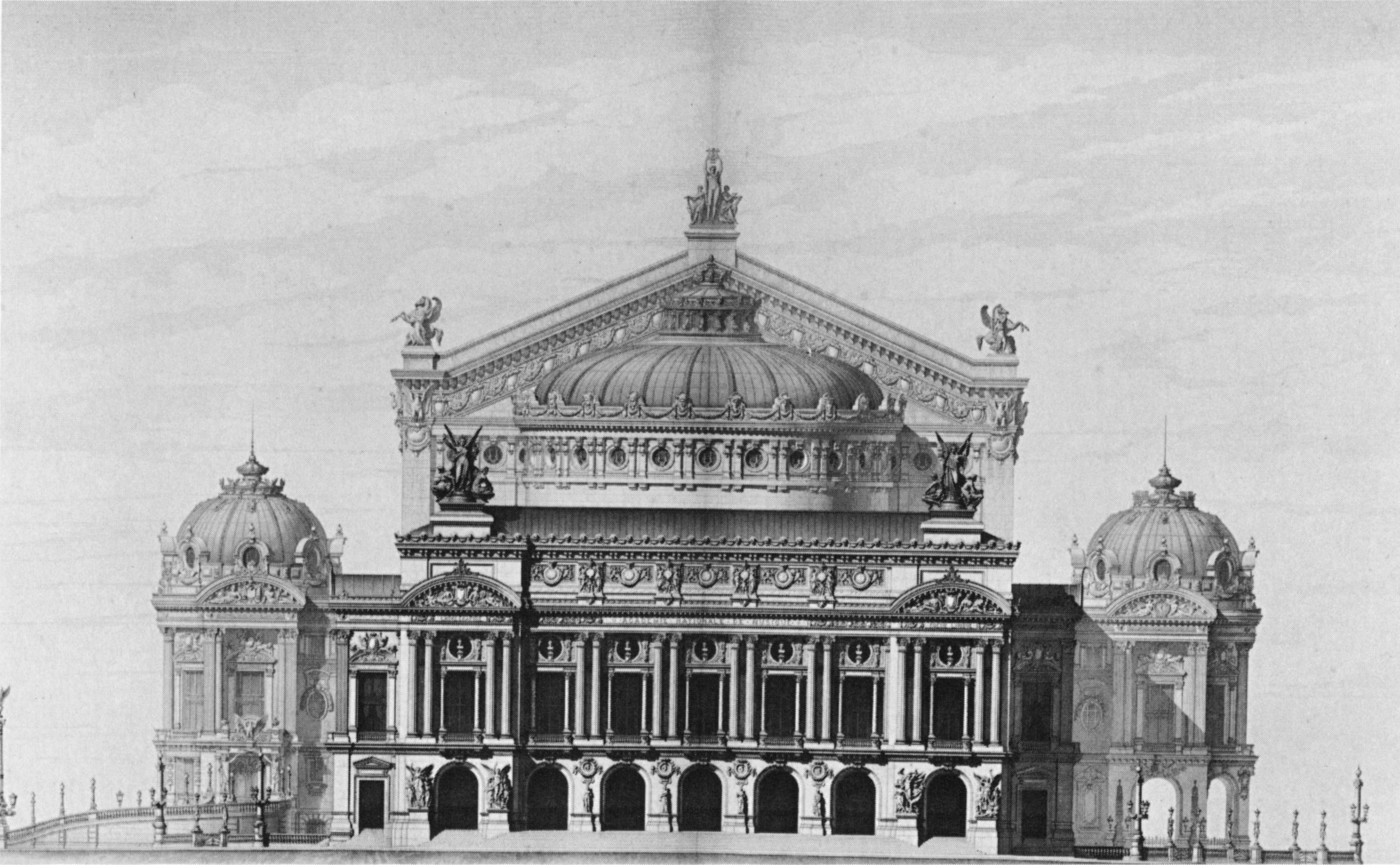
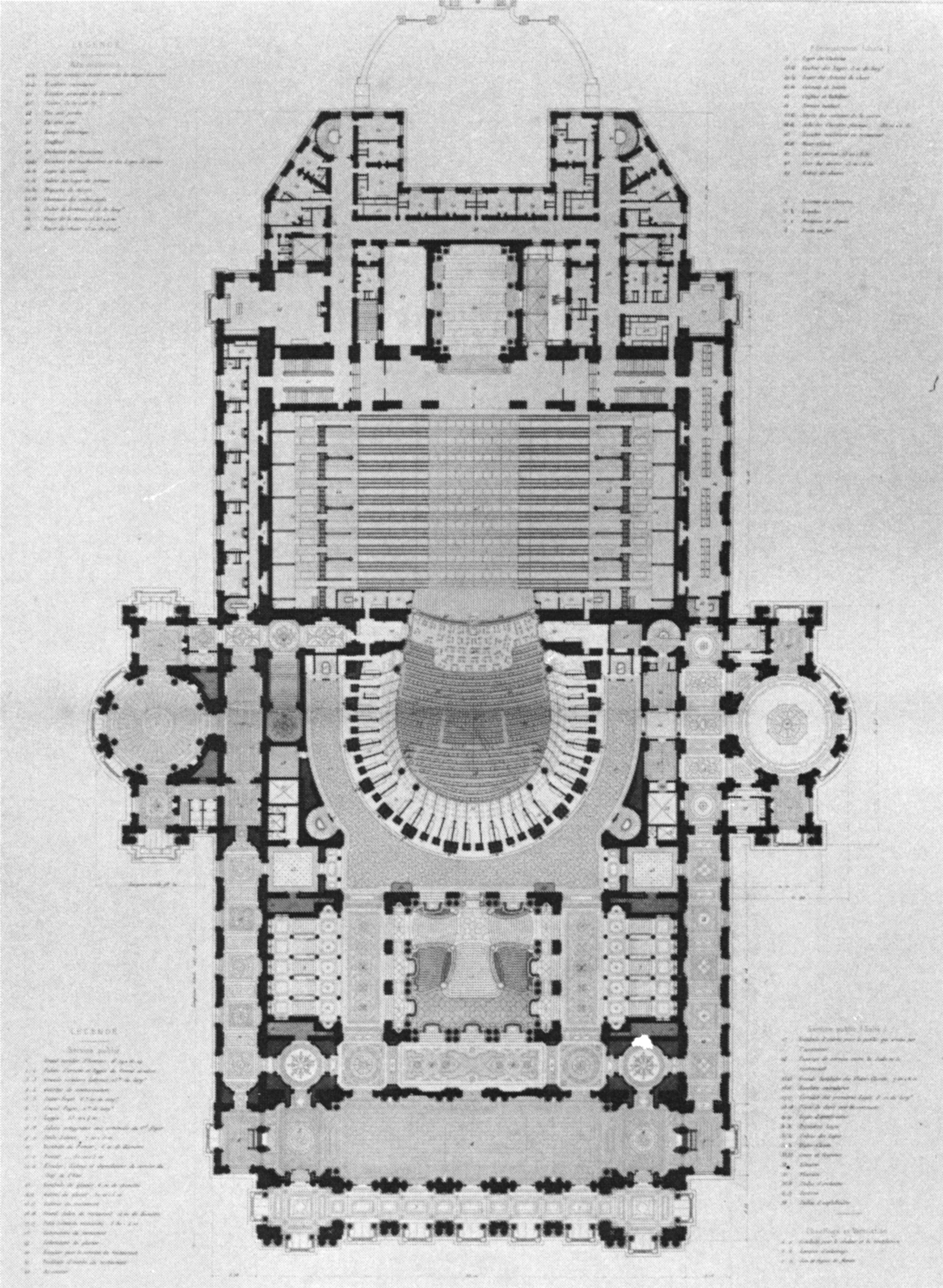
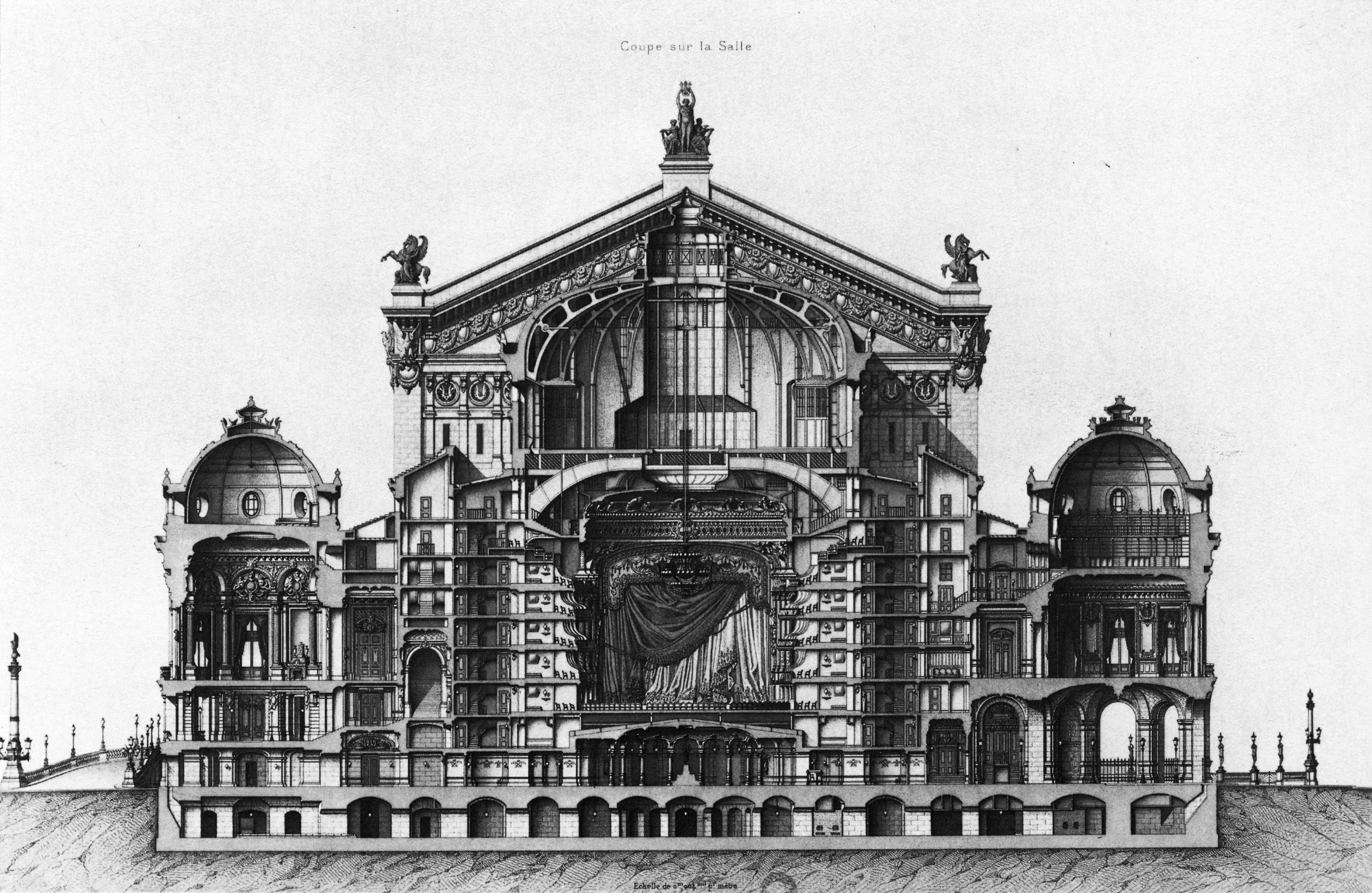

Garnier tient à superviser lui-même la conception des moindres détails des bâtiments. Il dit avoir pensé au parti de Michel-Ange pour le plan de la basilique Saint-Pierre de Rome, concevant et dessinant ses propres plans architecturaux. Le parti obéit à une symétrie rigoureuse à laquelle doivent se plier, dans une grande majorité des cas, les grands programmes traités par les praticiens sortant de l'École des Beaux-Arts de Paris.
L'ensemble possède une emprise au sol de 12 000 m2 et une surface dans l'œuvre totale de 58 000 m2 (la plus grande du monde à l'époque, et ce jusque dans les années 1970), 172 m de long, 101 m de large et 79 m d'élévation. La vaste salle de spectacle peut recevoir environ 2 000 spectateurs. Une maquette en coupe longitudinale, (L 5,78m - H 2,40m - P 1,10m, ci-dessous en haut à droite) exposée au Musée d'Orsay a été réalisée en 1986 par Richard Peduzzi qui a choisi de reproduire l'Opéra selon les plans originaux de Garnier.

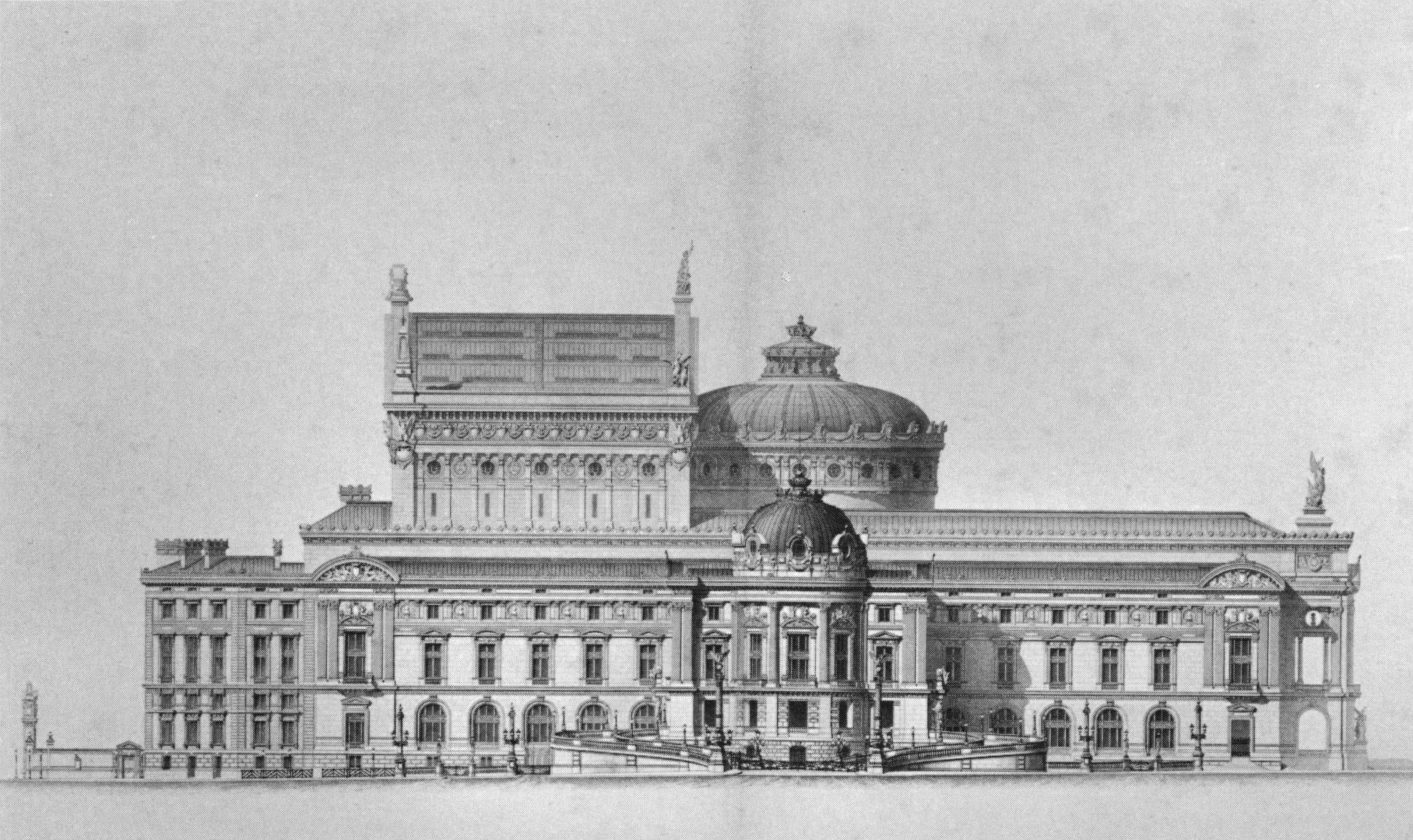
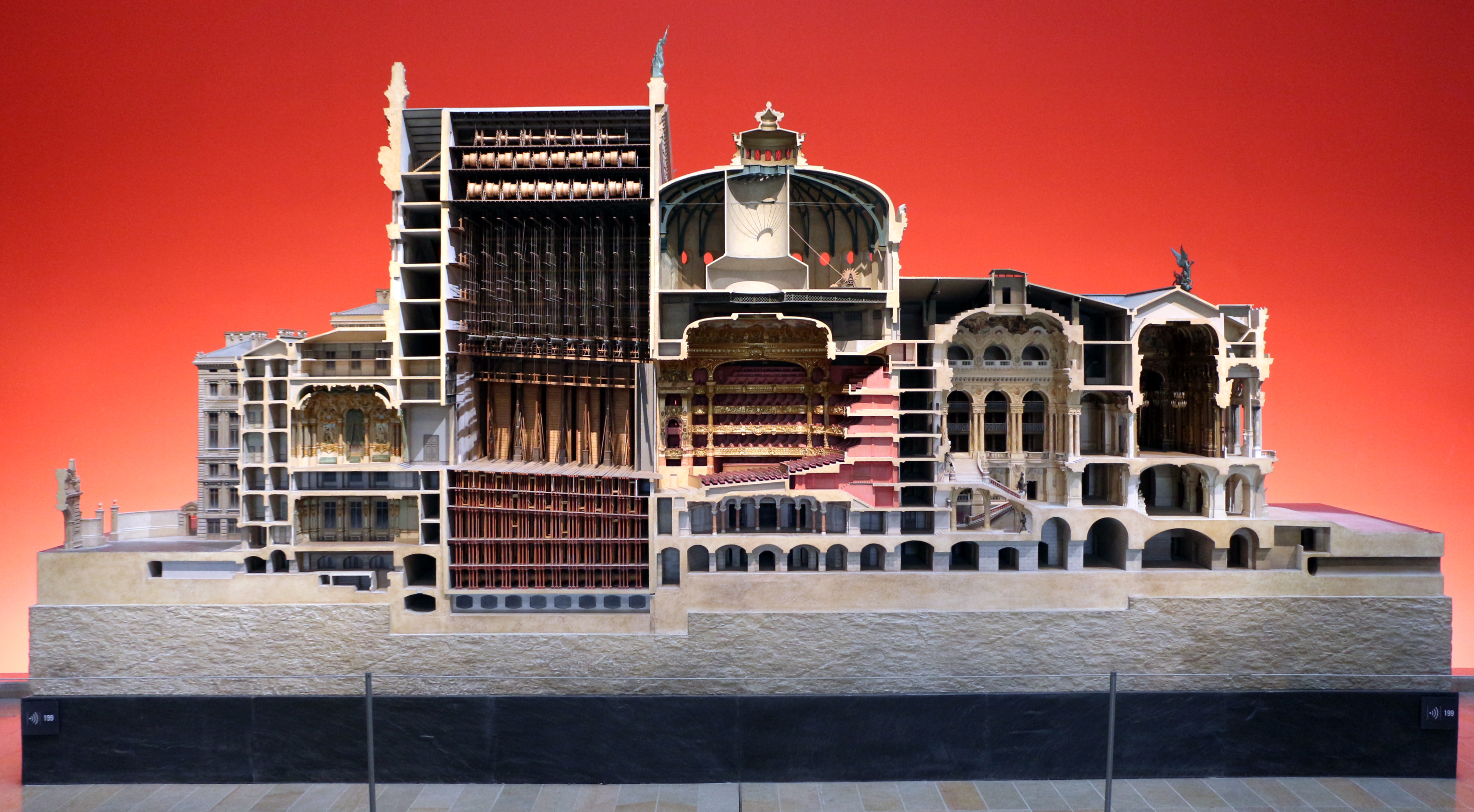

### Choix des matériaux et des techniques

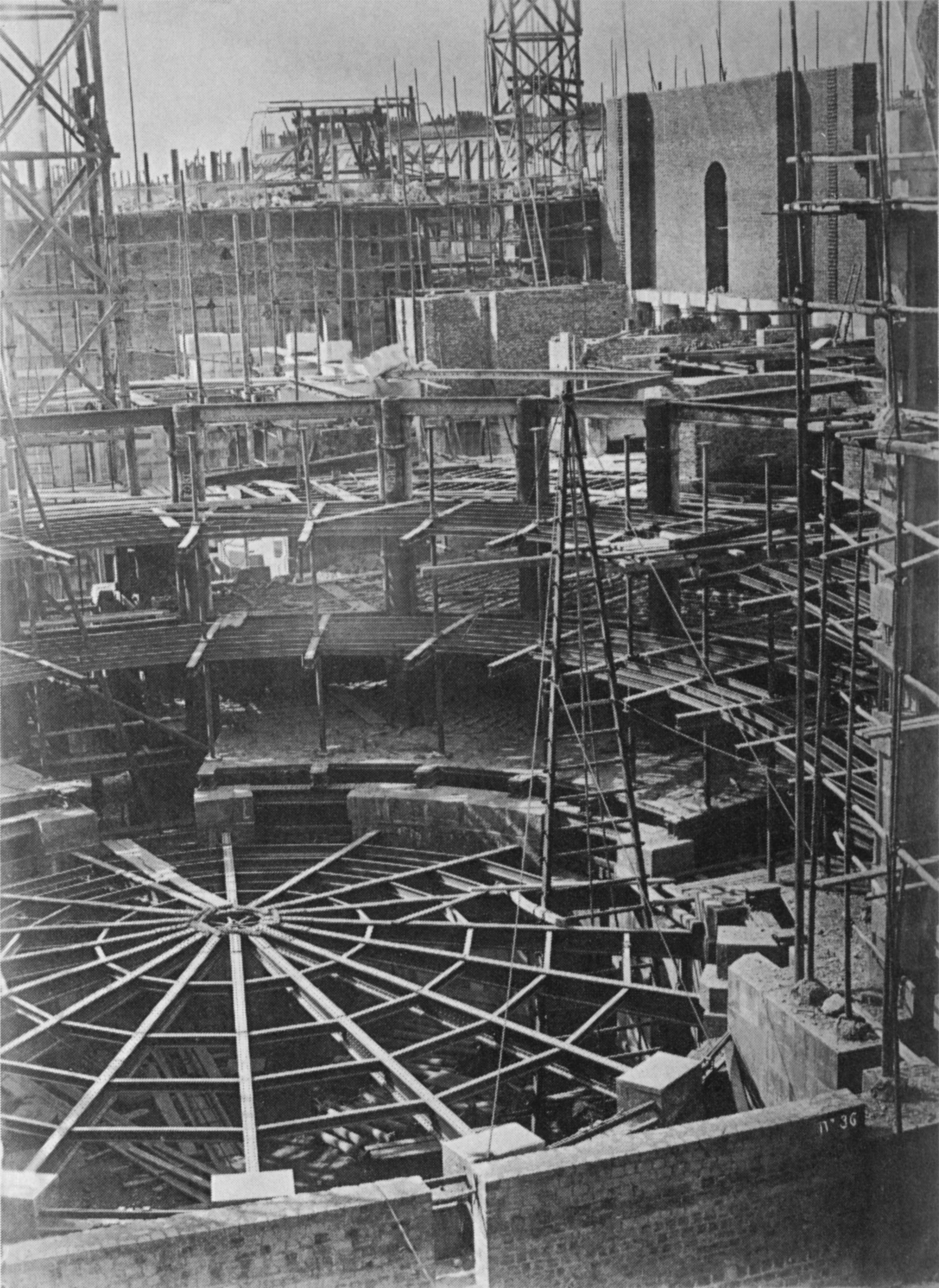
Les structures métalliques de la salle de spectacle, vues depuis la scène.

L'architecte surprend par la diversité des matériaux utilisés. Il use, en effet, d'une décoration éclectique, parfois chargée, mais toujours fastueuse et élégante. À l'extérieur comme à l'intérieur, le jeu de la pierre d'Euville aux nuances blondes, des marbres de couleur et des parties recouvertes d'or souligne la qualité du dessin et des proportions et offre à l'œil averti une profusion de détails architectoniques. Pour expliquer ce choix d'une grande diversité chromatique, Garnier prétend qu'il veut aller à l'encontre de « la tristesse de l'urbanisme haussmannien ».
Admirateur des techniques utilisées par son devancier Victor Baltard, l'architecte utilise le fer et la fonte partout ; la partie des structures, tels certains piliers, tous les planchers maçonnés et toutes les charpentes sont en métal. Les poutres de longue portée sont composées de métal en lames assemblées par rivetage, mode de construction en plein développement dans la seconde moitié du XIXe siècle. Les parquets visibles sont assemblés sur lambourdes scellées au bitume sur des sols incombustibles. La salle de spectacle, contrairement à ce que laisse paraître son habillage, est à la base un volume constitué d'un assemblage métallique qui supporte les charges de ses différents niveaux. Si Garnier reconnaît les possibilités nouvelles apportées par ce matériau, il n'en goûte cependant pas l'aspect et le cache soigneusement sous la pierre, le plâtre, le stuc et tout autre procédé de décoration appartenant à la tradition classique. Il ne se sert du métal que pour les aspects pratiques qu'il peut lui apporter : facilité et rapidité de mise en œuvre, légèreté.
La pose de câblages et l'électrification intégrale du bâtiment quelques années plus tard est facilitée par les conduites de gaz qui avaient été prévues dès la construction pour alimenter les éclairages (les grandes torchères, par exemple).

### Façades, sculptures et décors extérieurs

#### Façade principale Sud

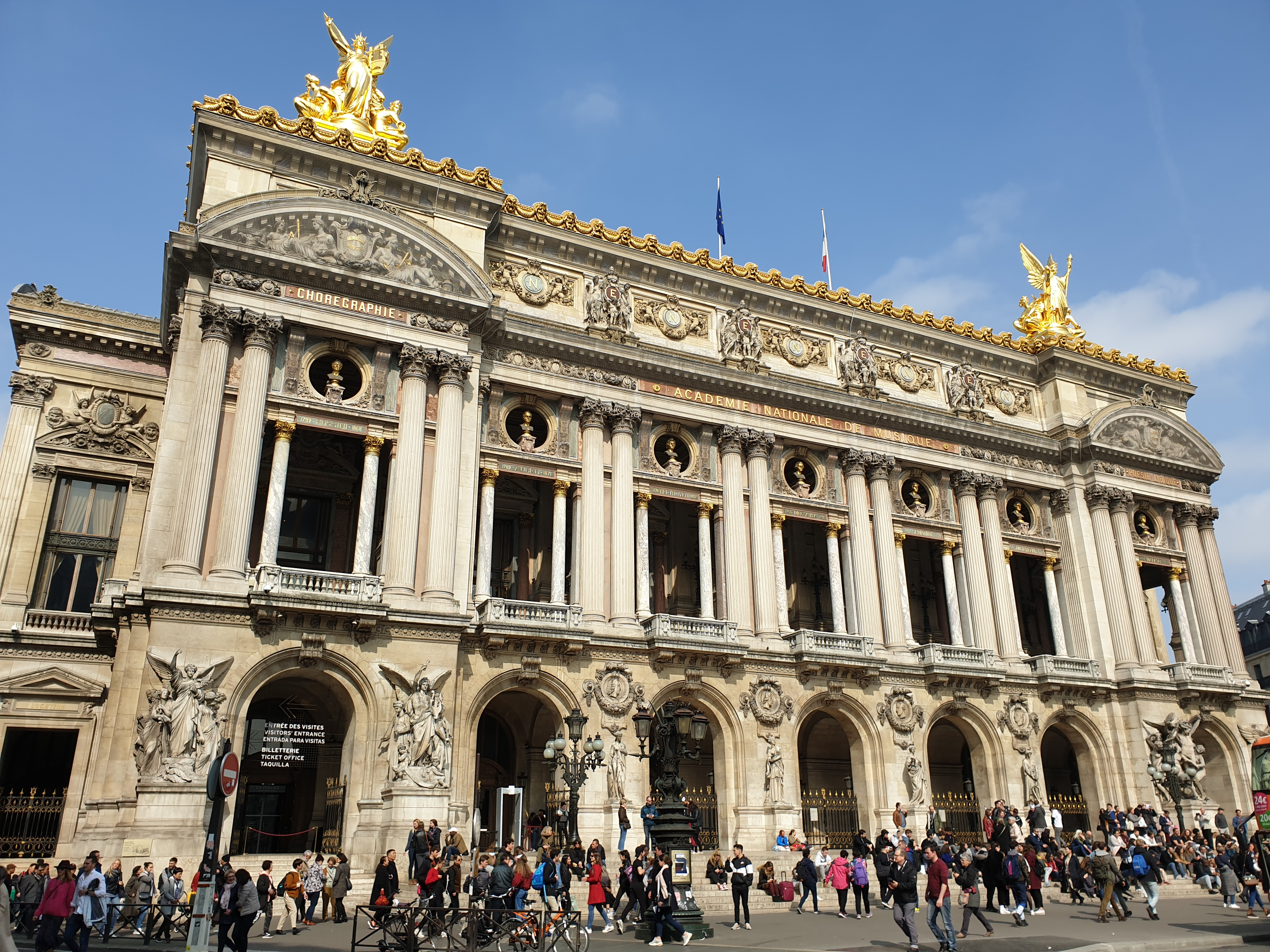
Façade sud.

La grande façade, donnant sur la place de l'Opéra et située au carrefour de nombreuses percées haussmanniennes, sert de toile de fond à la perspective de l'avenue qui sera ouverte un peu plus tard. Elle constitue, en quelque sorte, le manifeste de l'artiste. Son tracé et ses proportions savants comme sa riche polychromie expriment, en une synthèse habile, l'essence même de l'architecture éclectique.
Garnier a choisi lui-même les quatorze peintres, les mosaïstes ainsi que les soixante-treize sculpteurs, dont le célèbre Jean-Baptiste Carpeaux, devant participer à son ornementation.
Les quatre groupes principaux en façade sont de gauche à droite :
- La poésie de François Jouffroy (avec ses palmes) ;
- La musique instrumentale d'Eugène Guillaume (avec ses instruments de musique) ;
- La Danse de Jean-Baptiste Carpeaux, dont les personnages dénudés provoquèrent le mécontentement de Parisiens choqués (un inconnu alla jusqu'à lancer un encrier sur le chef-d'œuvre de l'artiste dans la nuit du 26 au 27 août 1869) ;
- Le drame lyrique de Jean-Joseph Perraud (avec sa victime agonisante).

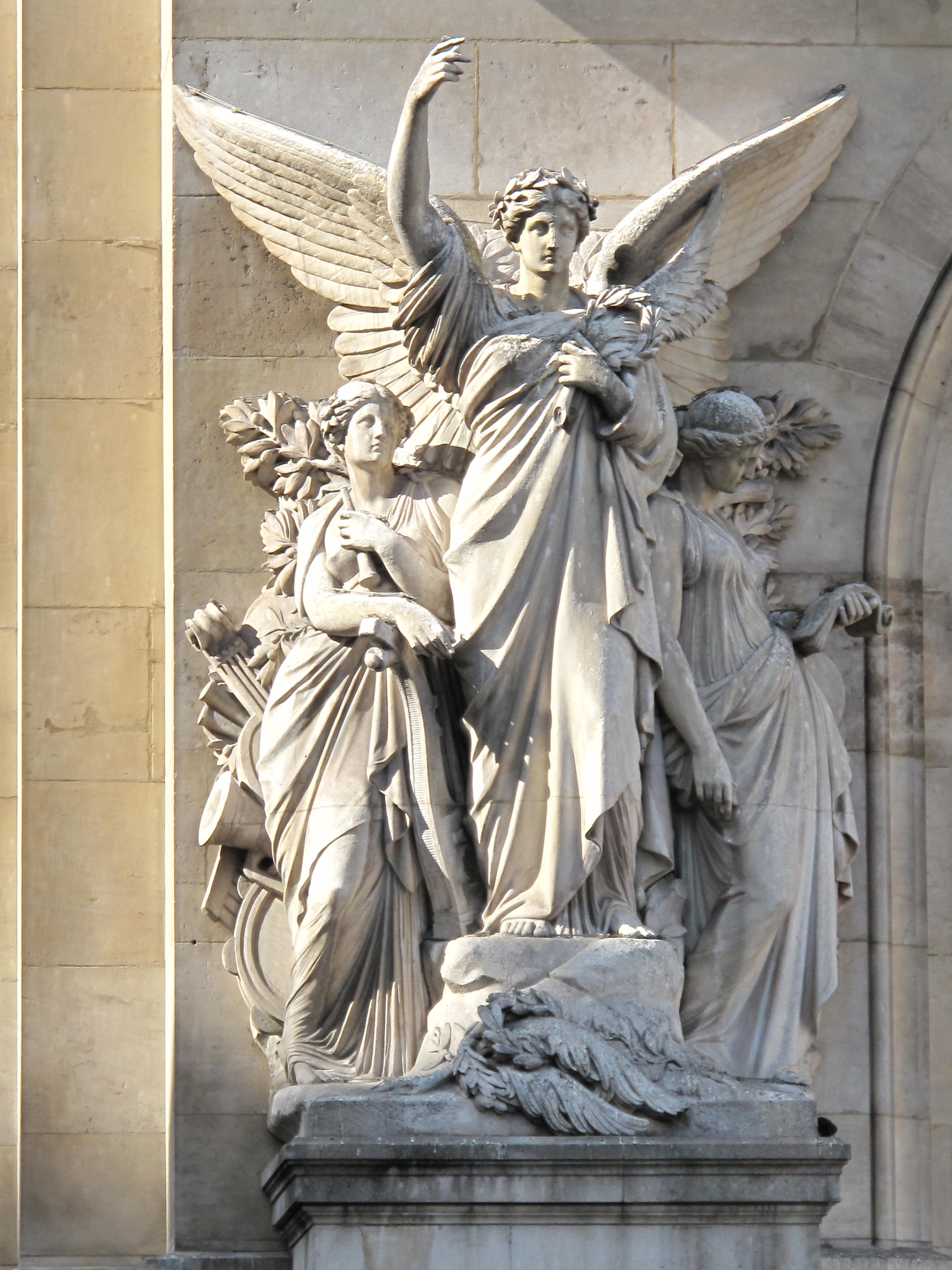
La Poésie par François Jouffroy.
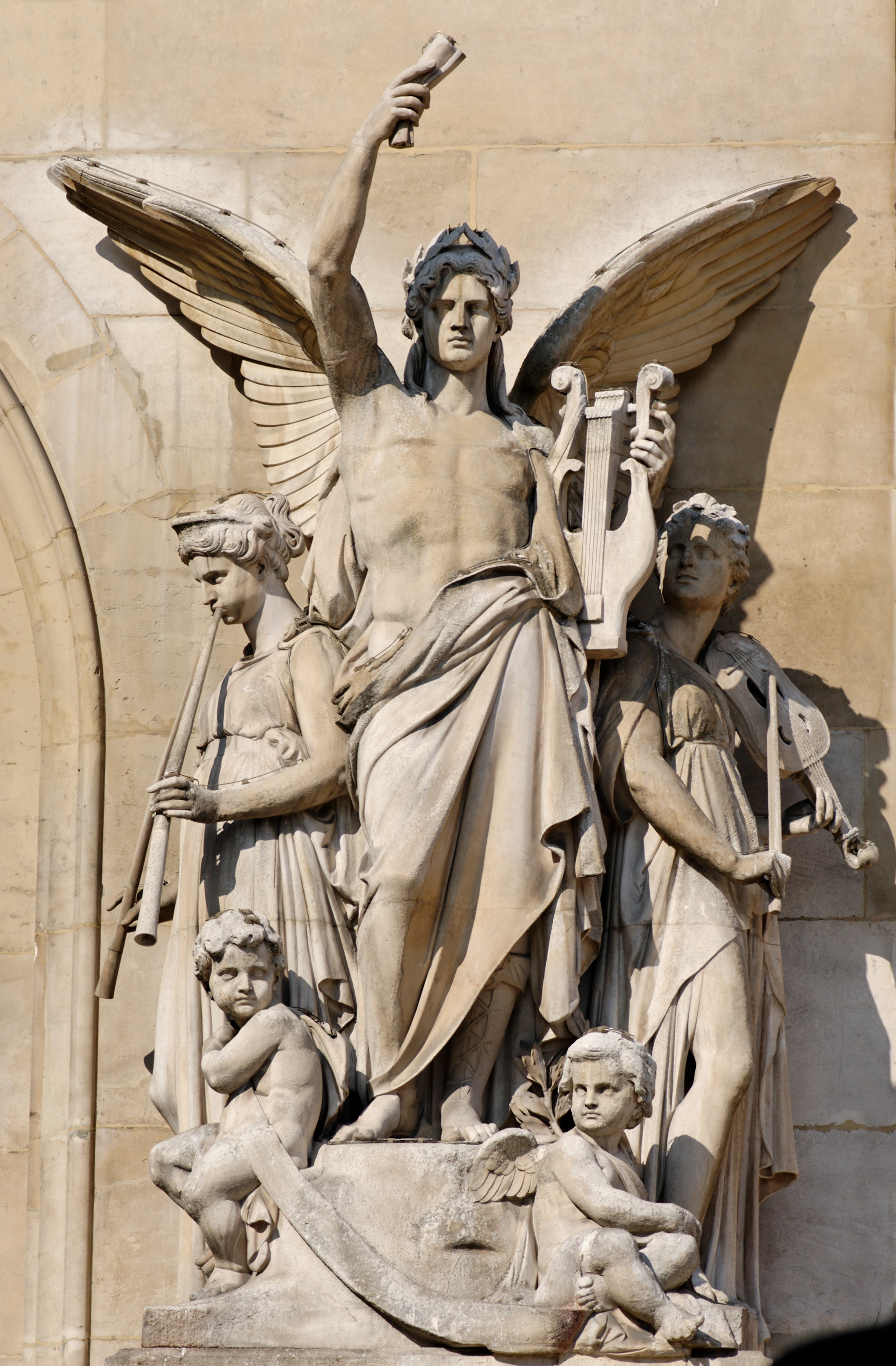
La Musique instrumentale par Eugène Guillaume.
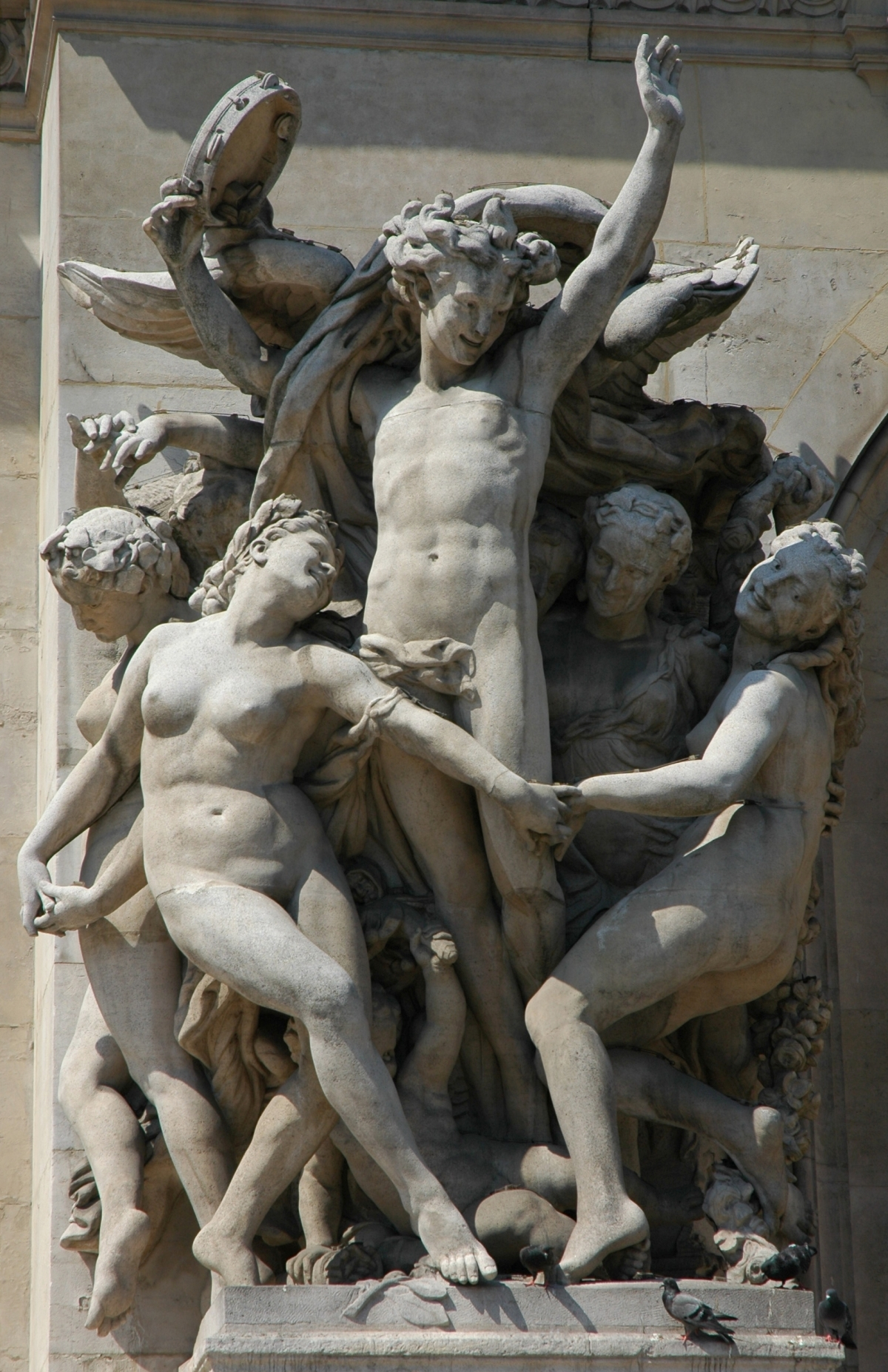
Copie de la Danse par Paul Belmondo (original de Jean-Baptiste Carpeaux).
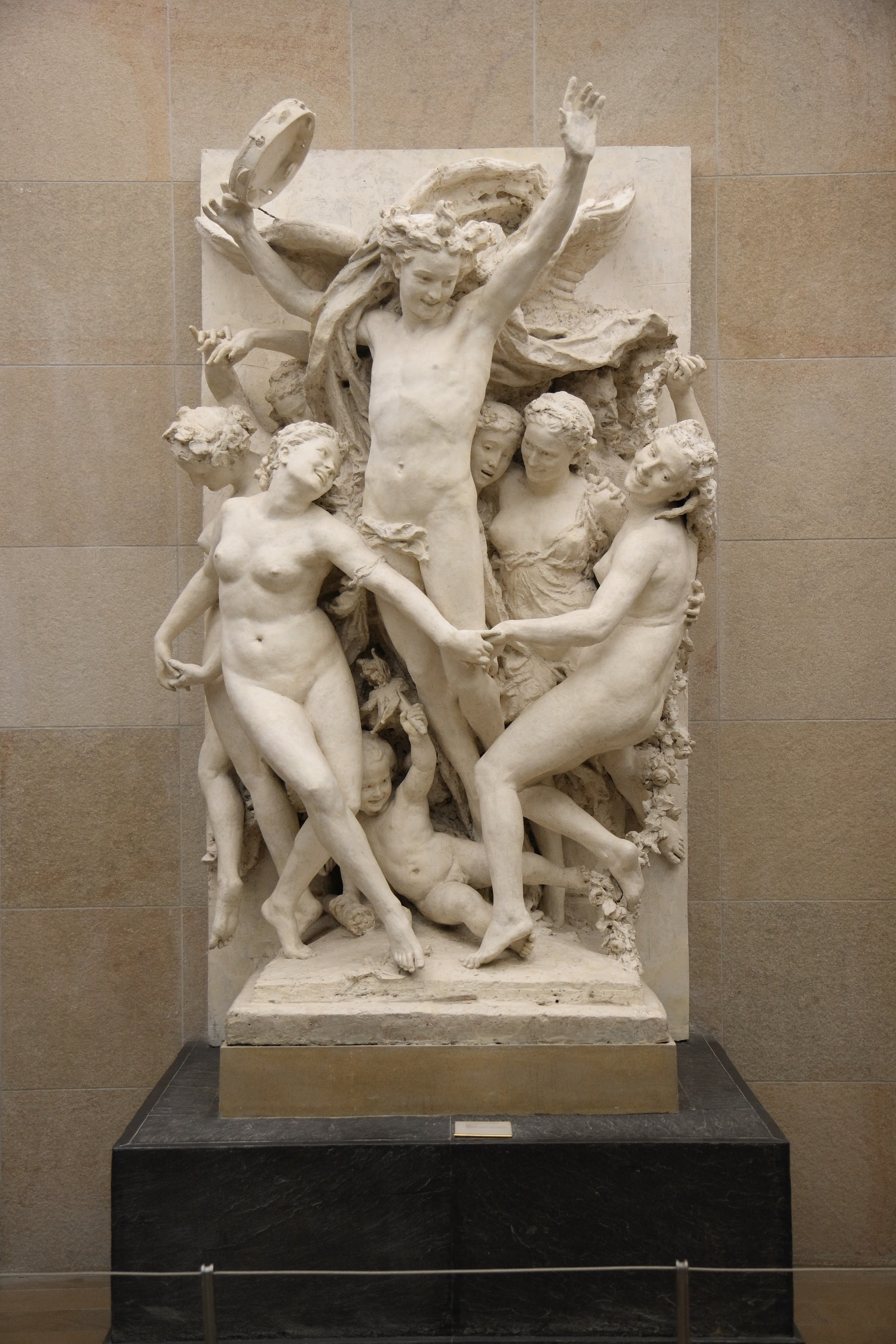
Original de la Danse par Jean-Baptiste Carpeaux, au musée d'Orsay.
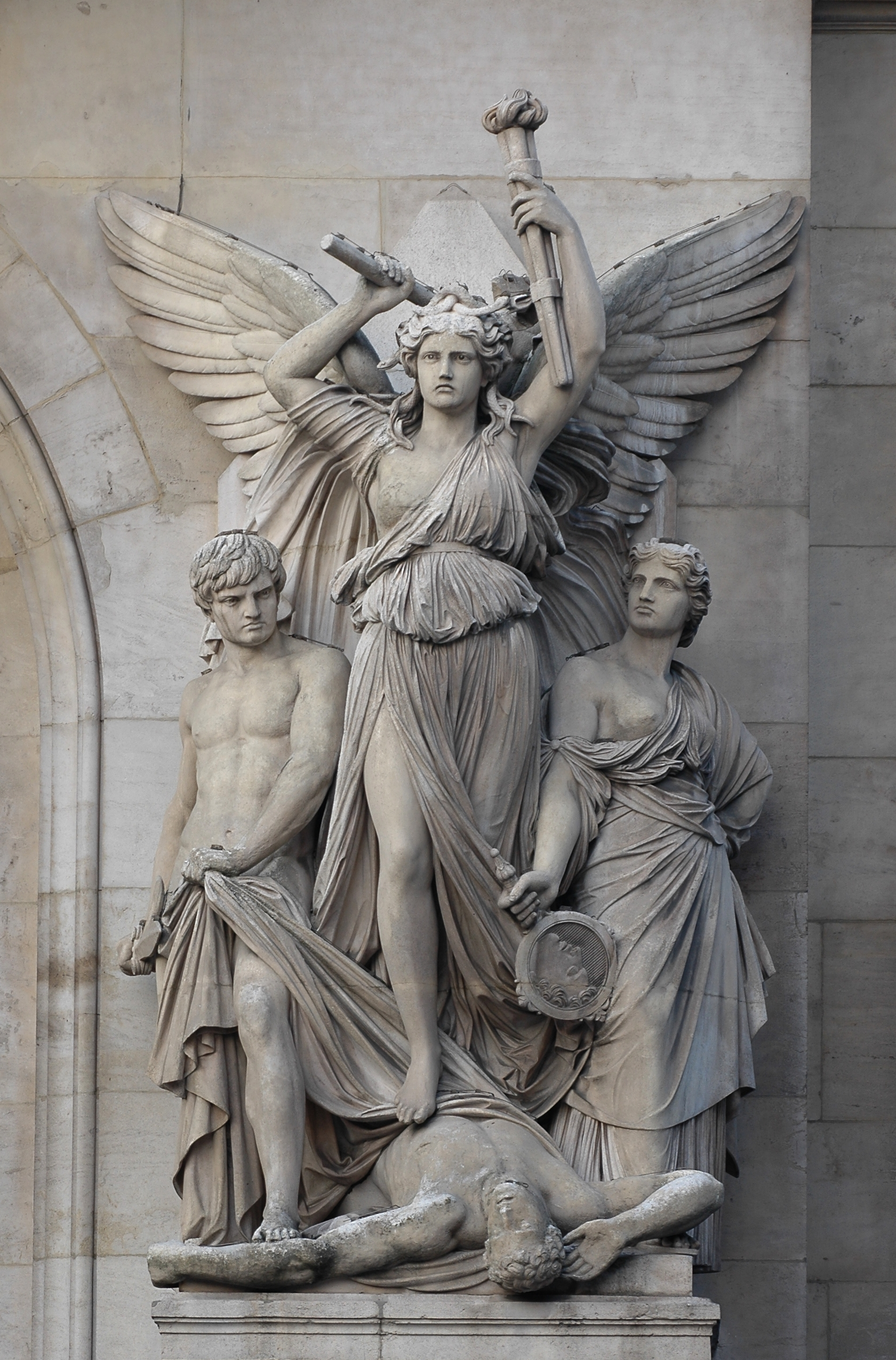
Le Drame lyrique par Jean-Joseph Perraud.

Les emmarchements et la galerie couverte à arcades et coupoles plates sur pendentifs soutenant la loggia forment le point de départ, dès l'entrée principale sud, d'un cheminement initiatique dont l'aboutissement n'est autre que la grande salle et le spectacle qui s'y tient. Garnier a conçu la succession des espaces dans le seul but de mettre en condition les futurs spectateurs. Ainsi, les premières marches, situées à l'extérieur du monument, marquent déjà la frontière entre deux mondes ; le premier, celui de la réalité et du quotidien, le second, celui du rêve et de l'imaginaire. Les différentes statues qui encadrent les entrées sont surplombées de médaillons sculptés par Charles Gumery. Ces médaillons représentent les compositeurs Johann Sebastian Bach, Domenico Cimarosa, Joseph Haydn et Giovanni Battista Pergolesi.
La loggia, soulignée par le portique du premier étage, se présente comme un prolongement du grand foyer donnant sur la place de l'Opéra. Peu utilisé, il est cependant indispensable à l'équilibre du plan comme à celui des élévations frontales et latérales. Cette loggia s'inspire directement des maîtres de la Renaissance italienne tels Vignole, Serlio ou Palladio, de ceux du classicisme des XVIIe et XVIIIe siècles français comme Claude Perrault, Jules Hardouin-Mansart ou Ange-Jacques Gabriel. Quant au goût prononcé pour la polychromie, il est l'expression d'une mode déclenchée par des recherches archéologiques des Grands prix de Rome du XIXe siècle pour leurs « envois », de la Villa Médicis, aux membres de l'Académie des beaux-arts. La loggia est surplombée de bustes réalisés par Louis-Félix Chabaud qui représentent les compositeurs Daniel-François-Esprit Auber, Ludwig van Beethoven, Giacomo Meyerbeer, Wolfgang Amadeus Mozart, Gaspare Spontini, Philippe Quinault, Gioachino Rossini et Fromental Halévy.

#### Façade latérale ouest (côté Jardin)

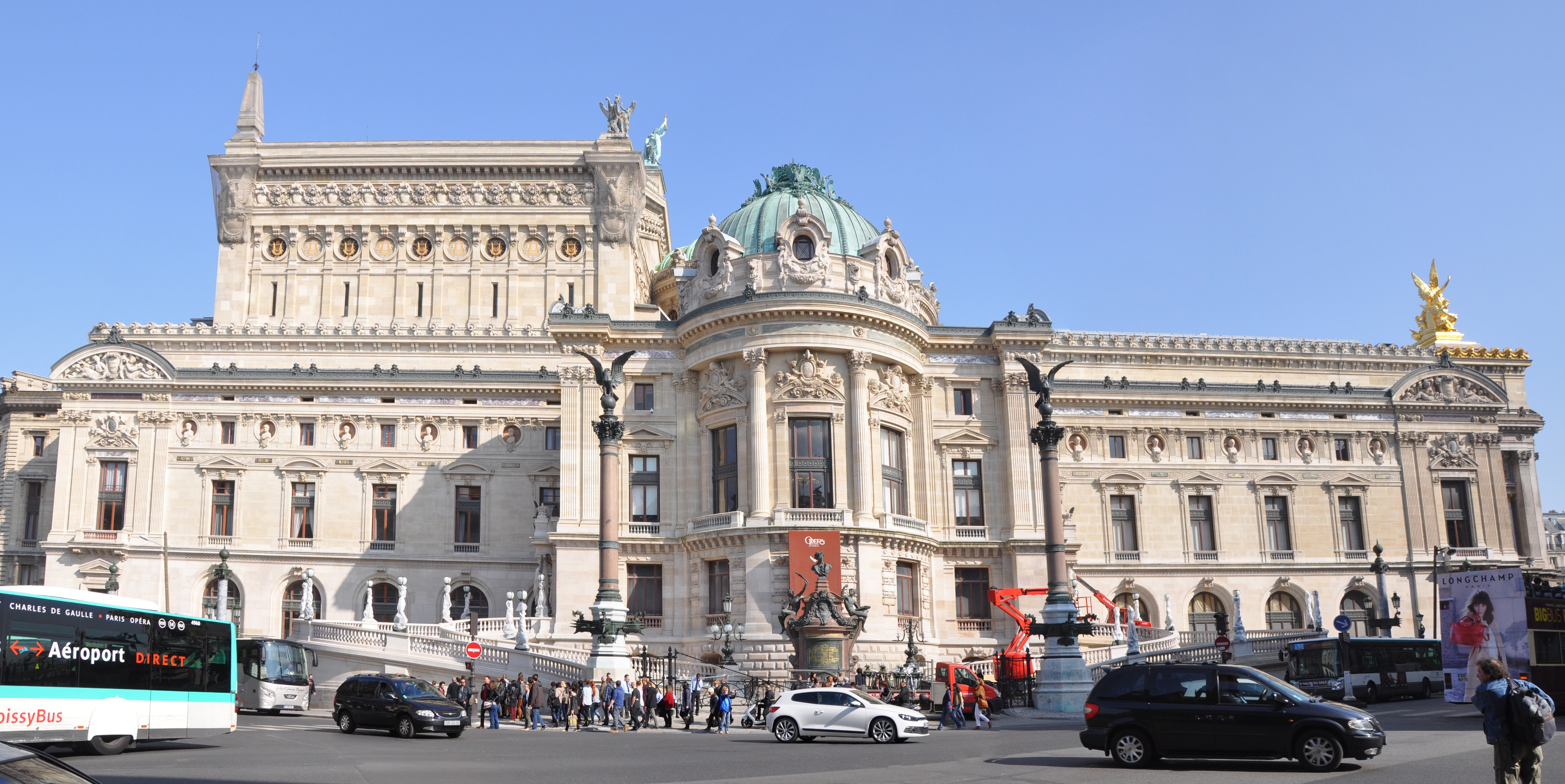
Façade ouest.

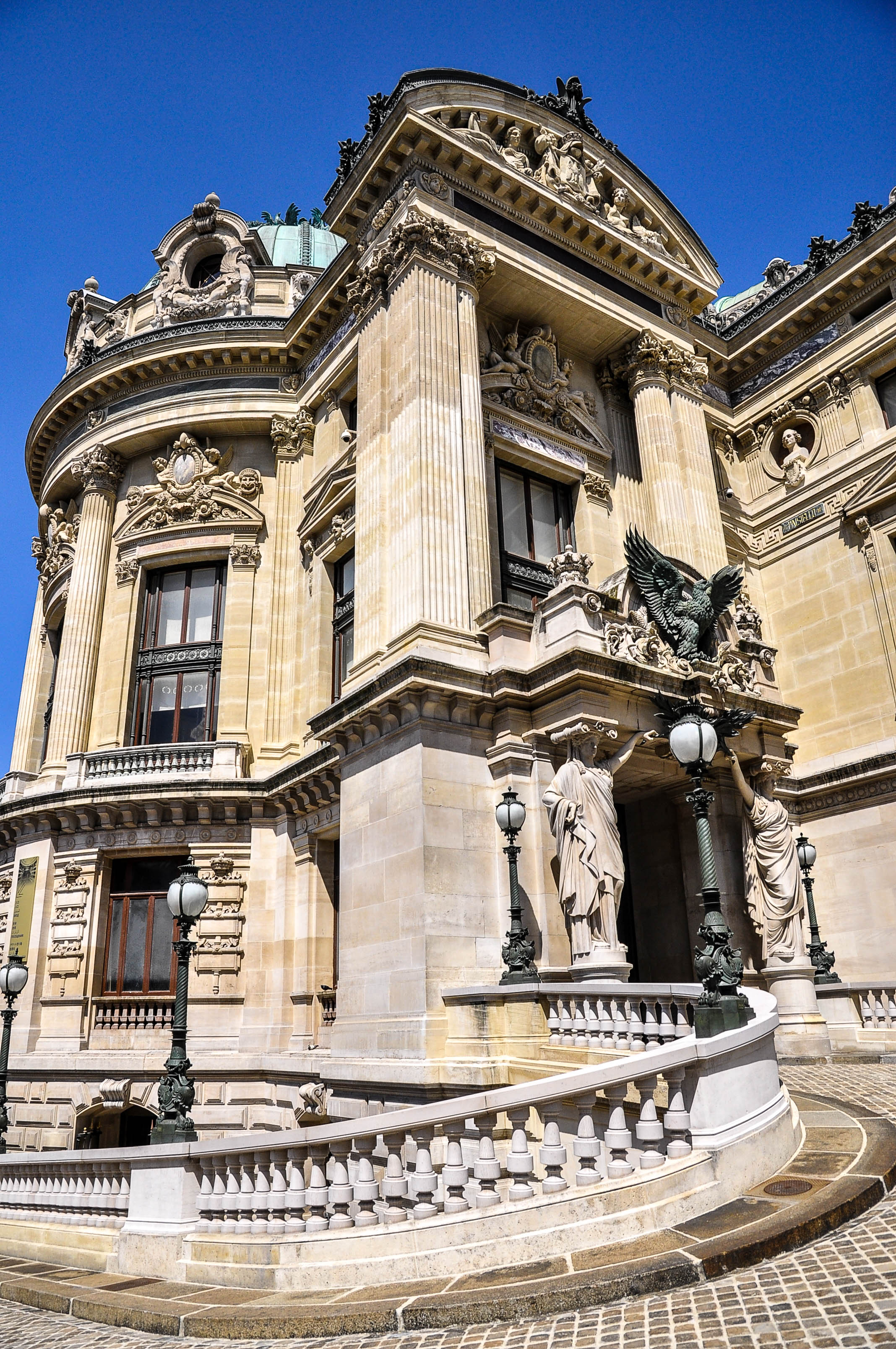
Pavillon de l'Empereur, rampe carrossable et entrée de la bibliothèque sur la façade ouest.

Cette élévation est visible depuis les rues Auber et Scribe ainsi que depuis la place Charles-Garnier.
L'entrée est indiquée par une suite de colonnes de marbre vert dont deux sont surmontées d'un grand aigle impérial en bronze, symbole miraculeusement préservé après le Second Empire. L'entrée était destinée au seul Napoléon III et à ses proches. La double rampe devait leur assurer une circulation sécurisée et abritée des intempéries en permettant aux voitures de s'arrêter à l'intérieur même du pavillon de l'Empereur. Les critiques sont particulièrement acerbes au sujet de la forme et de la disposition de cet accès depuis la future place Charles-Garnier. On juge que l'architecte fait là œuvre de courtisan et non plus de concepteur rigoureux, il a néanmoins respecté le cahier des charges qui lui avait été imposé. Pour ses détracteurs, le dessin de cette rampe contraste de manière trop brutale avec les autres composantes du plan général. L'ouvrage constitue une entorse à la rigueur de la composition et au bon goût le plus élémentaire.
En raison des événements de 1870, cette partie flanquant la façade ouest de l'Opéra fut longtemps inachevée : plusieurs pierres d'appareillage non épannelées restèrent visibles jusqu'à la rénovation de la façade en 2010 où les éléments manquants furent terminés . Prévu pour que Napoléon III et sa suite puissent pénétrer directement au sein de l'édifice et limiter ainsi les risques d'agression, le pavillon de l'Empereur communique directement avec une loge d'avant-scène du côté jardin. Ce sont finalement les présidents de la République qui ont l'usage de cette distribution ingénieuse assurant sécurité et discrétion. Cet élément de la composition est aussi dénommé « pavillon du Chef de l'État ».

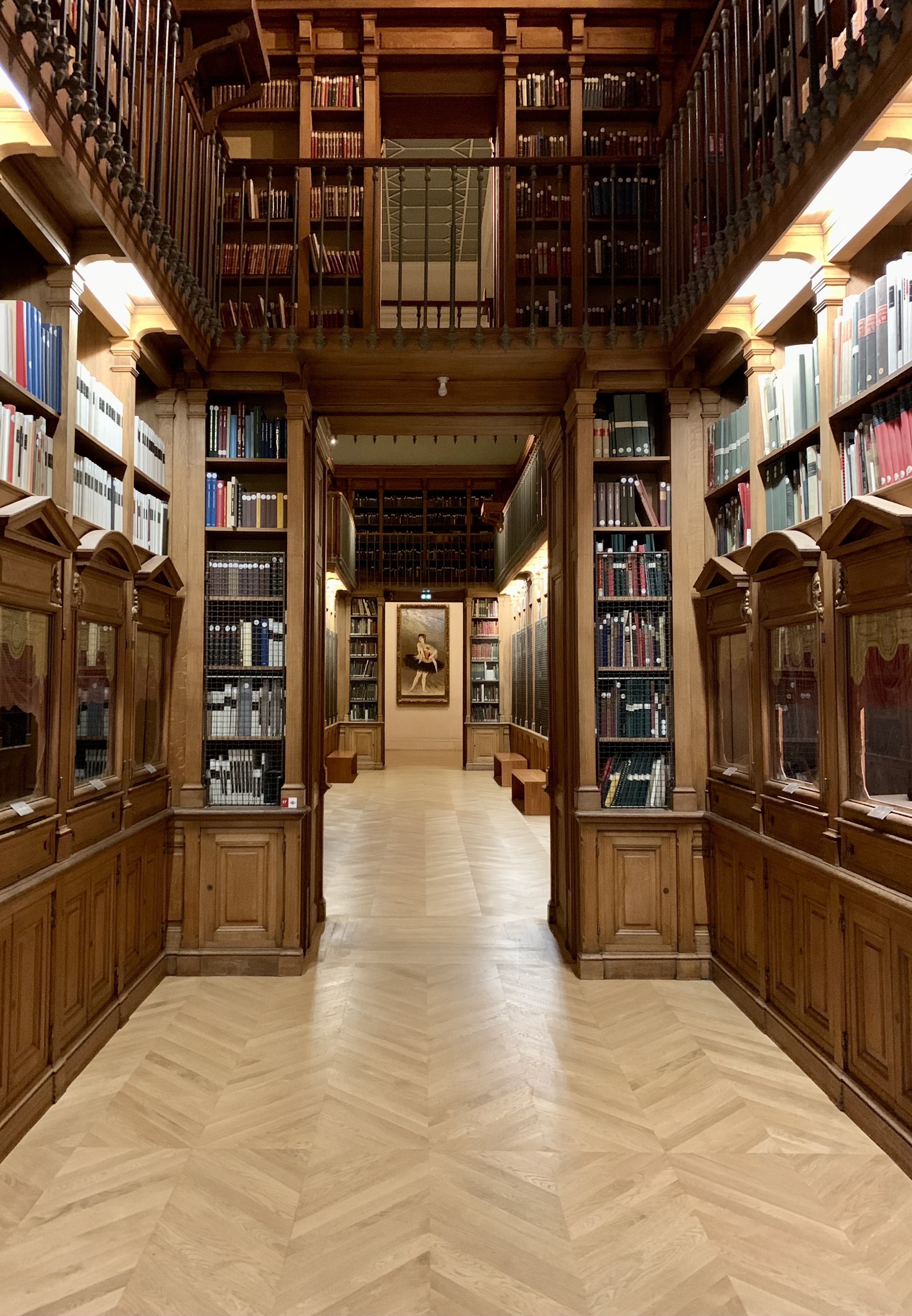
Bibliothèque de l'Opéra.

À la mort de l'architecte Garnier, en 1898, il est décidé d'ériger un petit monument en son souvenir et à sa gloire, qui est inauguré durant l'année 1903. On l'installe au pied de la rotonde de l'Empereur et en retrait des grilles qui en protègent l'accès. On peut ainsi découvrir un buste représentant Charles Garnier accompagné, de chaque côté, d'un personnage féminin en pied réalisé également en bronze doré. Cet ensemble sculpté est posé sur un socle de pierre supportant un grand cartouche de métal rectangulaire dont la ciselure représente, en creux et dorée à la feuille, le plan du niveau principal de l'opéra.

#### Façade latérale est (côté Cour)

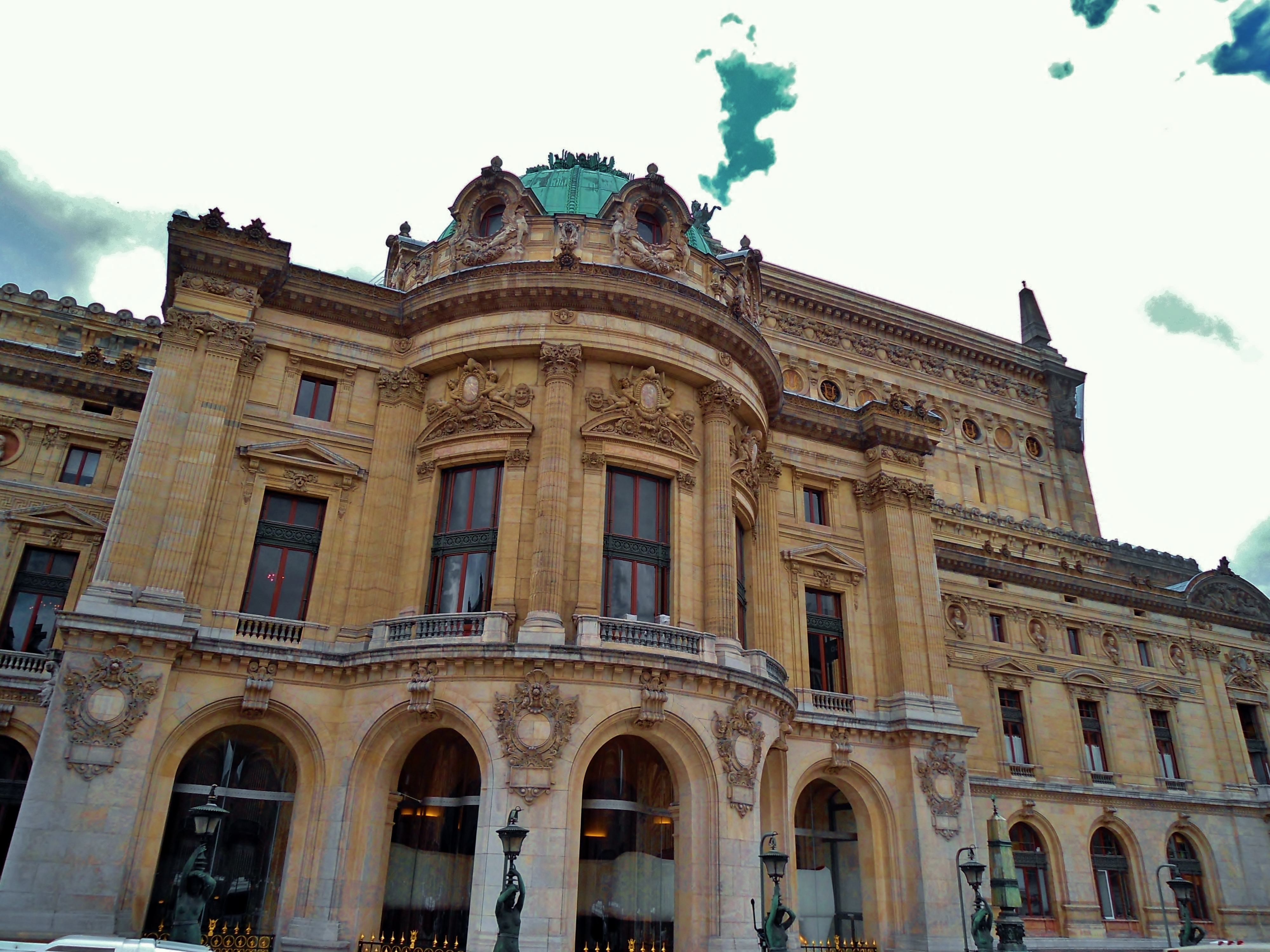
Ancien pavillon des Abonnés.
Rotonde du Glacier.

Cette élévation est visible depuis les rues Halévy et Gluck ainsi que depuis la place Jacques Rouché.
L'entrée est précédée, comme celle située à l'ouest, d'une suite de colonnes de marbre vert. Seules, plusieurs figures féminines en pied, porte-torchères en bronze, marquent la différence avec l'accès opposé.
Formant le pendant du pavillon de l'Empereur, le pavillon des abonnés est ouvert par sept arcades en plein cintre donnant accès à la descente à couvert, vaste rotonde couverte d'une coupole de 14 m de diamètre. Deux paires d'obélisques marquent les entrées de la rotonde au nord et au sud. Ce volume avait été conçu à l'origine pour permettre un accès privilégié aux voitures attelées de la clientèle abonnée qui louait des loges à l'année, assurant une part très importante et régulière du financement de l'Opéra. Cet accès conduit directement à la rotonde des abonnés. Ils pouvaient ensuite passer devant le Bassin de la Pythie pour rejoindre l'escalier d'honneur, comme le reste du public.

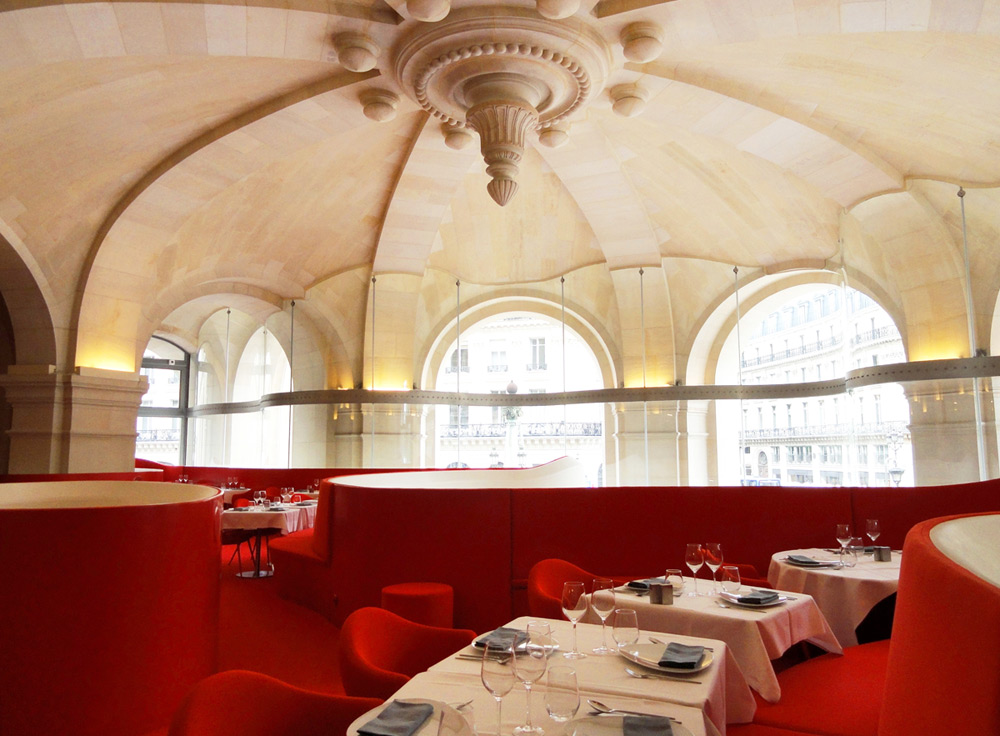
Mezzanine du restaurant.

Garnier avait envisagé l'installation d'un restaurant à l'étage dans la rotonde du Glacier, mais pour des raisons budgétaires seul un buffet fut aménagé. En 1973 puis en 1992, deux autres projets furent envisagés dans la rotonde des abonnés et la descente à couvert, mais restèrent sans suite. En 2007, le directeur Gérard Mortier entreprend l'installation d'un restaurant au niveau de la « descente à couvert » qui ne servait plus alors que de lieu de stockage pour les travaux de restauration sur le bâtiment. Ce quatrième projet de restaurant porté par Pierre François Blanc voit le jour le 27 juin 2011 à l'issue de cinq années de travail. Ce projet ultra-moderne conçu par l'architecte Odile Decq, a reçu l'avis favorable de la Commission nationale des monuments historiques le 15 juin 2009. Le Chef étoilé Christophe Aribert signe la première carte de L'Opéra Restaurant. En mars 2019, le restaurant est rebaptisé "Coco".

#### Façade postérieure

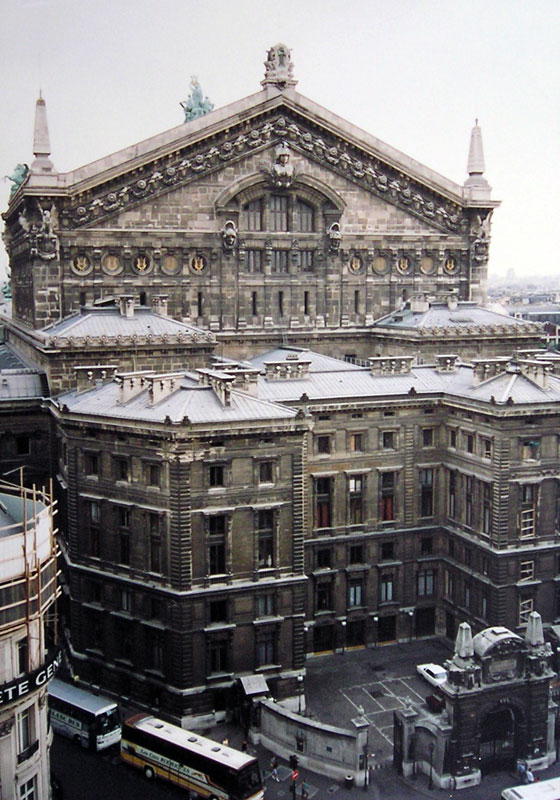
Bâtiments de l'administration et fronton nord de la cage de scène.

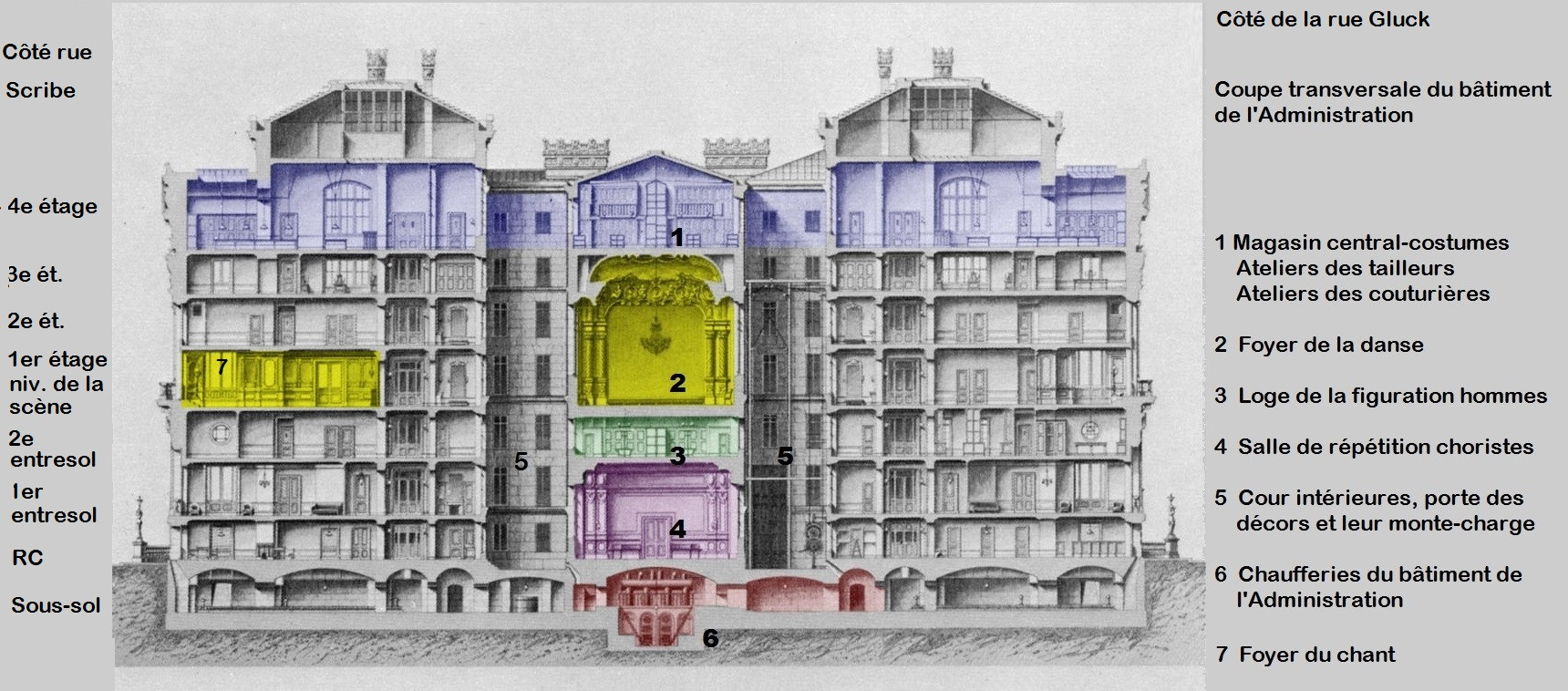
Bâtiment de l'Administration - coupe transversale Foyer de la danse.

Une cour pavée, ceinte d'un mur circulaire, intègre un portail monumental au tympan sculpté, ainsi que deux autres portails et deux portes secondaires réalisés en ferronnerie. Les entrées de service se trouvent à l'arrière du bâtiment. L'ensemble imposant, du côté nord, est constitué de parties aux formes et reliefs divers ainsi que deux autres parties, à l'est et l'ouest, s'articulant en retour sur les côtés de la cage de scène et jusqu'aux deux pavillons latéraux. Cette partie de l'édifice, nommée l'Administration, abrite les bureaux, les loges des artistes, des magasins utilitaires, des ateliers étagés sur huit niveaux.

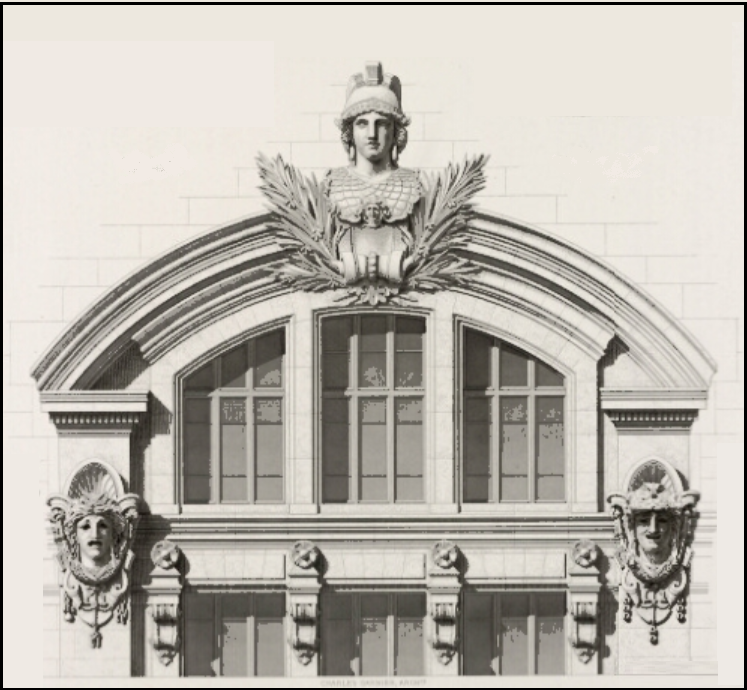
Arcade de la façade postérieure. Minerve.

Cette façade d'un style classique sobre est moins décorée que la spectaculaire façade principale mais l'architecte a dirigé l'ornementation sur les toits des cinq blocs dont les deux avant-corps, orientés au nord, qui présentent, symétriquement, une vingtaine de souches de cheminées (totalisant 150 conduits de fumée) ornementées d'étranges masques allégoriques autrefois surmontés de couronnements en fonte cuivrée (disparus vers 1930). Le fronton de la cage de scène comporte un membre principal : une grande arcade (de même dimension que le cadre de scène) qui est surplombée en clef par une des plus grandes sculptures ornementales du palais, un buste de Minerve haut de cinq mètres, bordé de palmes, qui surmonte une grande baie bordée de piédroits ornés des masques de la comédie et de la tragédie. Cette façade nord comprend une rangée d'œils-de-bœuf grillés en fonte cuivrée ou revêtus d'un décor de lyres en mosaïque, au-dessus d'une série de barbacanes qui sont au niveau des troisième et quatrième passerelles de service dans les cintres. L'arrière-corps central comprend, jusqu'au septième niveau : les locaux étagés de la salle de répétition des chœurs, la loge des figurants hommes (autrefois nommés comparses), le Foyer de la danse, le magasin à deux niveaux dit le central-costumes (les menuiseries d'origine, en pitchpin, font l'objet d'un classement protégé) bordé d'ateliers pour les couturières et les tailleurs. Deux cours intérieures sont perpendiculaires au mur arrière de la scène. Dans la cour d'entrée, la haute porte des décors ouvre vers un monte-charge d'une capacité de onze tonnes pouvant recevoir des décors longs de douze mètres, livrés au quatrième niveau, à l'étage de la scène.

### Toitures et couronnements
Le grand dôme central est couvert de cuivre qui, une fois oxydé, prend une couleur verte. Autrefois, les dômes des deux pavillons étaient également couverts de même, aujourd'hui ils sont en zinc, comme les autres toits de l'édifice. Certaines décorations des dômes couvrant les deux pavillons latéraux sont en plomb. La lanterne du grand dôme est en cuivre repoussé, doré. Garnier avait projeté de dorer les cotes et nervures de ces trois dômes mais cette proposition déjà en cours a été abandonnée à la reprise du chantier en 1870.
La façade est surmontée par les Renommées, deux groupes réalisés par Charles Gumery, l'Harmonie (à gauche) et La Poésie (à droite). Ces statues d'une hauteur de 7,50 mètres, ont été restaurées et leur structure interne, en fer, a été remplacée par de l'inox. Leur dorure d'origine avait été réalisée par galvanoplastie dans les ateliers de l'entreprise d'orfèvrerie Christofle. L'entablement de l'attique est couronné d'une frise en fonte peinte avec un vernis doré, une suite de masques alternés de guirlandes, œuvre du sculpteur Jean-Baptiste-Jules Klagmann. Le fronton de la cage de scène est orné de deux acrotères (est et ouest) identiques, La Renommée retenant Pégase (par Eugène-Louis Lequesne), cependant que le sommet reçoit l'ensemble formé par Apollon couronnant la Poésie et la Musique, d'Aimé Millet. Ce groupe, haut de 7,50 m et d'un poids de treize tonnes, fait office de paratonnerre ; il est en bronze naturel, seule la lyre étant dorée ; il a été sculpté directement sur le chantier par Millet, puis réalisé en six mois en 1869 par l'atelier Denière, et enfin assemblé en deux mois au sommet de l'Opéra en 1870.

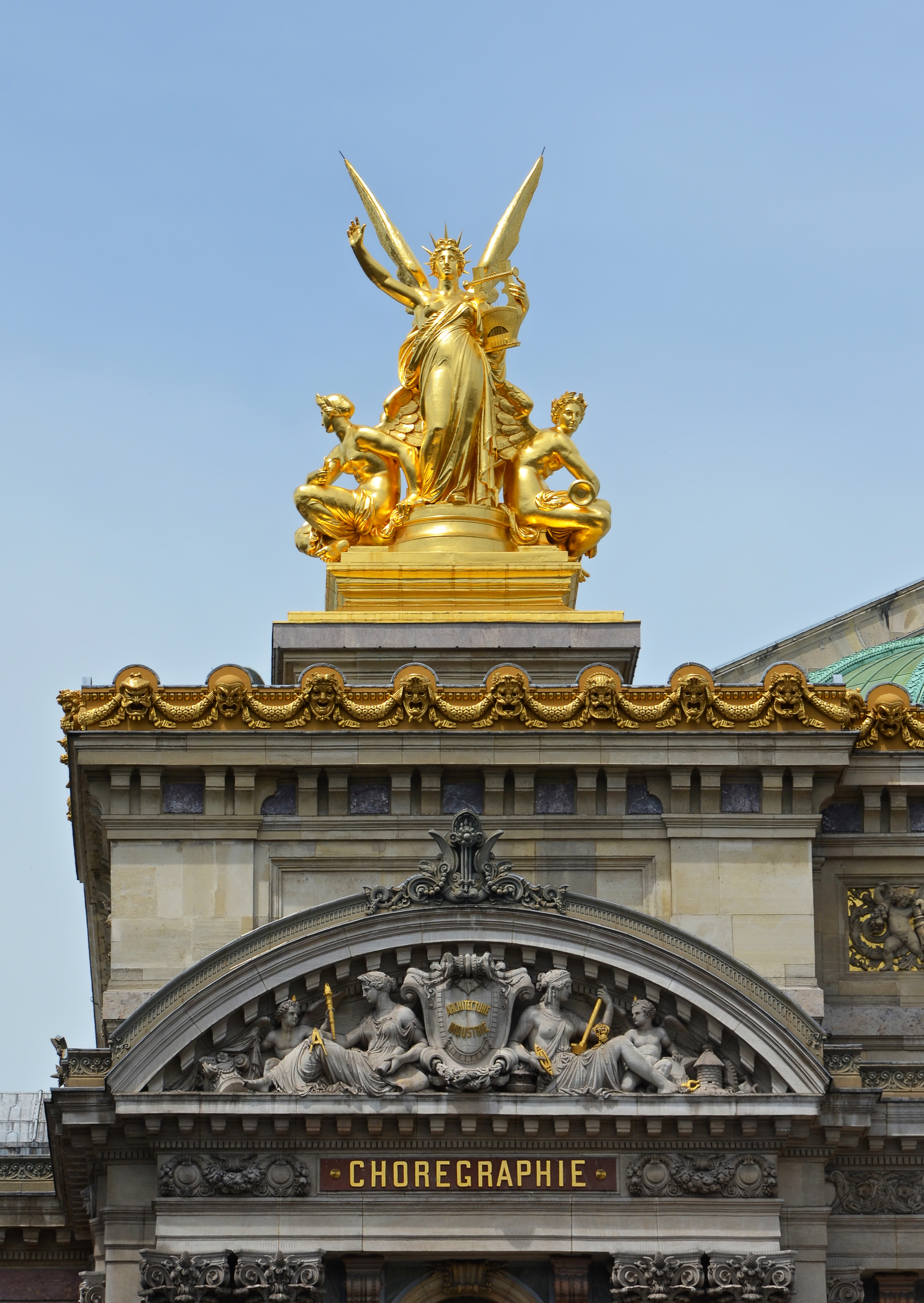
L'Harmonie par Charles Gumery.
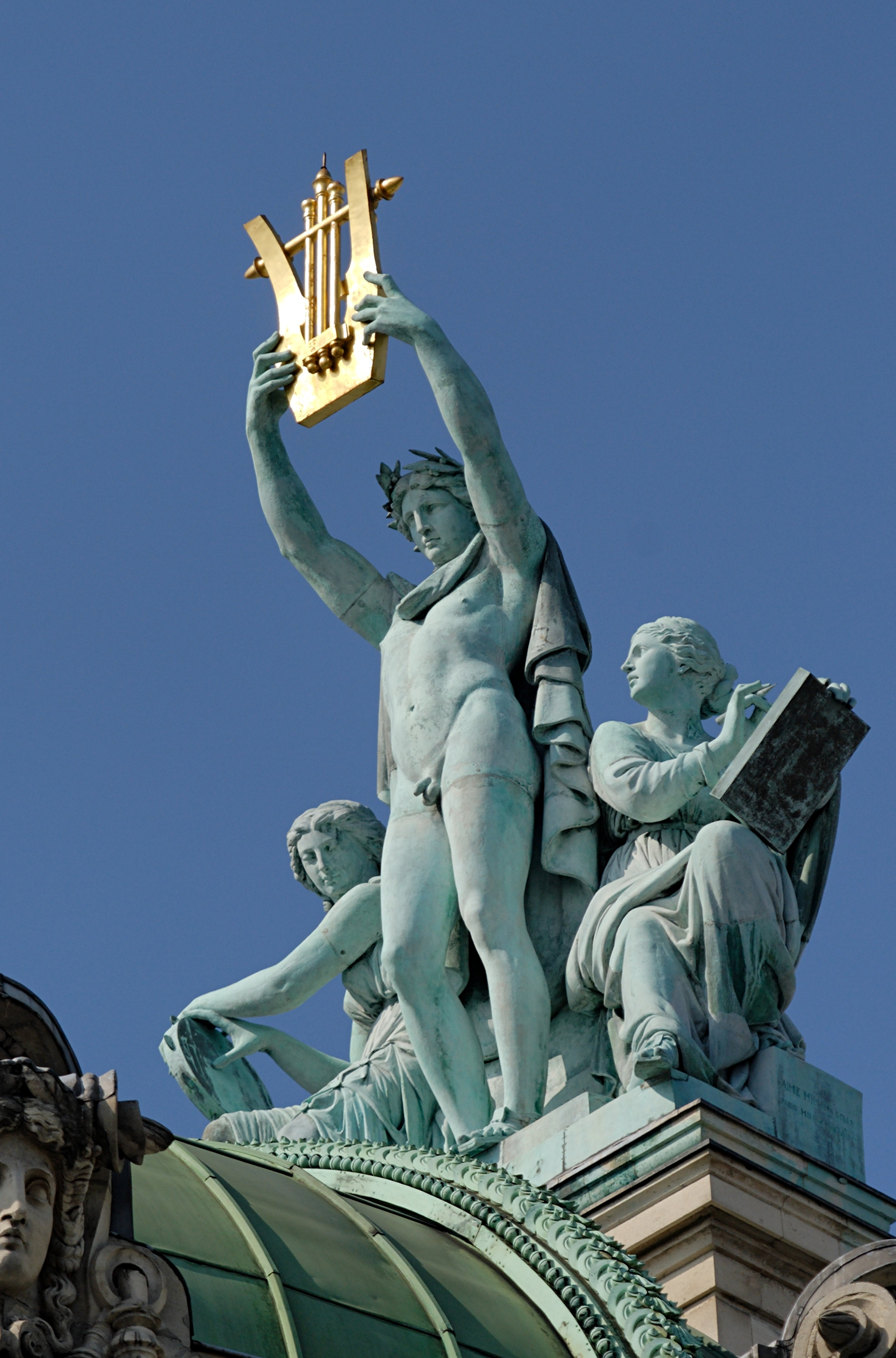
Le groupe d'Apollon avec la Musique et la Poésie par Aimé Millet.
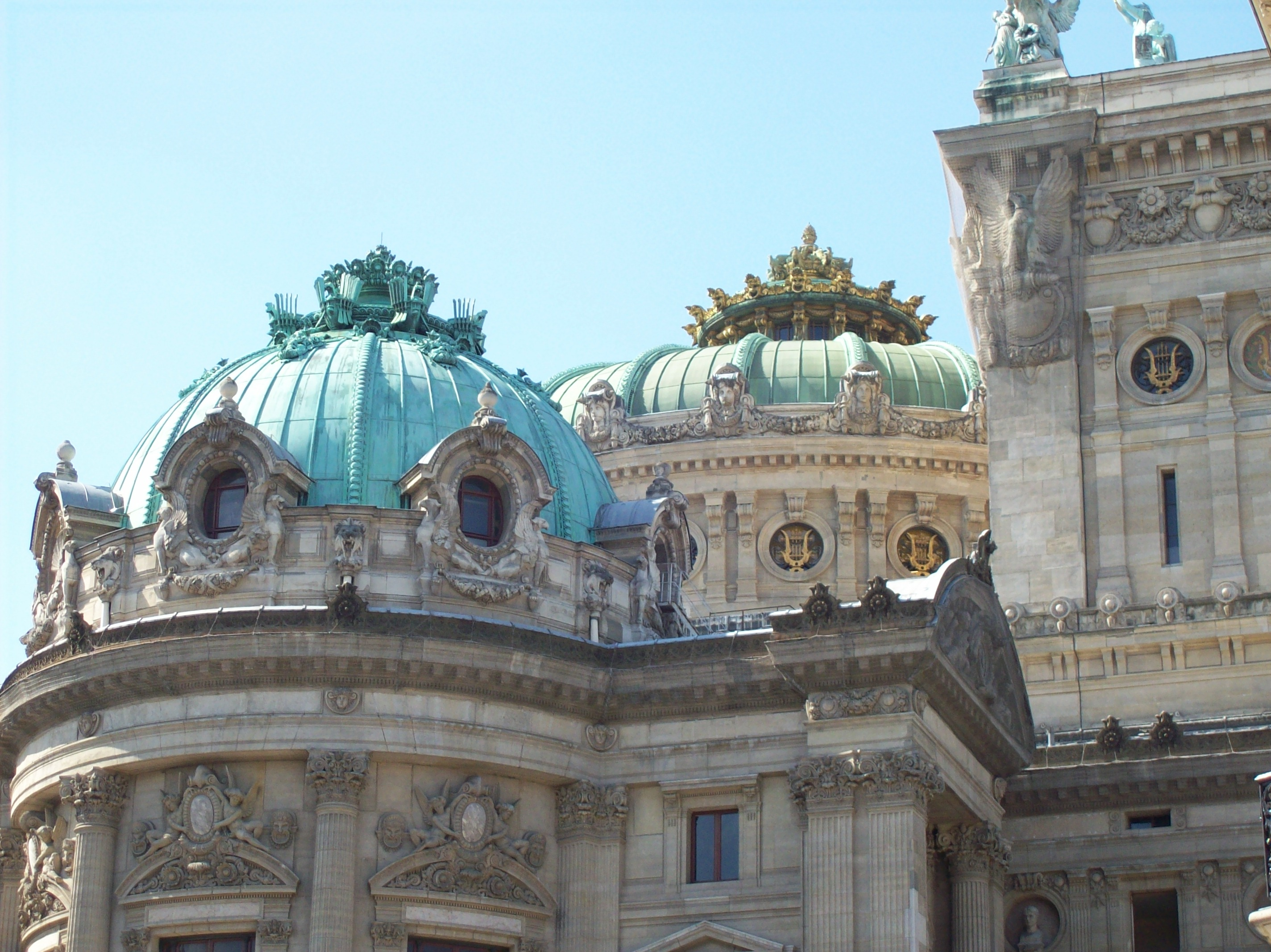
Dôme du Glacier (gauche) sur le studio Chauviré.
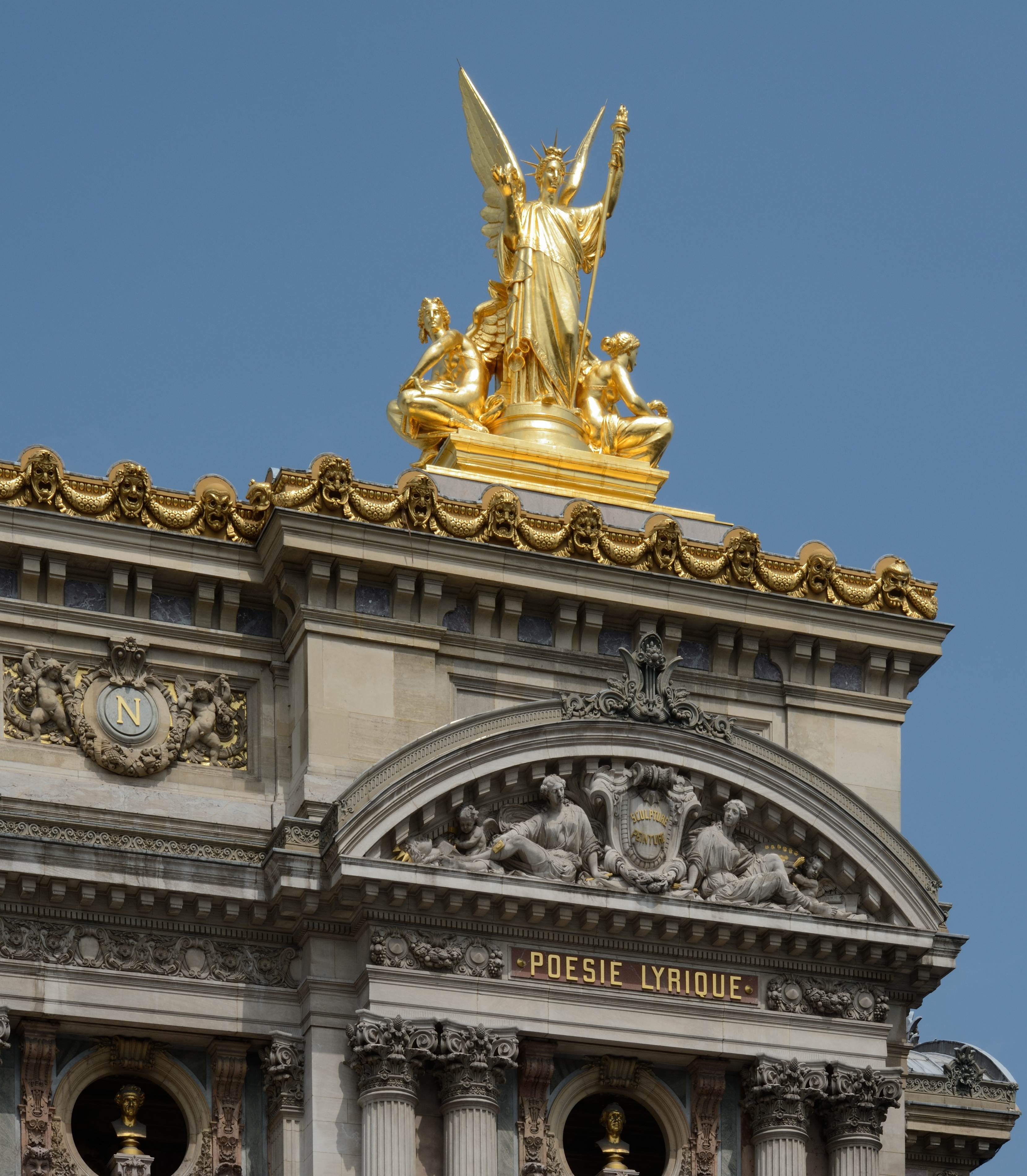
La Poésie par Charles Gumery.
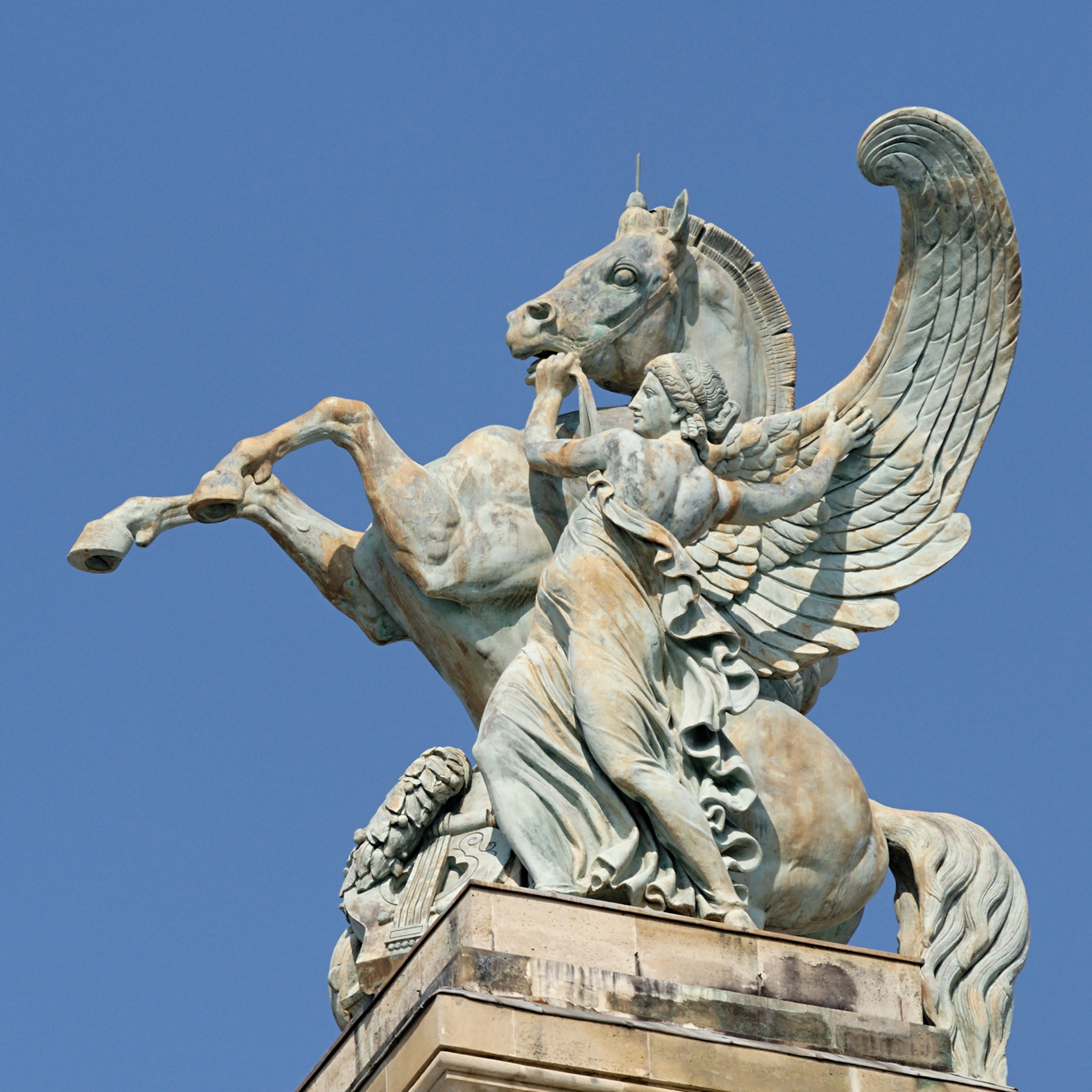
La Renommée retenant Pégase (côté ouest) par Eugène Lequesne.
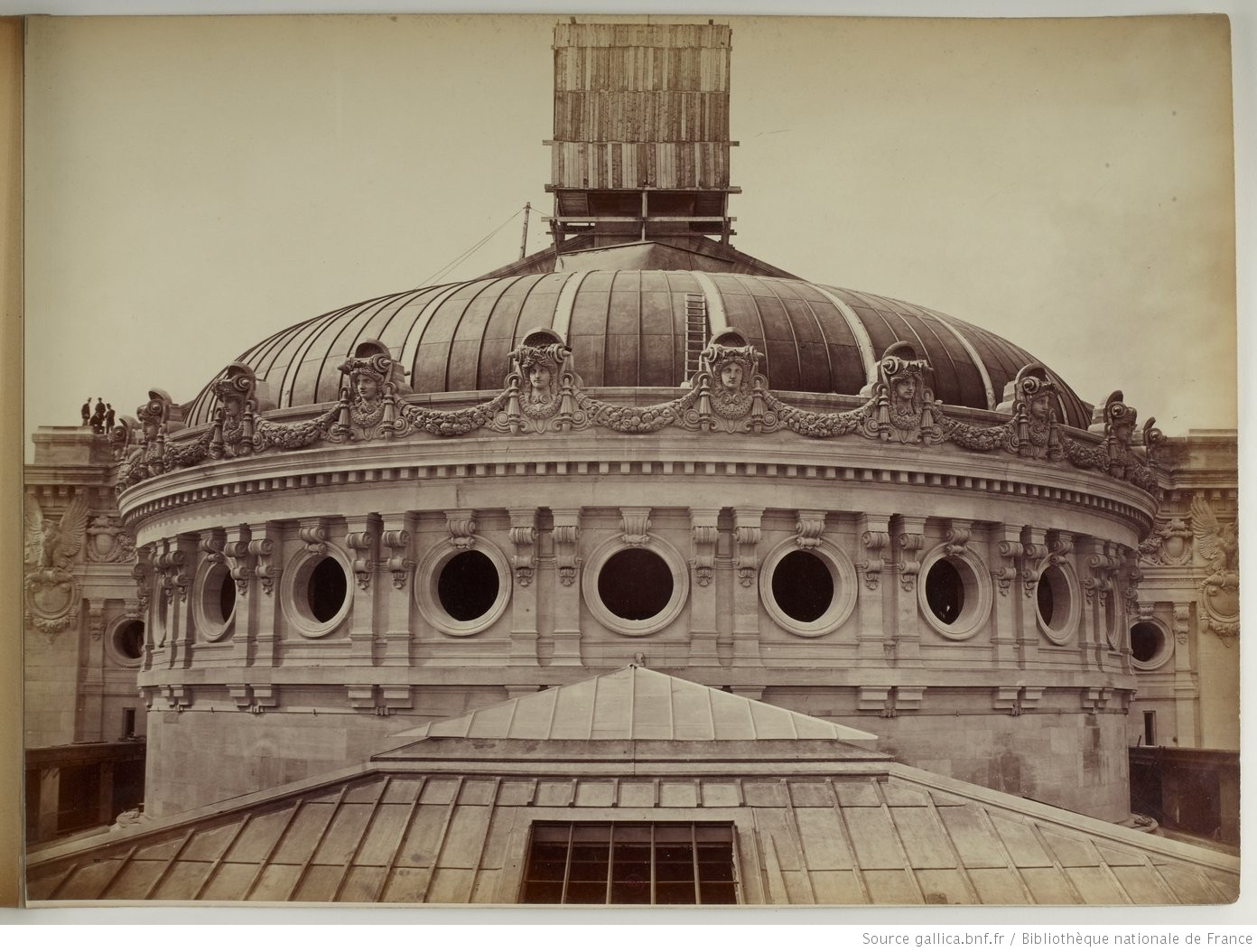
Grand dôme en construction. Au premier plan, la verrière du grand escalier. À gauche, un groupe de couvreurs debout.
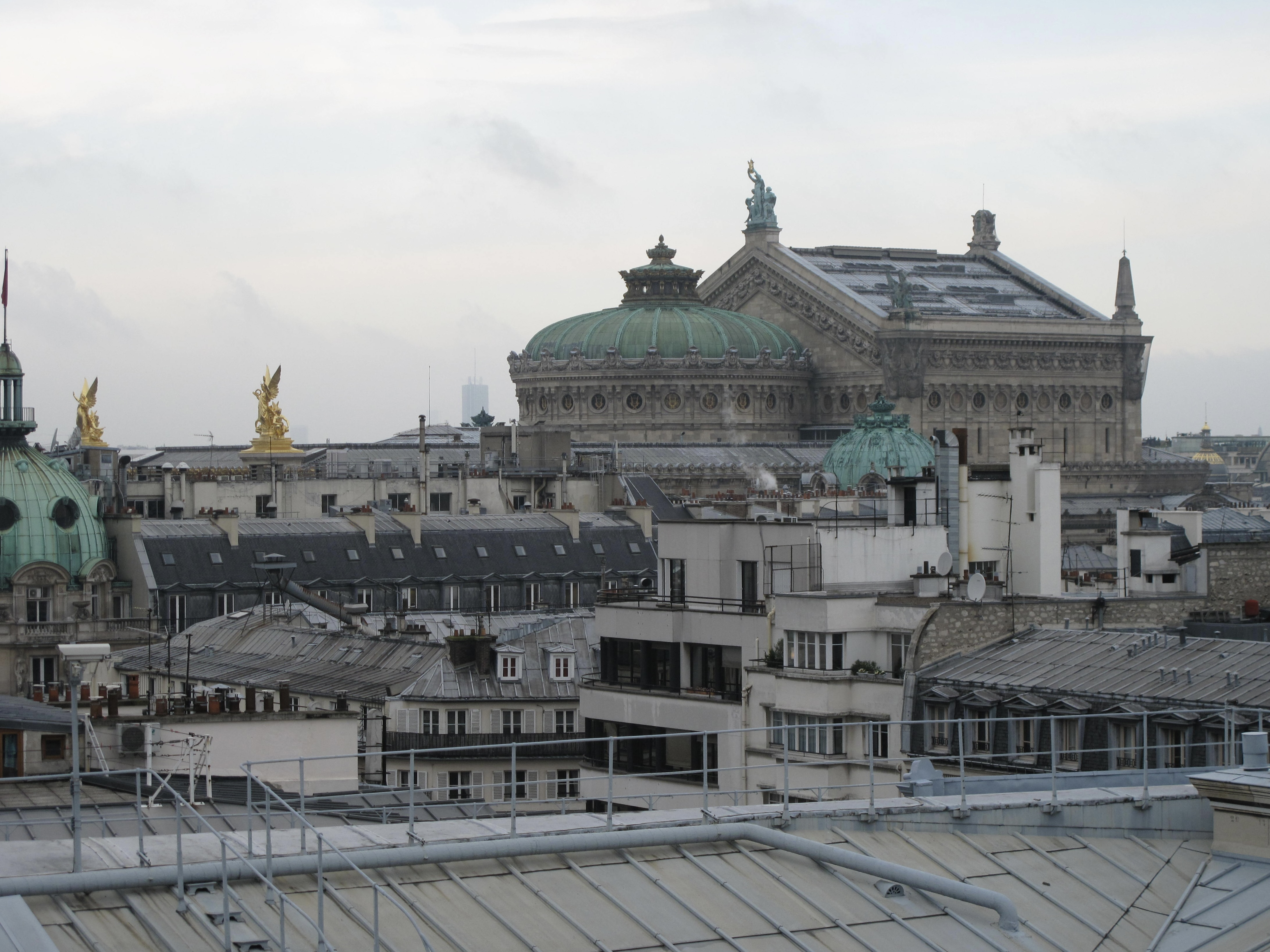
Le grand dôme devant la cage de scène.
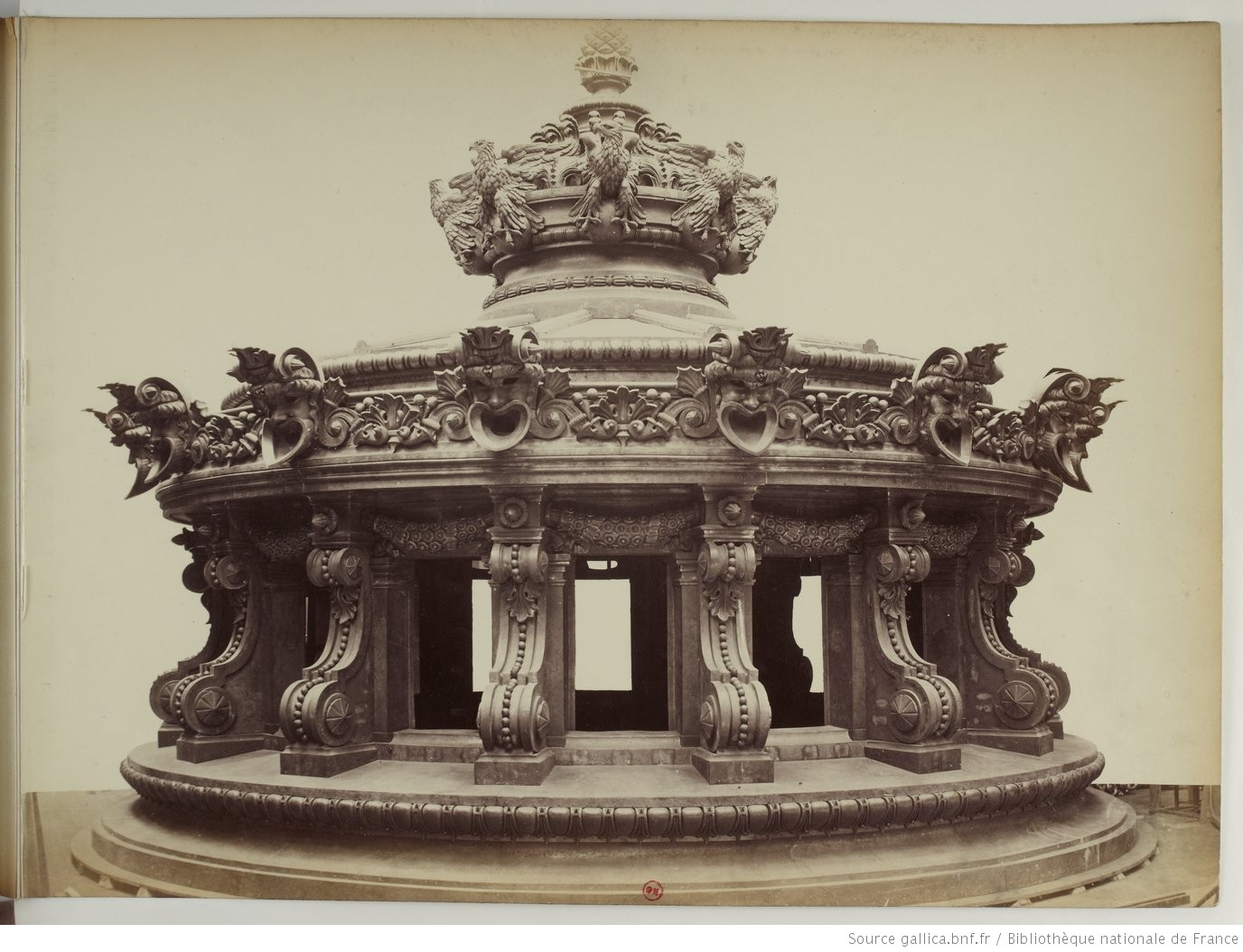
Lanterne de ventilation (D.8 m) sur le grand dôme.
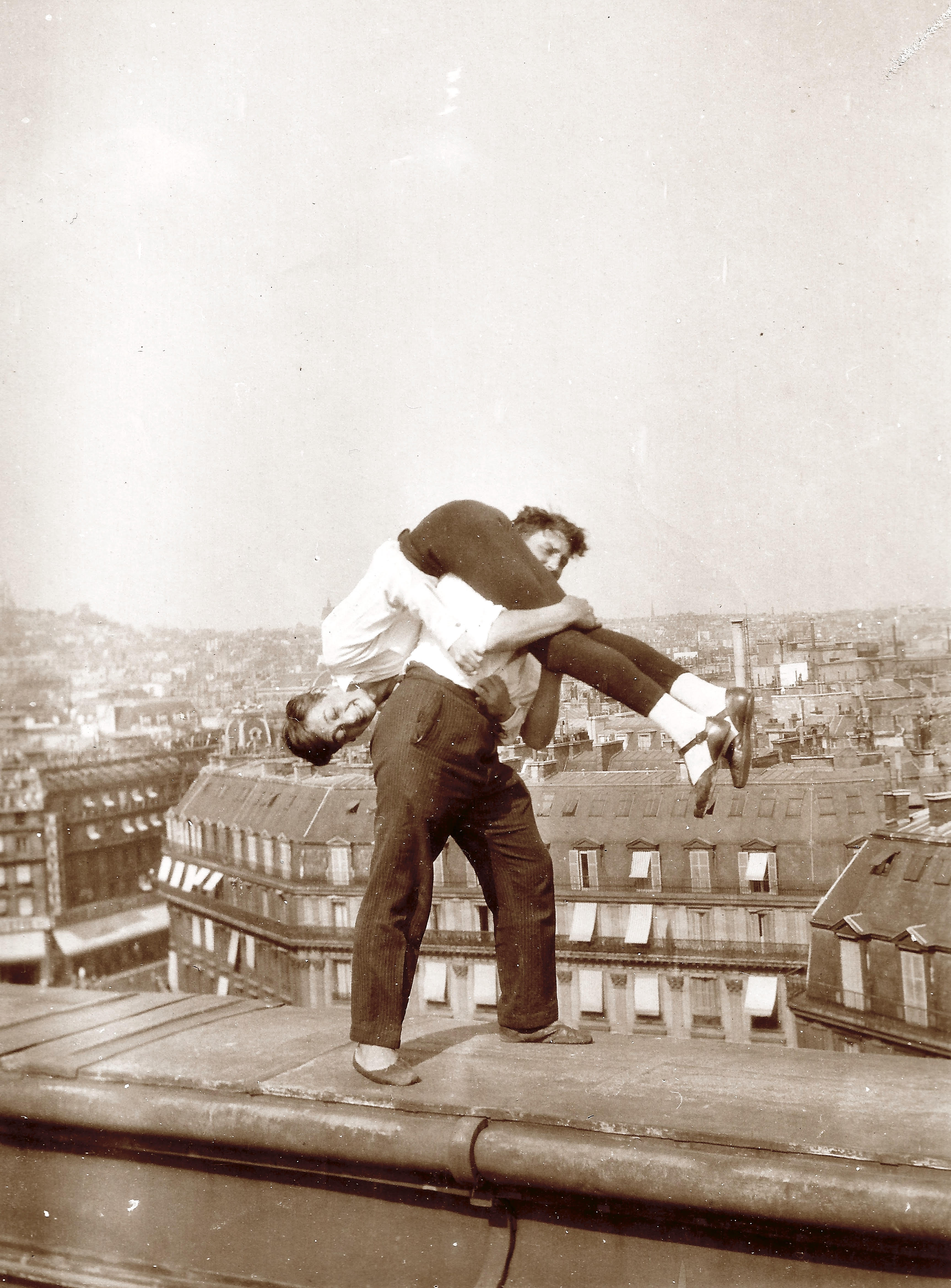
Deux danseurs s'amusant sur le toit de l'opéra Garnier à l'été 1928.

### La Ceinture de Lumière

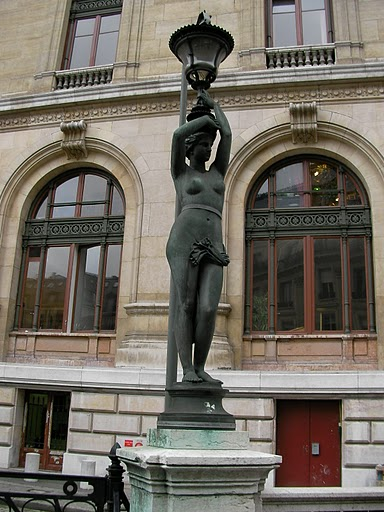
Cariatide.

L'extérieur de l'opéra est entouré par soixante luminaires variés, qui fonctionnèrent au gaz jusqu'en 1954. L'ensemble comprend : les lampadaires, les cariatides (du jour et de la nuit, selon leur position sur les façades latérales est et ouest, sculptées par Louis-Félix Chabaud), les candélabres, les colonnes pyramidales en marbre fleur de pêcher, les colonnes rostrales et les colonnes impériales en marbre bleu turquin. Certains luminaires n'avaient pas pu être réalisés en bronze, comme le souhaitait Charles Garnier, c'est donc simplement une fonte cuivrée qui en constitue la matière.
Depuis 1990, certains éléments ont été étayés en raison des fortes vibrations provenant du sous-sol (métro) et de la circulation automobile, puis des socles de pierre ont été changés et des balustrades endommagées ont été entièrement restaurées à l'identique, tout comme les colonnes impériales (dont le marbre provient d'une carrière italienne rouverte pour l'occasion). Cette restauration a été financée par un large mécénat organisé par l'AROP et célébrée le 28 juin 2016.

### Distributions, volumes et décors intérieurs

#### Grand vestibule

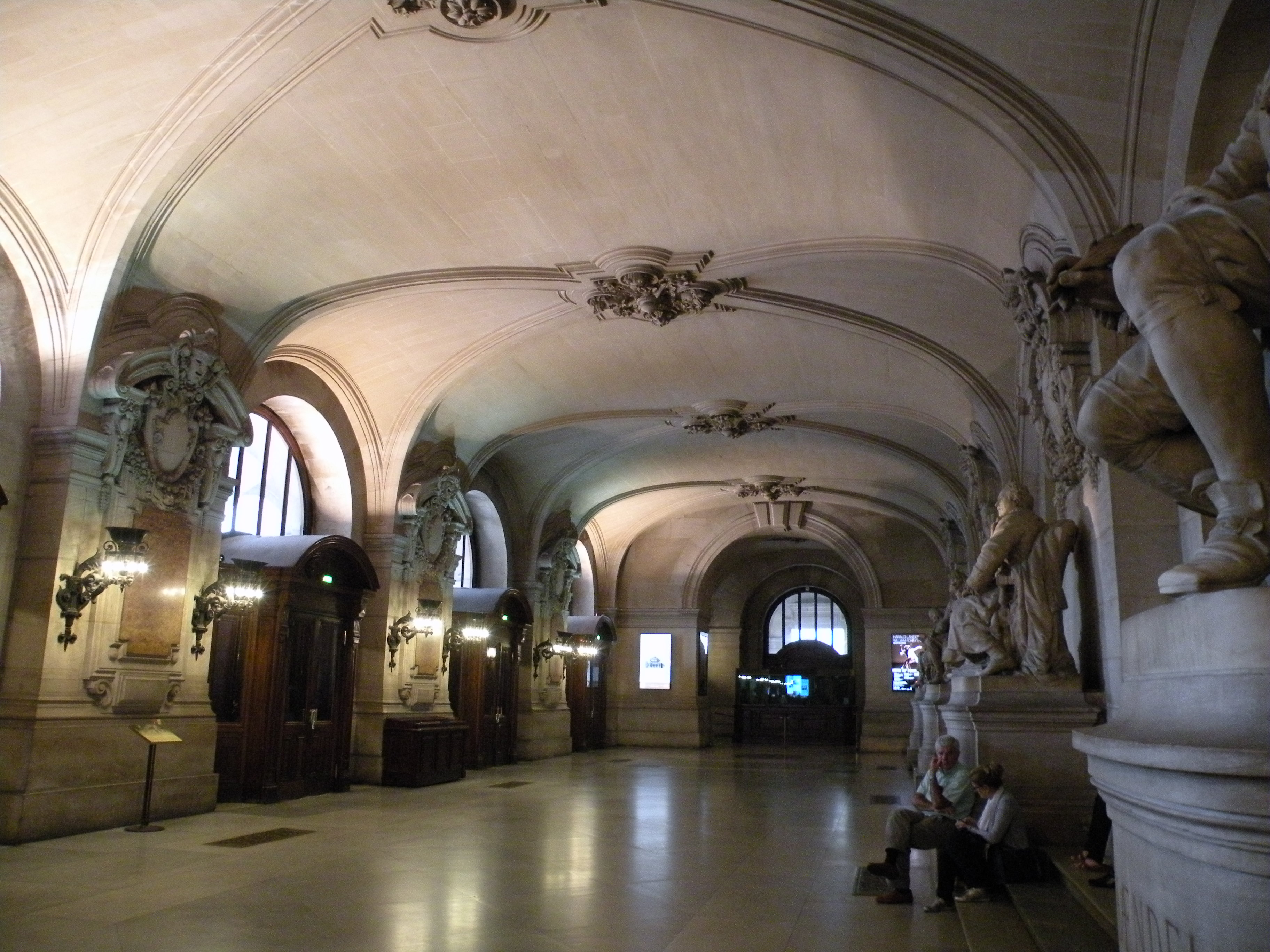
Le grand vestibule.

Les emmarchements et la galerie de l'entrée principale mènent les spectateurs à un premier vestibule voûté en berceau. Quatre sculptures en pierre de grandes dimensions attirent immédiatement le regard. À l'effigie de grands compositeurs des XVIIe et XVIIIe siècles, elles représentent à échelle plus grande que nature et, de gauche à droite, Rameau, Lully, Gluck et Haendel en position assise (chacun représentant la musique d'un pays : France, Italie, Allemagne et Grande-Bretagne).

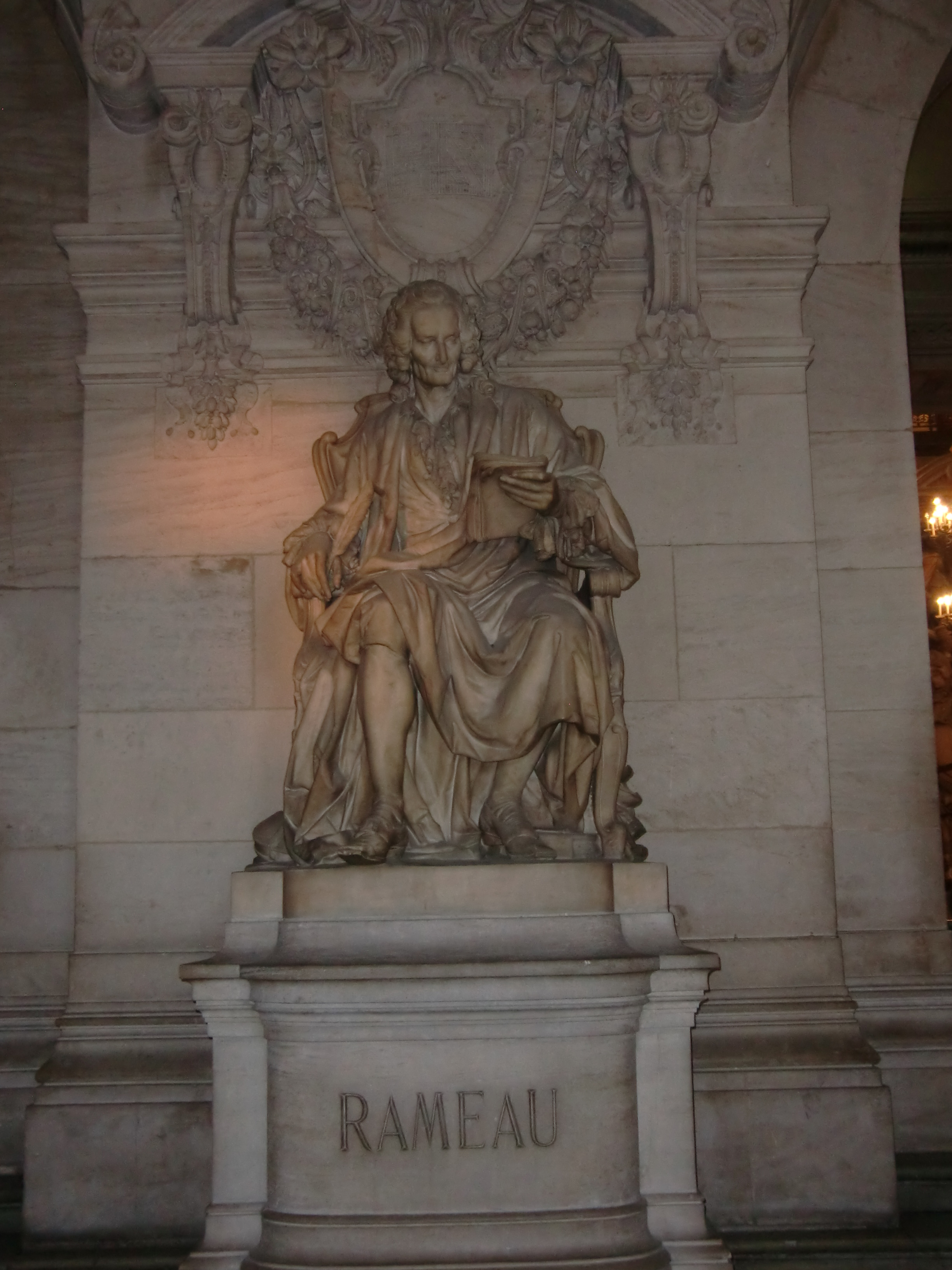
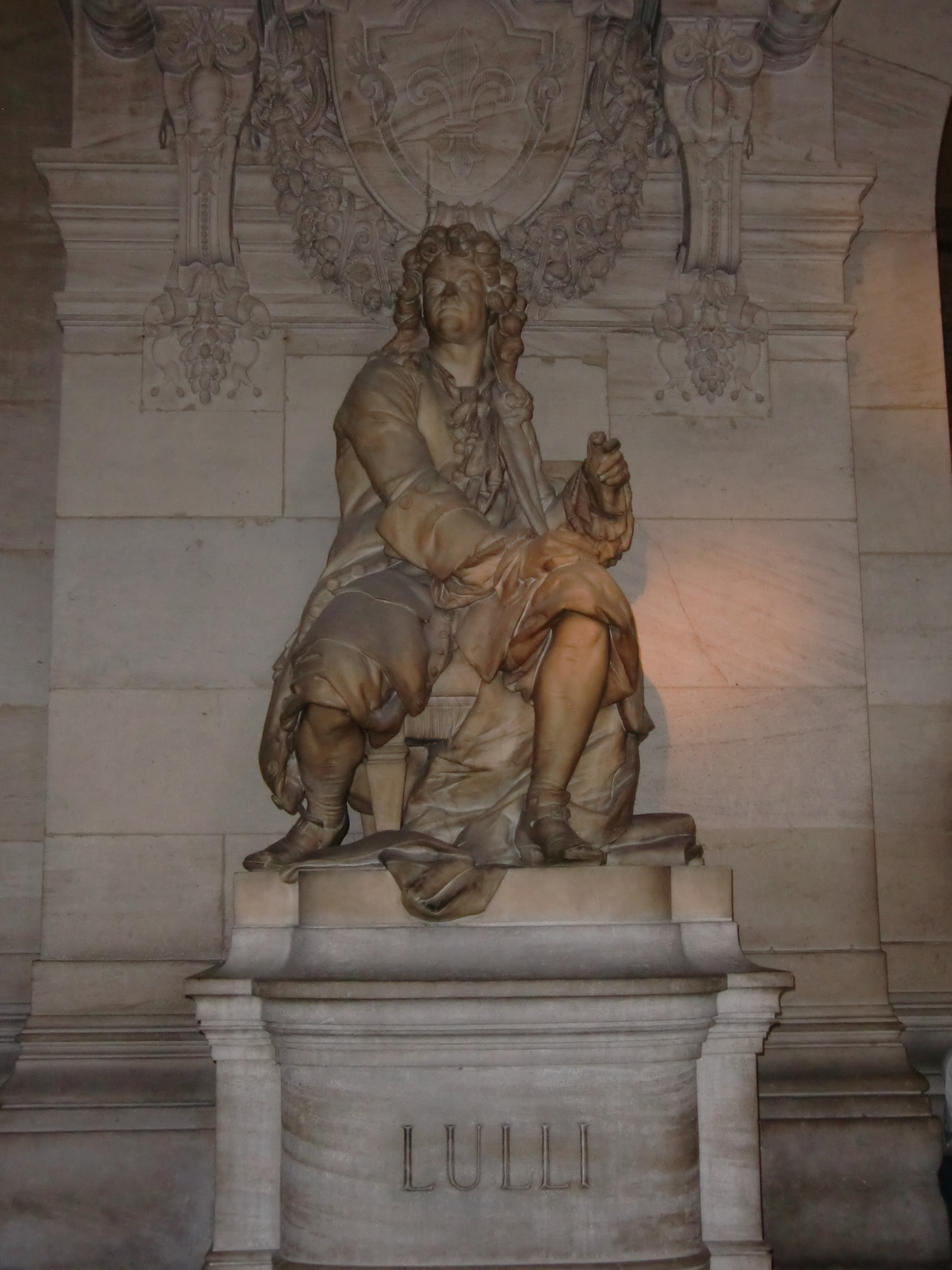
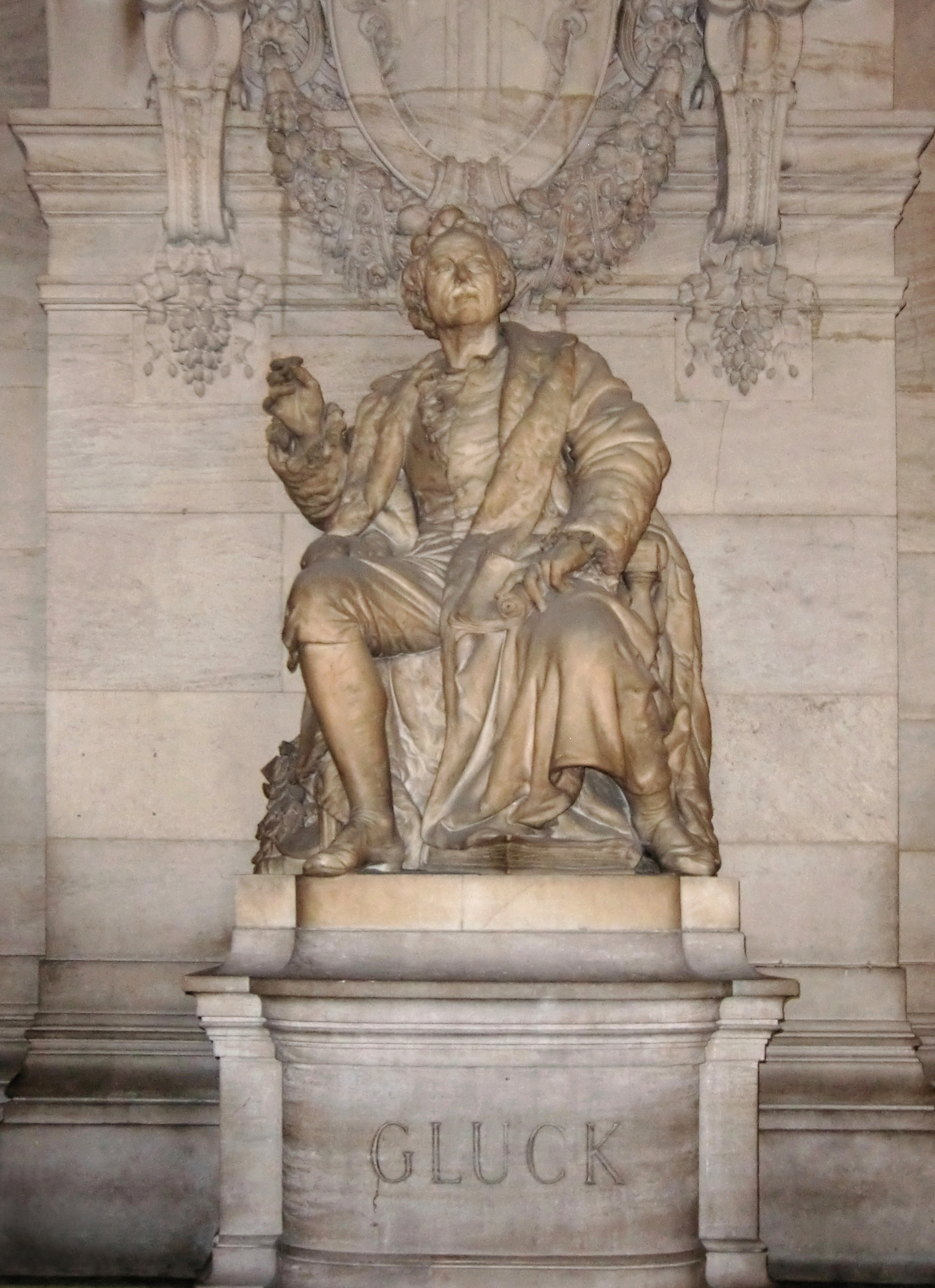
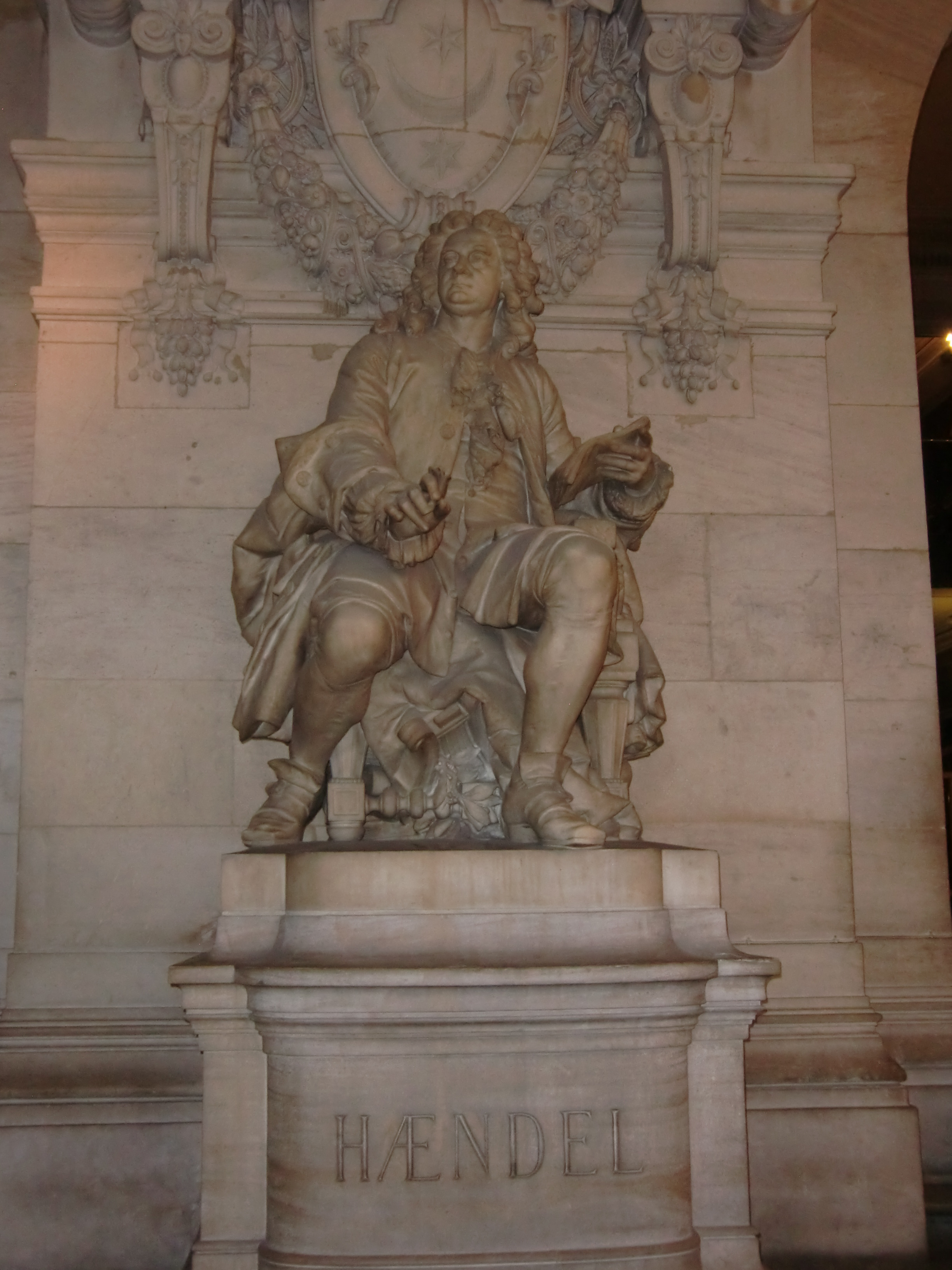

L'endroit assure la billetterie pour le public n'appartenant pas au cercle des abonnés. Les guichets, encadrés de pilastres et de colonnes engagées à dosseret et surmontés chacun d'un fronton sculpté, ont été dessinés par Garnier en personne. Le vestibule abrite également une petite boutique, de fabrication récente, à la fois librairie et lieu de vente de souvenirs.
Cette galerie intérieure conduit ensuite, après avoir franchi quelques marches, au vestibule du Contrôle puis au grand escalier.

#### Vestibule du Contrôle

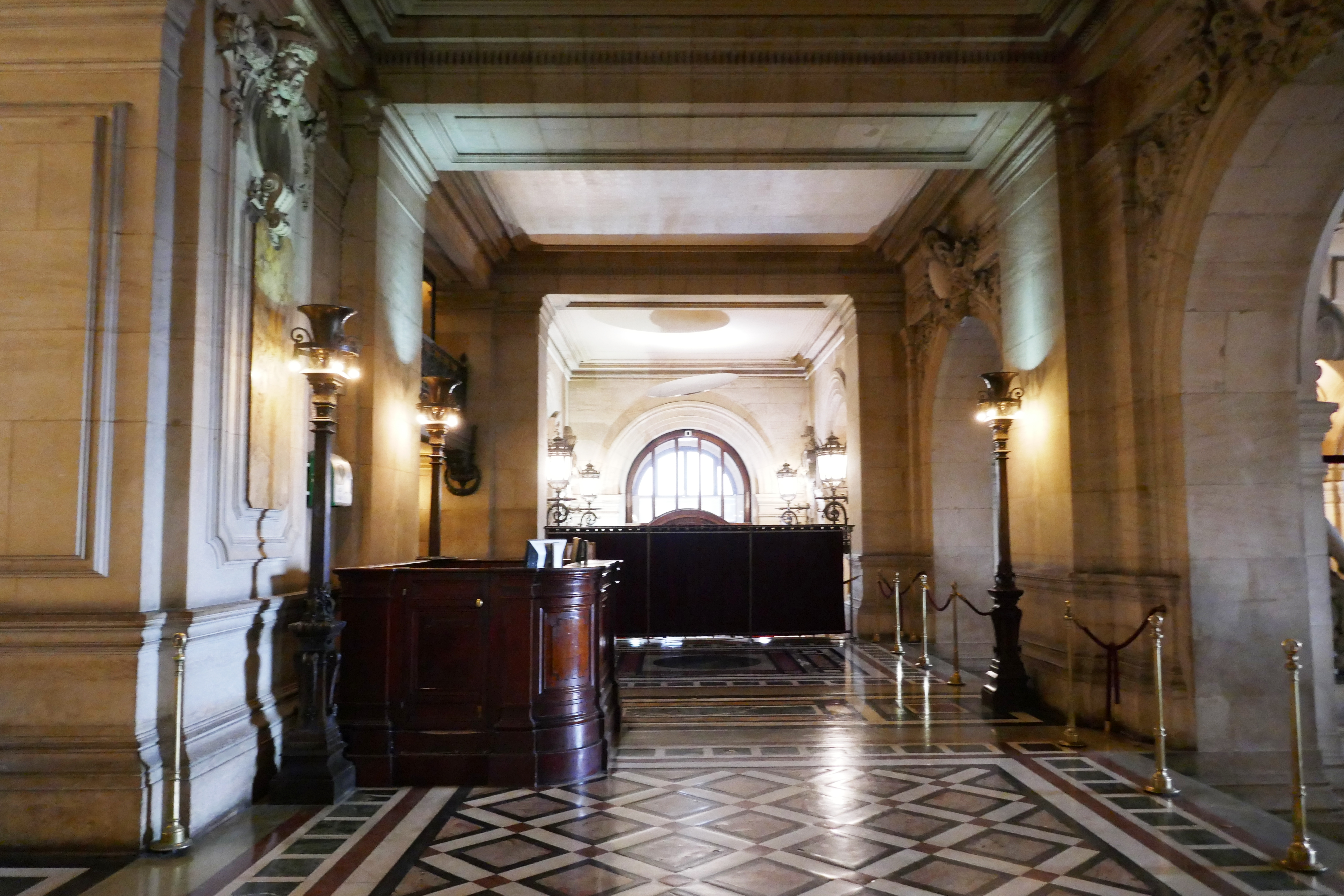
Vestibule du contrôle.

Espace-tampon entre le grand vestibule et l'escalier d'honneur et séparé d'eux grâce à de larges degrés comprenant seulement quelques marches, il permet le filtrage des entrées avant que les spectateurs, munis de leurs billets, ne puissent accéder à la grande salle et à la représentation.
Dans le jargon des théâtres, le ou les guichets et comptoirs de ce vestibule se nomment boîtes à sel car c'est là qu'on trouvait les flacons de sel à respirer pour ranimer les spectatrices qui s'évanouissaient. Ces sels de pâmoison étaient volatils et constitués principalement de carbonate d'ammonium et autres vinaigres.
L'habillement féminin avec les corsets en usage au XIXe siècle est une des raisons de cet usage dans les lieux publics.

#### Vestibule circulaire dit Rotonde des abonnés
Le nom de Charles Garnier est caché dans l'ornementation au plafond du vestibule circulaire.
Charles Garnier a signé son œuvre dans le médaillon central de la voûte formant le plafond de cette salle sous forme d'arabesques où l'on parvient à lire : « JEAN LOUIS CHARLES GARNIER ARCHITECTE 1861-1875 ». 

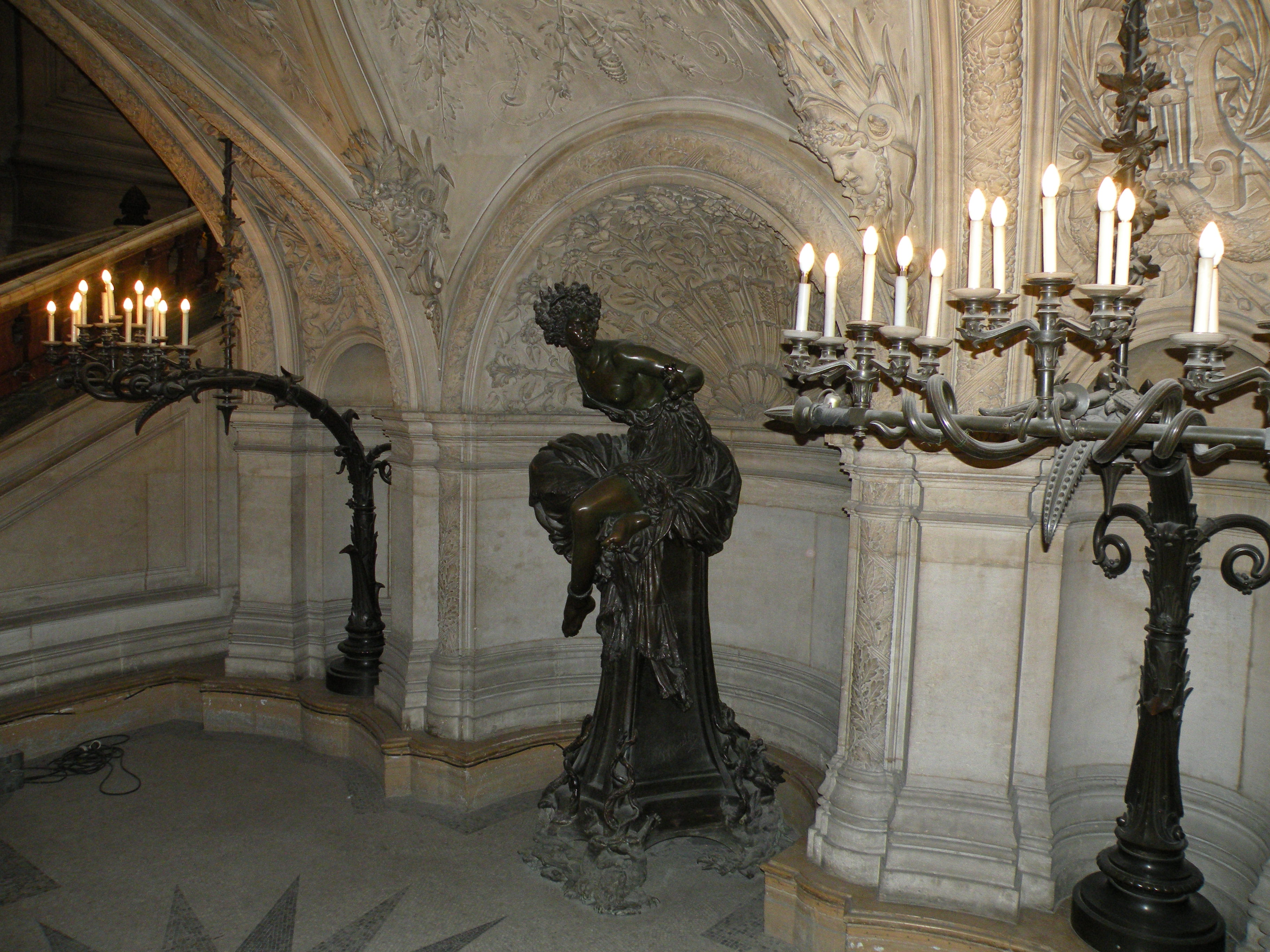
Bassin de la Pythie sous l'escalier d'honneur.
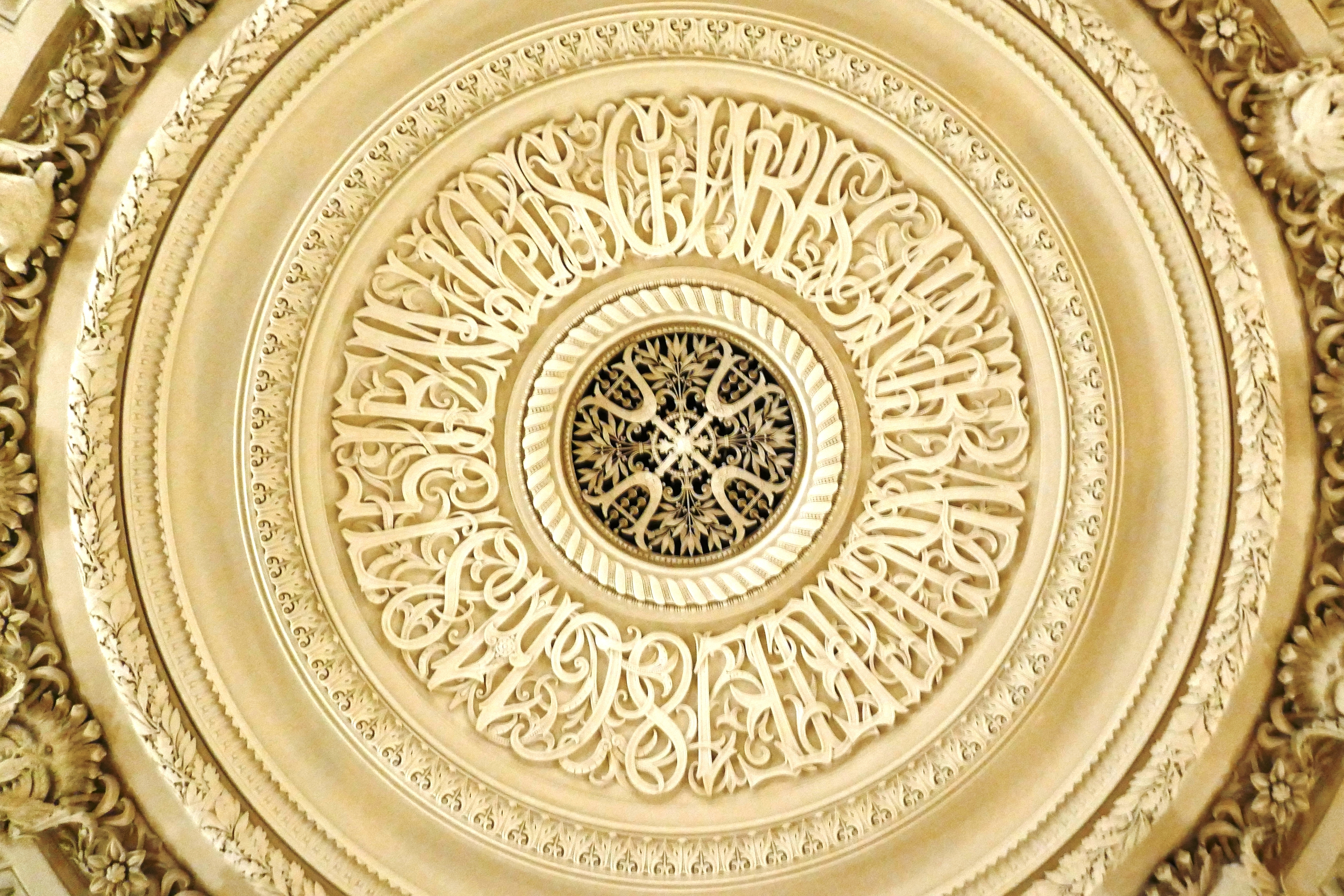
Médaillon et signature en arabesques.
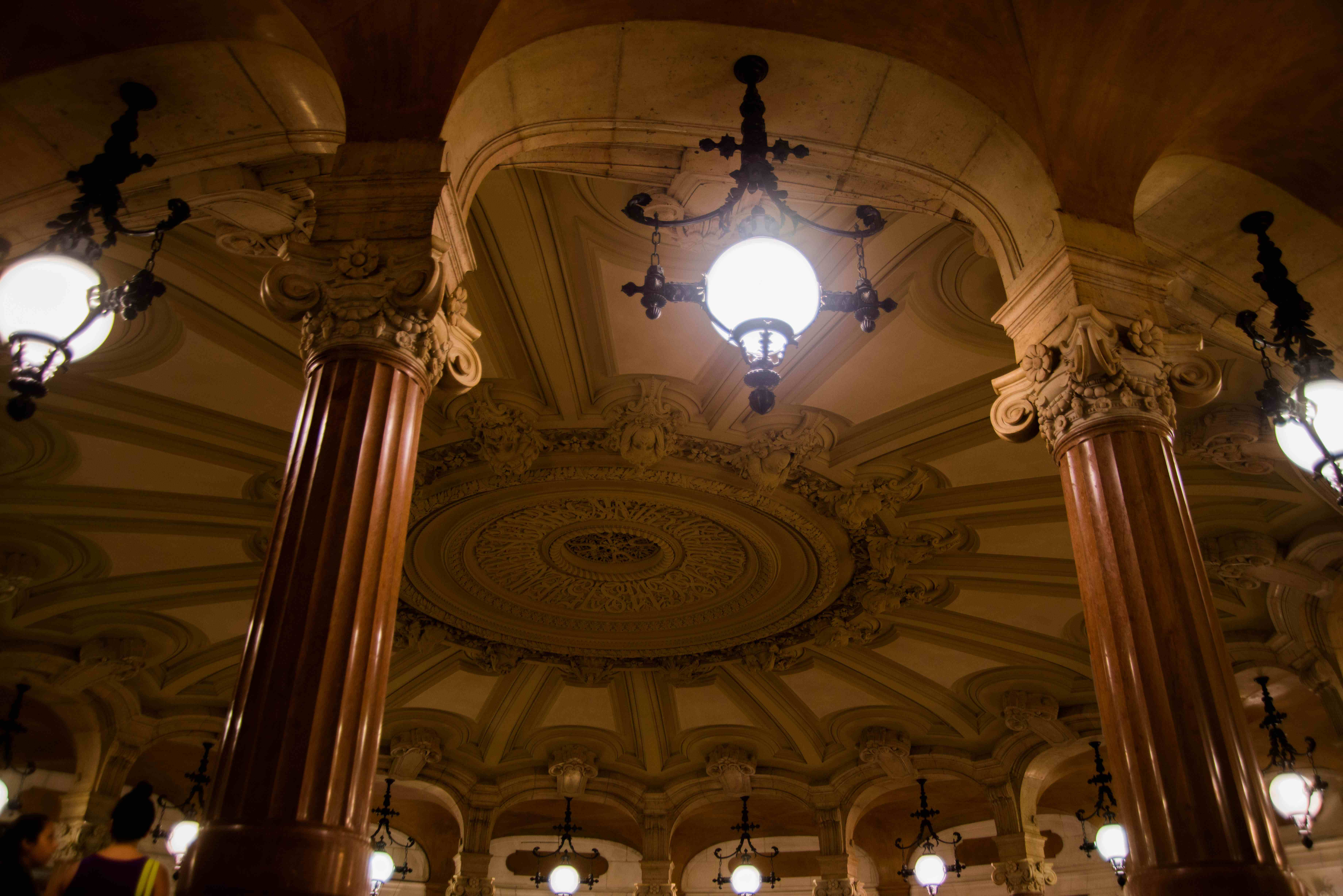
Vestibule et voûte de la rotonde des abonnés.
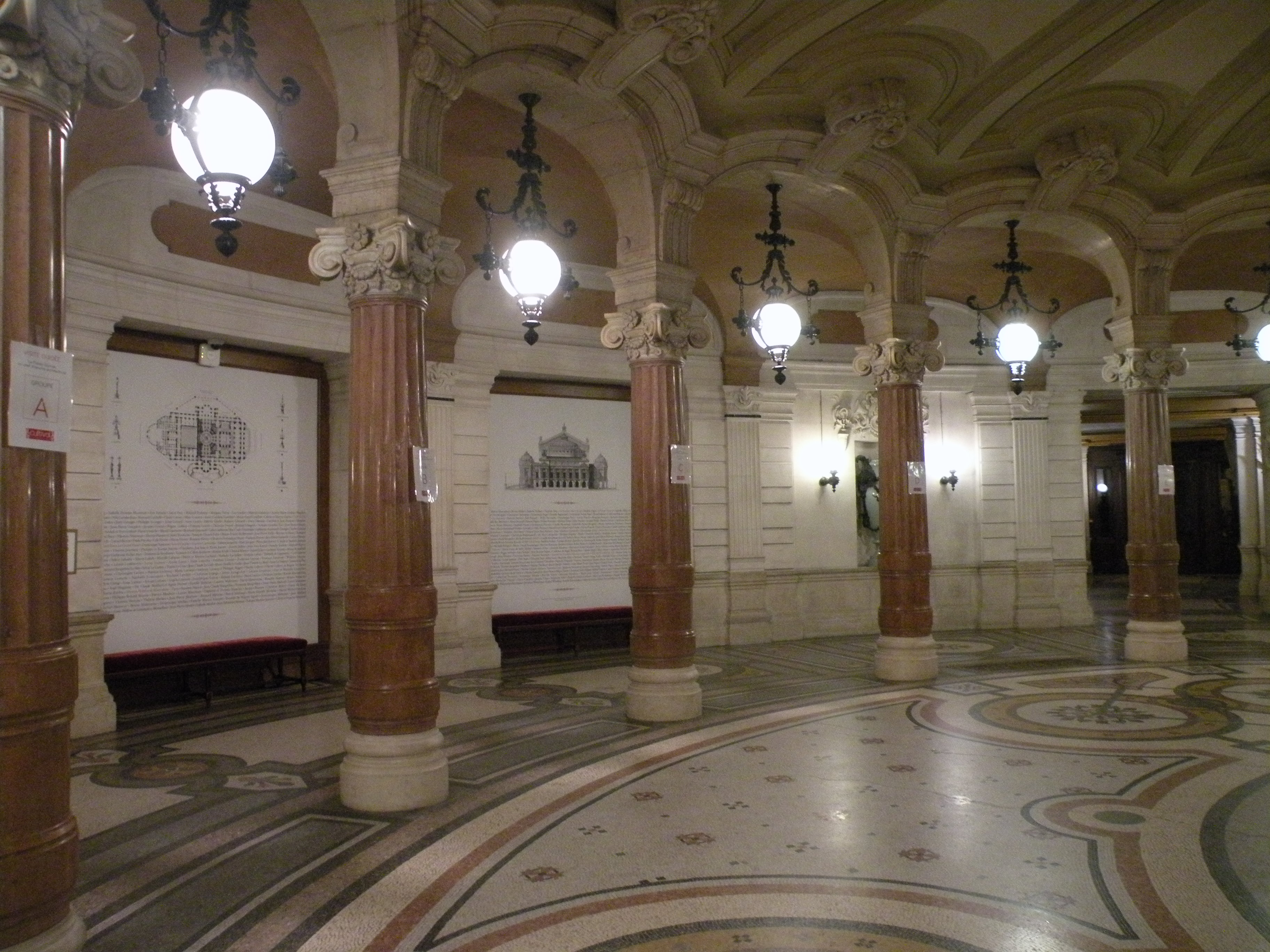
Colonnade circulaire en pierre rouge de Sampans.

Au même niveau, au pied du Grand Escalier, on trouve le bassin ou fontaine de La Pythie où un jet d'eau formait, autrefois, un voile brumeux au travers duquel on apercevait la statue de la Pythie, oracle du temple d'Apollon, une œuvre sculptée par « Marcello », nom d'artiste d'Adèle d'Affry, duchesse de Castiglione-Colonna. S'y dressent aussi des cariatides en marbre polychrome dues au ciseau de Jules Thomas.

#### Rotonde du Glacier

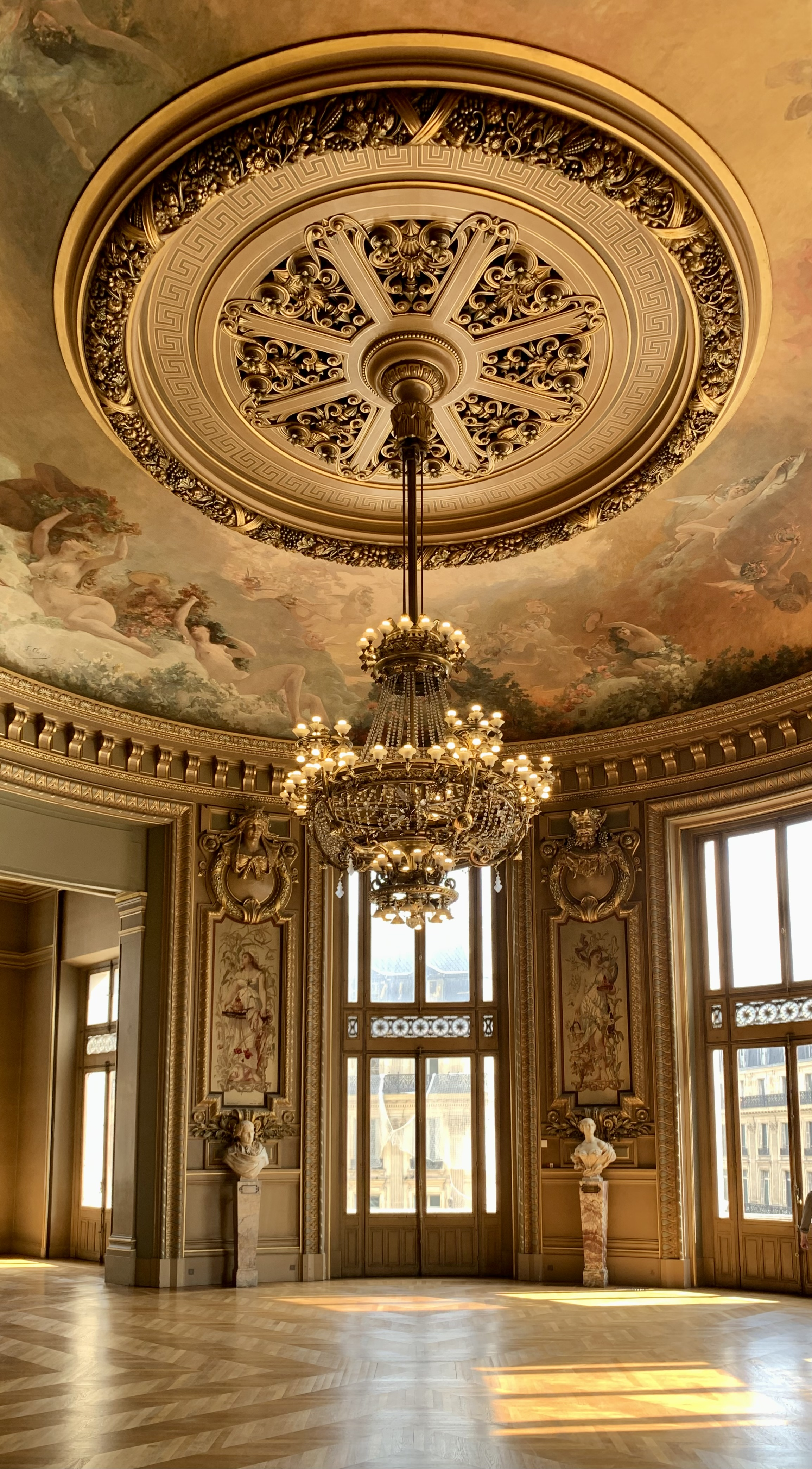
La rotonde du Glacier.

D'autres espaces destinés à l'agrément du public précèdent ou accompagnent les foyers, telle la « rotonde du Glacier » placée à l'extrémité de la galerie du bar. Au début du XXe siècle, une sonnette, installée dans toutes les loges de la salle de spectacle, permettait de s'y faire servir directement les boissons commandées. Lieu de distribution de rafraîchissements, il se caractérise par sa luminosité et son plafond peint par Georges Jules-Victor Clairin, une ronde de bacchanales et de faunes. Tout autour est disposée, entre les fenêtres, une série de huit tapisseries d'après des cartons peints par Alexis Joseph Mazerolle. Ces œuvres représentent les diverses boissons que l'on peut commander : « le champagne », « le café », « le thé », « l'orangeade » et autres breuvages, mais aussi « la pêche » et « la chasse ». Achevée bien après l'ouverture de l'Opéra, la rotonde s'approche du style propre à la « Belle Époque » ou aux « années 1900 ».

#### Avant-foyer ou foyer des Mosaïques

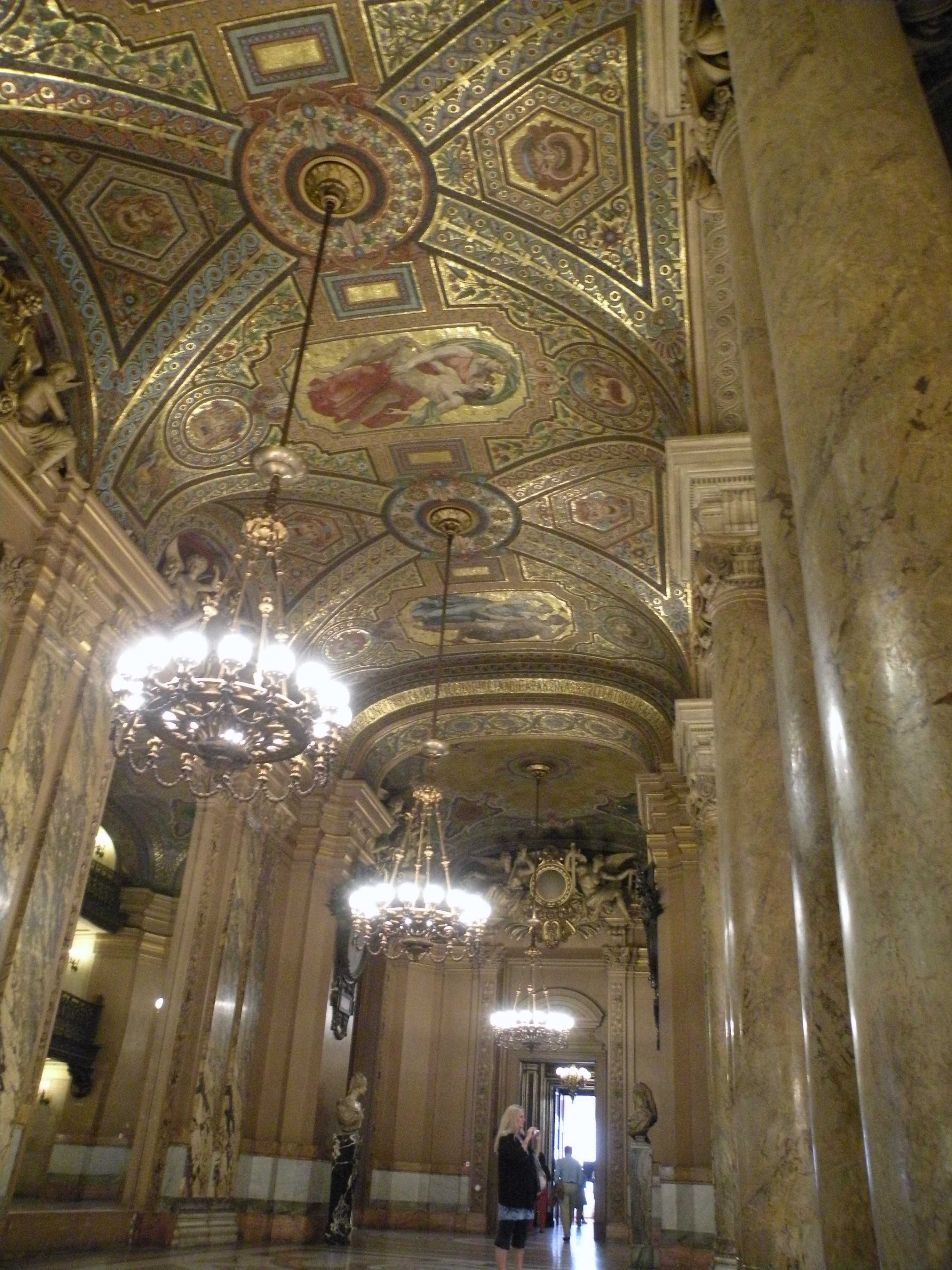
L'avant-foyer.

Lieux de déambulation et de rencontre entre les spectateurs avant chaque représentation ou au moment des entractes, les foyers sont vastes et la riche décoration ne laisse pas le moindre centimètre carré inutilisé. La mosaïque est omniprésente, notamment dans l'avant-foyer (ou « foyer des Mosaïques »), espace de transition entre le vide du grand escalier et le grand foyer. La voûte en berceau de l'avant-foyer est couverte de tesselles à la mise en œuvre délicate et aux couleurs éclatantes, le tout placé sur un fond doré à la feuille. Une vue plongeante sur le grand escalier agrémente les lieux.

#### Grand foyer et ses salons

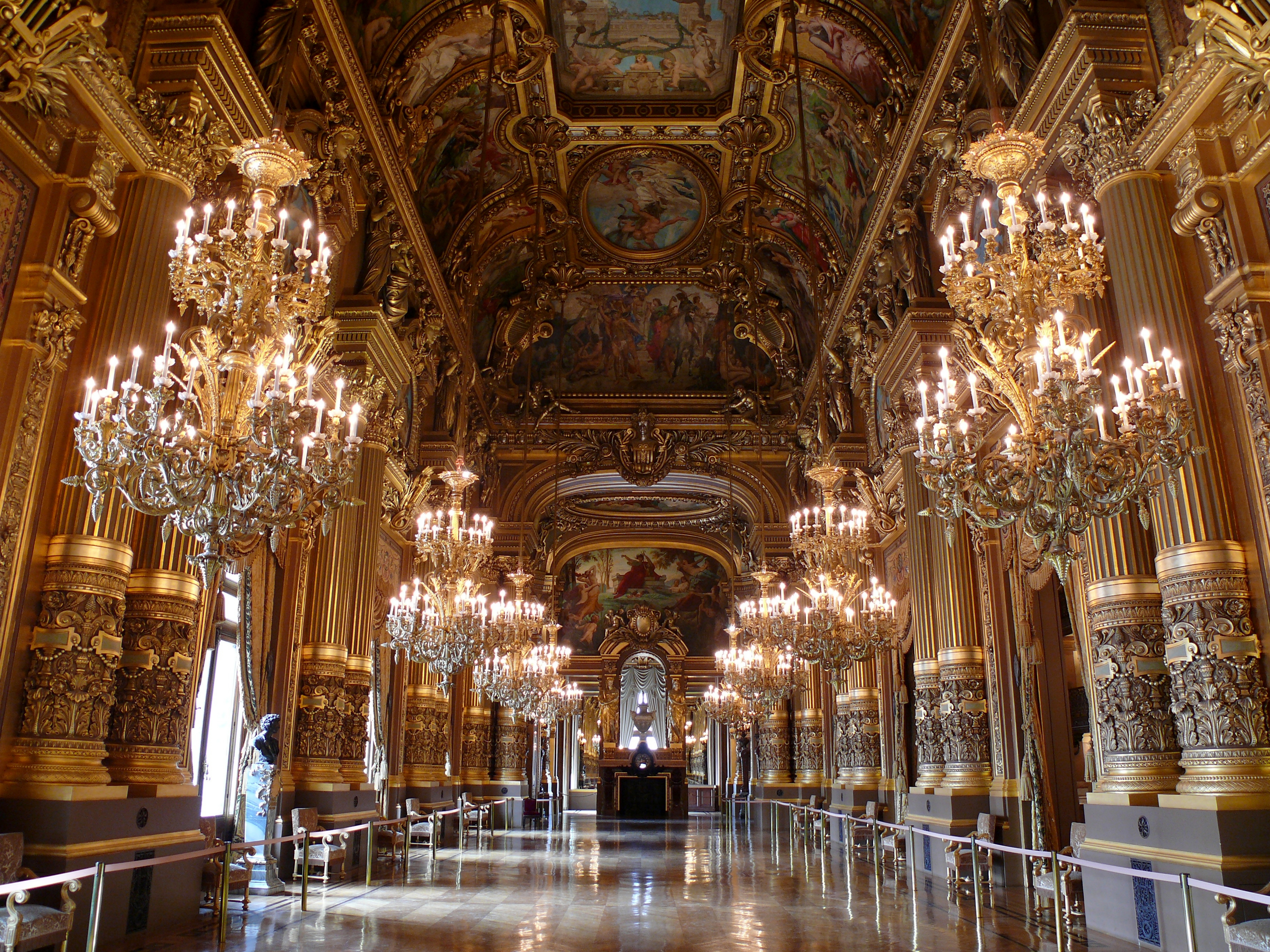
Le grand foyer.

La conception du grand foyer s'inspire des dispositions et de l'inspiration décorative des galeries des châteaux de la Renaissance française du XVIe siècle (château de Fontainebleau) et du XVIIe siècle (galerie d'Apollon au Louvre, galerie des Glaces à Versailles). Un savant jeu de miroirs et de baies ouvrant sur les rues et façades environnantes vient encore accentuer ses vastes dimensions. Cet endroit est pensé, à l'origine, comme un point de rencontre des spectateurs toutes catégories sociales confondues.
Comprenant cinq travées, le grand foyer est agrémenté de part et d'autre d'un salon. Du côté de l'avant-foyer, trois larges ouvertures donnent accès aux circulations qui mènent aux galeries du grand escalier, puis à la salle. Le foyer s'ouvre sur une loggia extérieure et est flanqué de deux salons octogonaux avec des plafonds peints par Jules-Élie Delaunay dans le salon est et Félix-Joseph Barrias dans le salon ouest. Les salons octogonaux s'ouvrent au nord dans le Salon de la Lune à l'extrémité ouest de l'avant-foyer et le Salon du Soleil à son extrémité est. De part et d'autre de la porte axiale, de grands miroirs, d'une hauteur approchant les six mètres, montent à partir du parquet et des lambris. Sur l'autre face, cinq grandes portes-fenêtres en constituent les pendants et indiquent l'accès à la loggia.

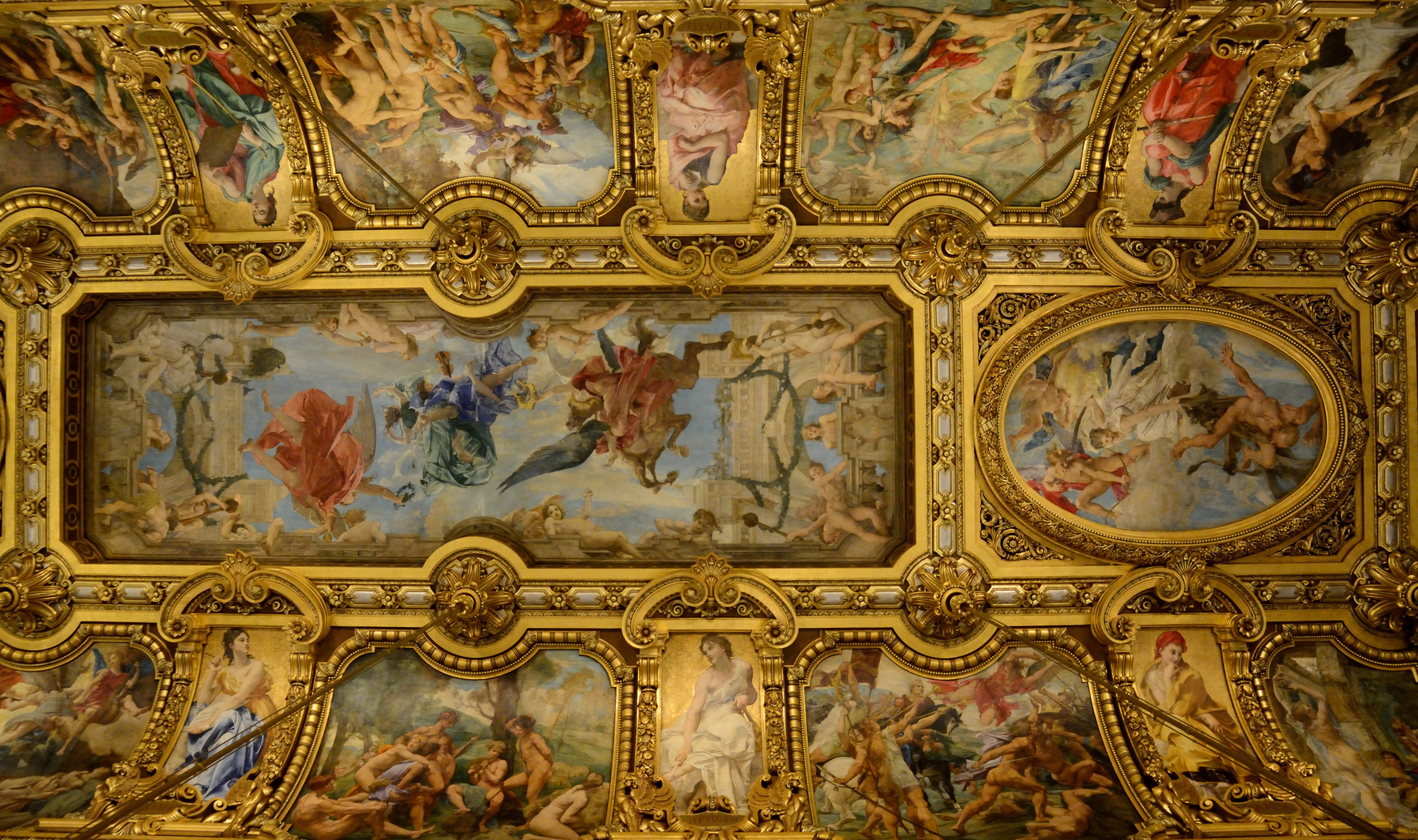
Plafond du grand foyer.

Sur les murs, se trouvent vingt élégantes statues, allégories des « Qualités » indispensables aux artistes des arts lyrique et chorégraphique. Un plafond à voussures, peint par Paul Baudry, figure les grandes étapes de l'histoire de la Musique, de la Comédie et de la Tragédie et décline plusieurs aspects de leur thématique propre.

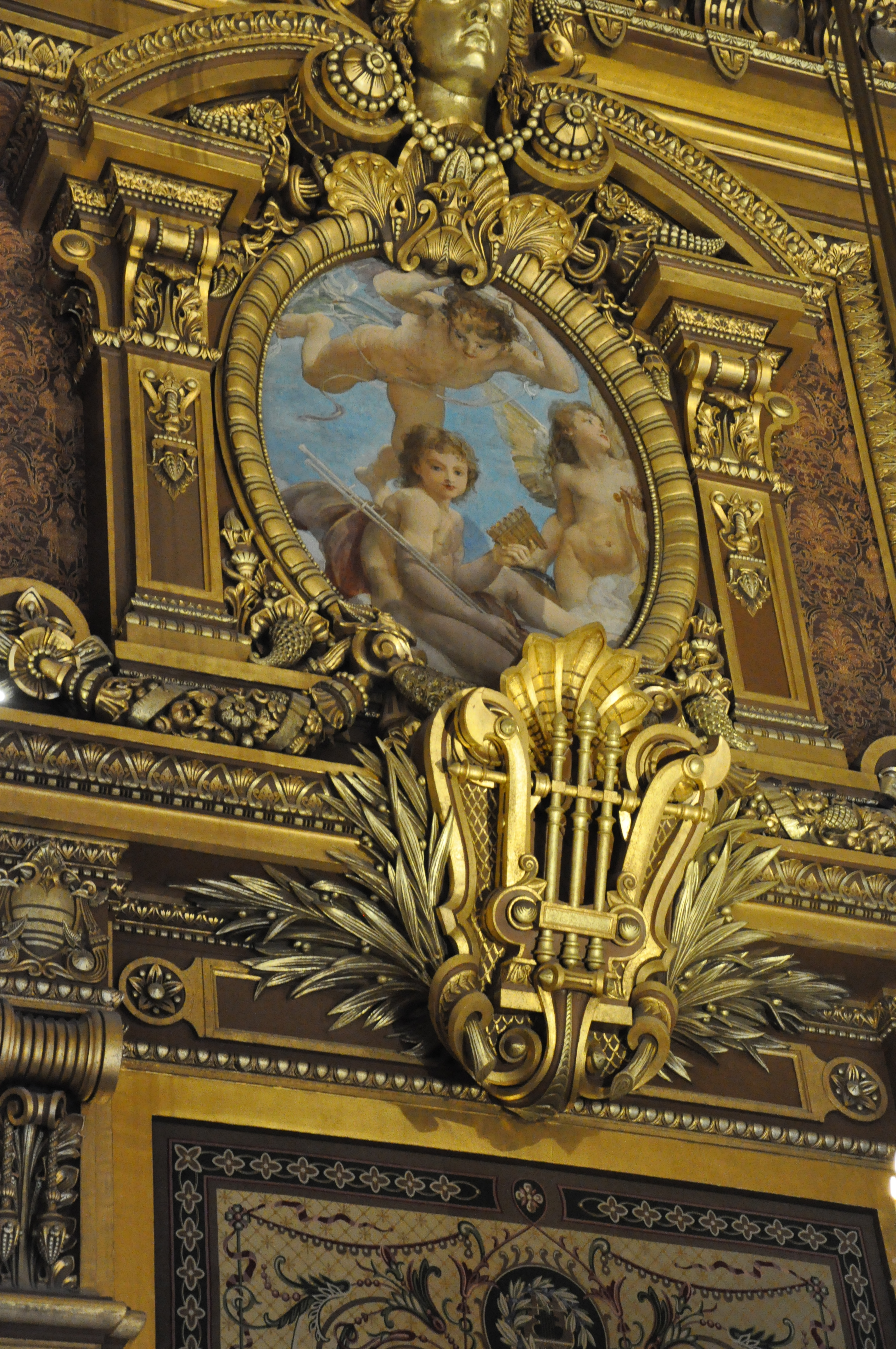
Lyre dans le grand foyer.

La lyre forme, comme en de très nombreux endroits extérieurs et intérieurs de l'édifice dont la salle de spectacle, un élément décoratif de prédilection ponctuant, de manière presque systématique, différentes modénatures, chapiteaux, grilles de chauffage et poignées de porte.
Jusqu'au XIXe siècle et comme le veut la tradition, les foyers des lieux de spectacle sont réservés à l'usage exclusif des représentants de la gent masculine. Les dames reçoivent pendant ce temps dans leur loge respective. Mais le jour de l'inauguration du palais Garnier, la reine d'Espagne désire admirer la galerie du grand foyer. Le tabou brisé, elle est aussitôt suivie de son entourage immédiat, puis des autres dames de la bonne société de l'époque qui ne souhaitent pas demeurer en reste,.
À l'insu de Charles Garnier, ses collaborateurs demandent à plusieurs ouvriers de sculpter deux bustes dorés d'Apollon à son image. Ces deux œuvres figurent à hauteur du plafond. Une autre copie de la représentation en buste de l'architecte, sculptée par Carpeaux, trône au centre du grand foyer et à proximité d'une fenêtre donnant sur la perspective de l'avenue de l'Opéra.
En 1928, un regrettable incendie prive le grand foyer de ses rideaux et tentures or ; ceux-ci ne sont rétablis qu'à l'occasion d'une restauration intégrale de la galerie, achevée en 2004.

#### Salons de la Lune et du Soleil
Placées aux extrémités est et ouest de l'avant-foyer, deux rotondes de taille modeste sont peintes par les décorateurs Philippe Marie Chaperon et Auguste Alfred Rubé, amis de Garnier.
Sur les voûtes du Salon de la Lune et du Salon du Soleil dominent, dans l'un, les tonalités froides de l'argent, avec des représentations d'oiseaux de nuit (hiboux et chauves-souris) et, dans l'autre, les tons chauds de l'or, au milieu d'un décor de salamandres. Des miroirs étamés, les premiers de couleur froide et les seconds à dominante chaude, recouvrent respectivement leurs parois et se reflètent à l'infini pour former des « chemins de lumière ».

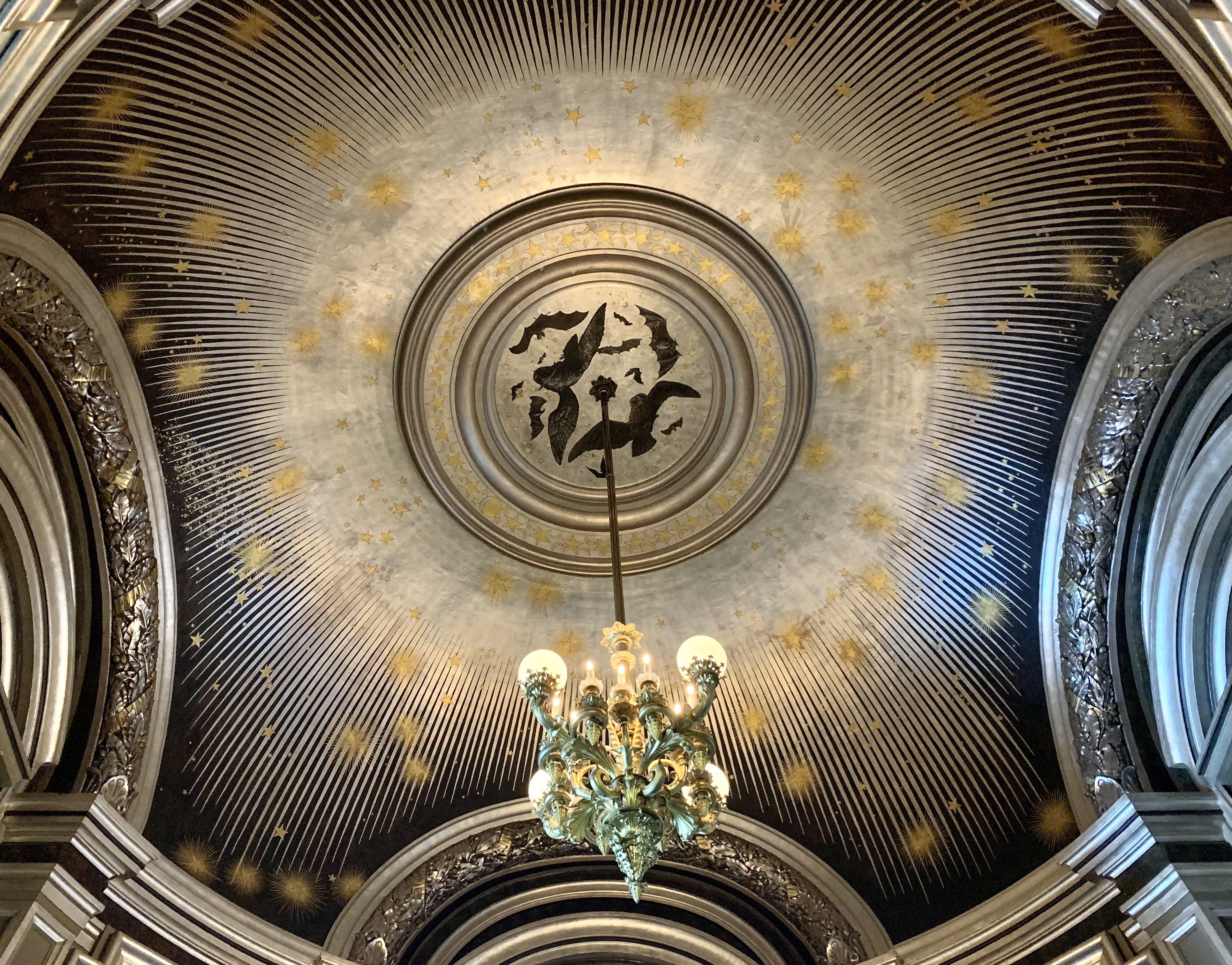
Plafond du salon de la Lune.
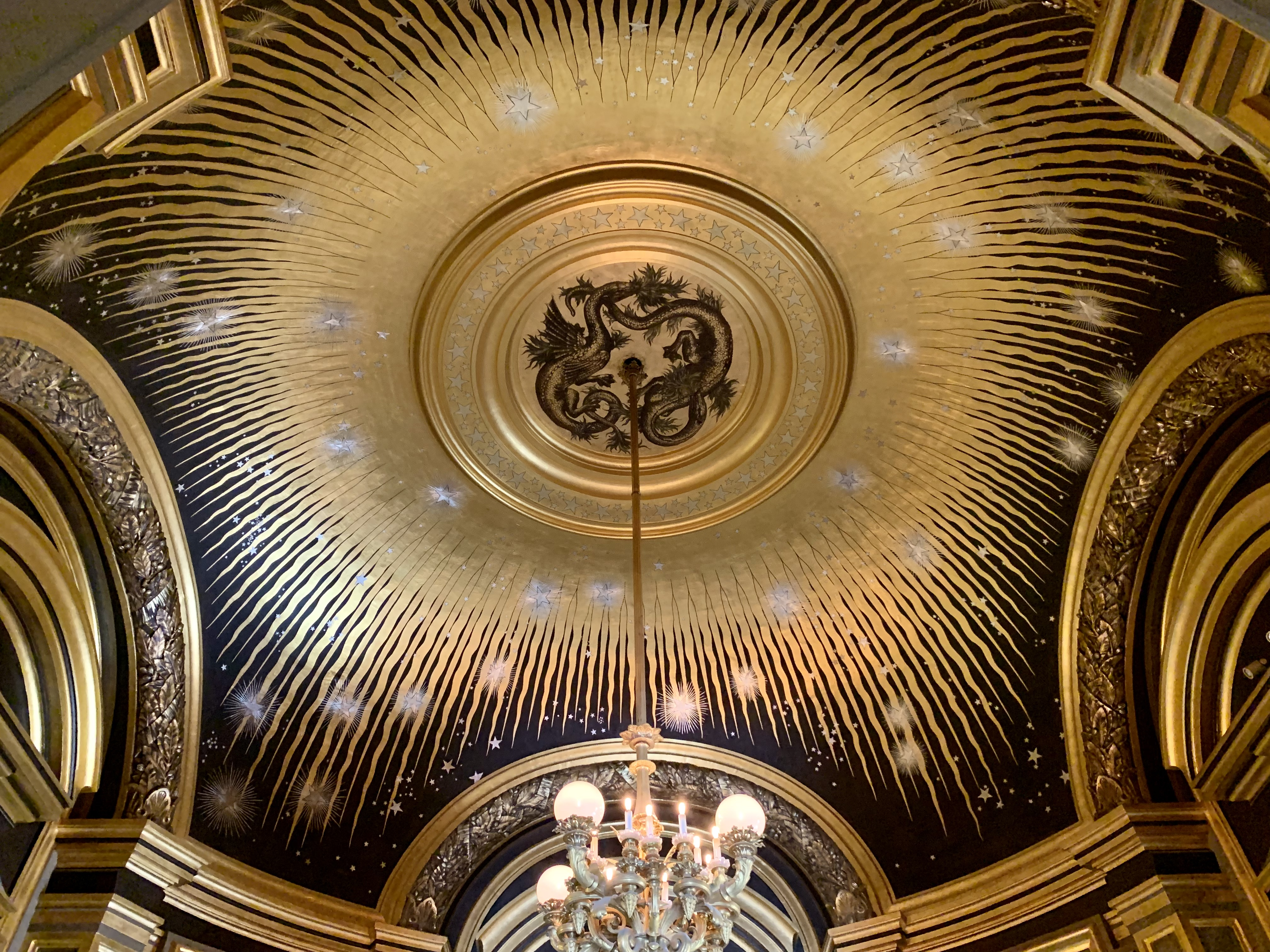
Plafond du salon du Soleil.
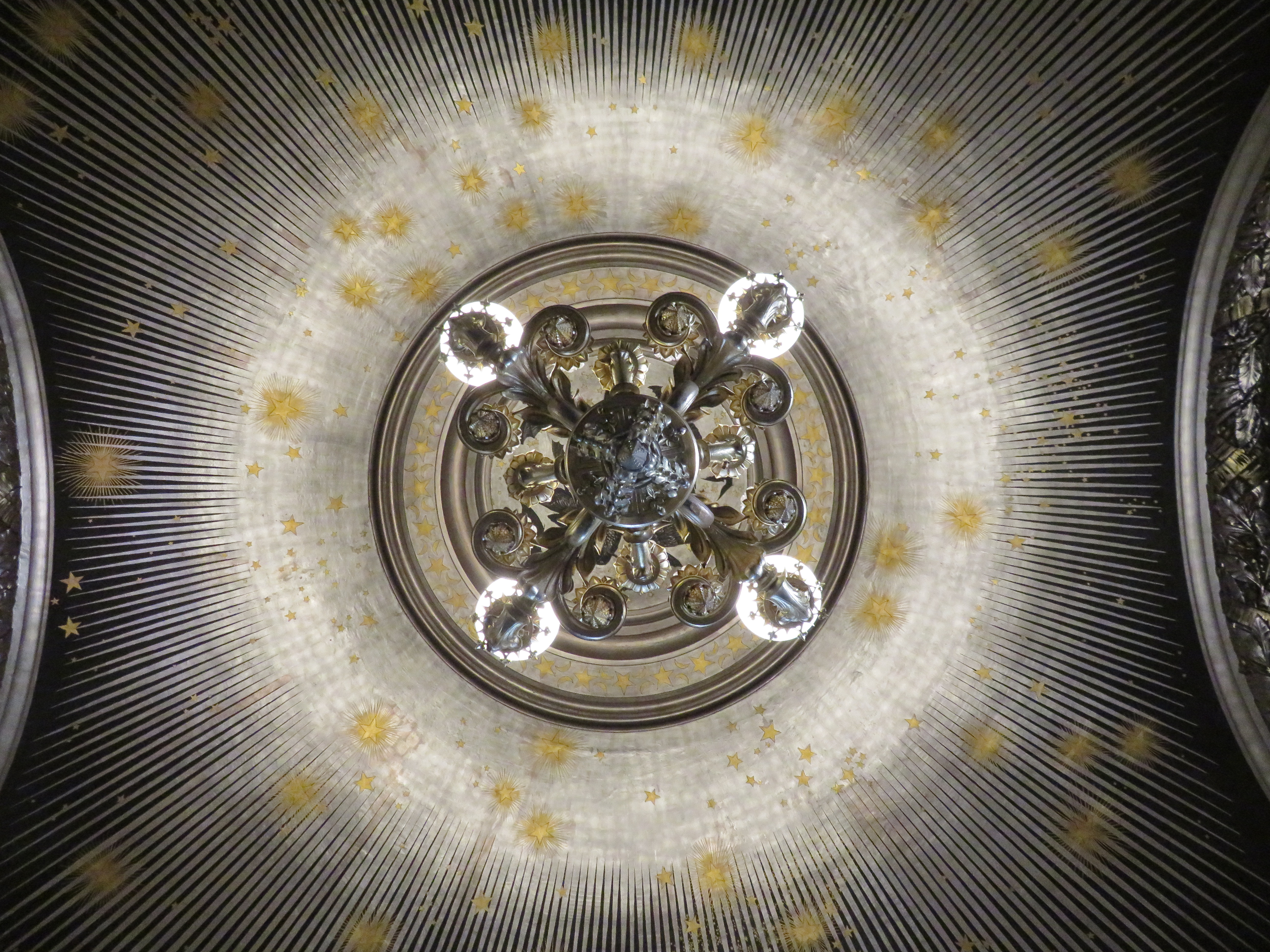
Plafond du salon de la Lune.

#### Grand escalier

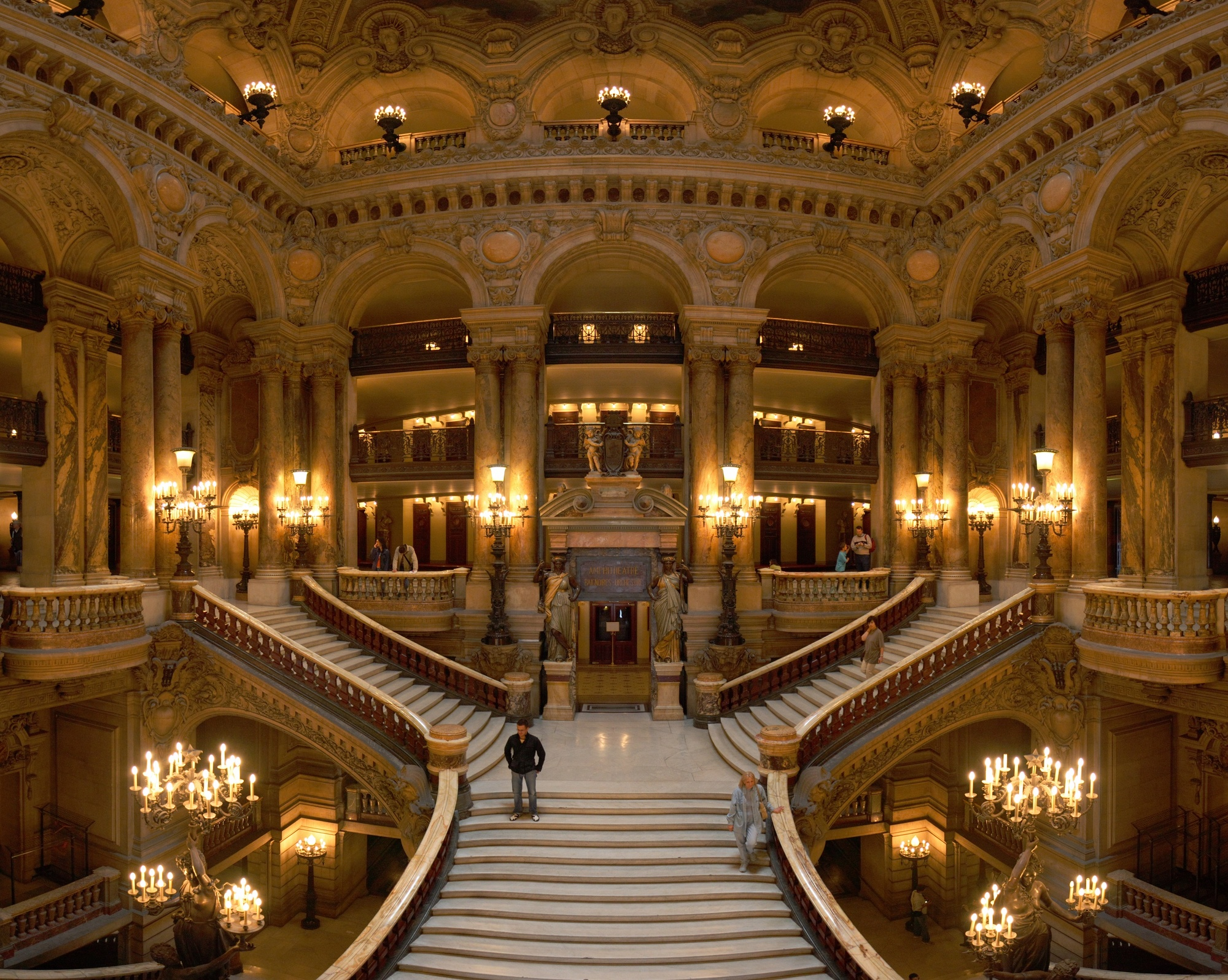
Le grand escalier d'apparat menant à la salle de spectacle, aux salons et aux foyers.

L'ouvrage est remarquable par son tracé, la hauteur et le volume de sa nef inédits jusqu'alors, la magnificence de ses façades intérieures et la variété des matériaux employés (marbres aux couleurs subtiles, onyx et cuivre des mains-courantes, innombrables peintures, mosaïques et dorures). L'ampleur et l'ingéniosité de ses distributions comme de sa décoration ont fait de ce grand escalier l'un des endroits les plus célébrés et les plus appréciés du palais Garnier.

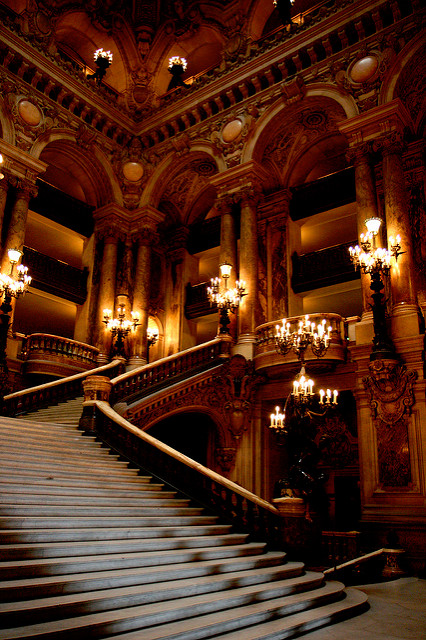
Première volée du grand escalier.

Au pied de l'escalier, deux statues-torchères en bronze de Albert-Ernest Carrier de Belleuse (dit Carrier-Belleuse) représentent des figures féminines tenant des éclairages au gaz, puis électriques. L'escalier est en marbre blanc et ses marches sont réparties en plusieurs degrés aux larges et impressionnantes volées élancées aux courbures raffinées. Les marches du grand escalier, qui vont du concave au convexe, sont en marbre blanc de Seravezza ; seule l'une d'entre elles est droite. Elles épousent ainsi la courbure de la balustrade en onyx, dont le socle est en marbre vert de Suède et les 128 balustres en marbre rouge antique.
La première volée de ce grand escalier conduit au dégagement conduisant à l'amphithéâtre, au parterre, à l'orchestre et aux loges-baignoires. Les volées suivantes donnent accès à d'autres dégagements et aux petits balcons étagés sur les quatre façades intérieures aux colonnes géminées et à trois travées d'arcades, puis aux différents salons et aux foyers. Sur les deux côtés, on trouve, partant du rez-de-chaussée, de très vastes escaliers qui aboutissent aux couloirs circulaires menant aux loges de tous les différents niveaux de la salle de spectacle. En leur centre sont des ascenseurs.
Le plafond est composé de quatre voussures, sur toile marouflée, du peintre Isidore Alexandre-Auguste Pils, Grand Prix de Rome en 1838 : au nord, Le Triomphe d'Apollon, au sud, Le Charme de la musique, à l'ouest La ville de Paris recevant les plans du nouvel Opéra, et enfin à l'est Minerve combattant la force brutale devant l'Olympe réuni. Ces œuvres sont éclairées par la verrière d'une lanterne achevant la composition.

### La salle de spectacle

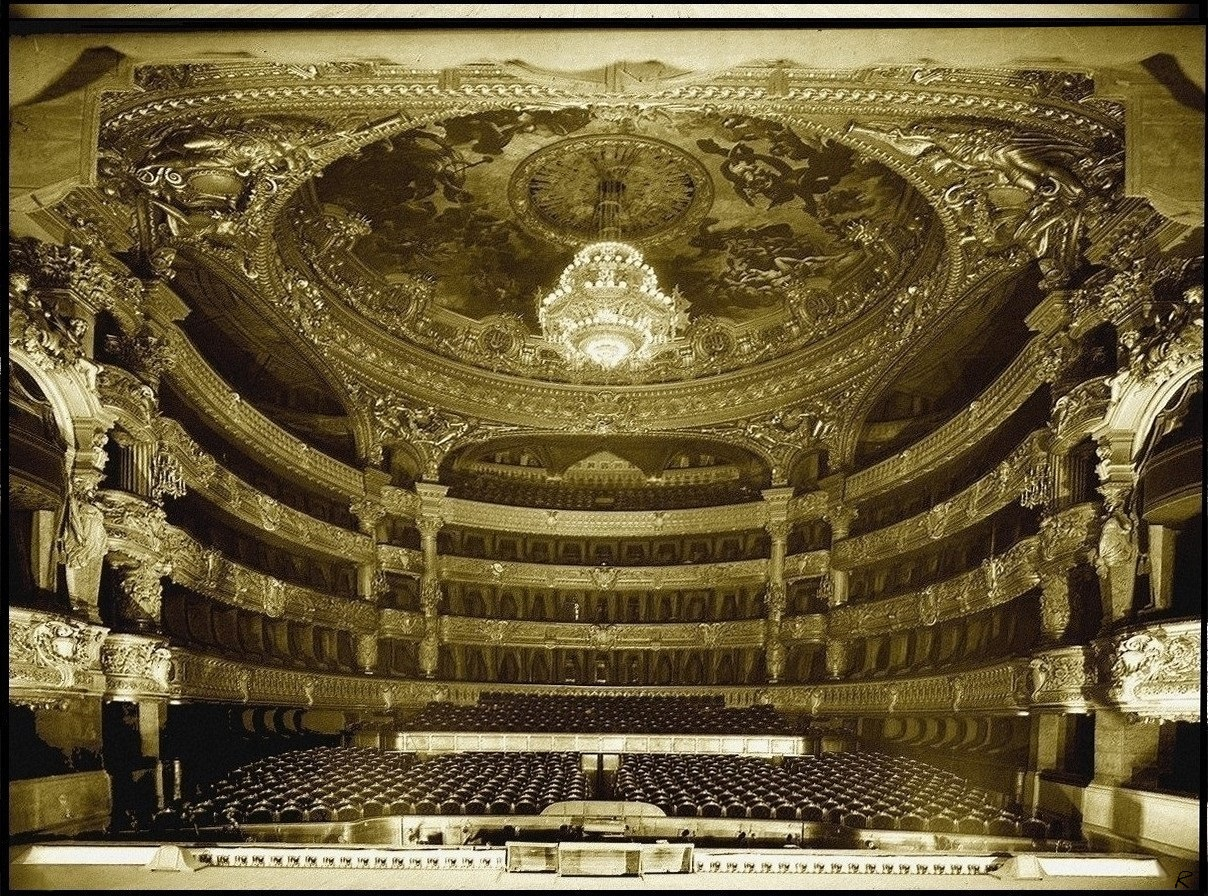
La salle de spectacle vue depuis la scène en 1936.

Située au-dessus de la voûte du vestibule circulaire (ancienne rotonde des abonnés) la salle de spectacle est le cœur même du palais.
Épousant une forme en fer à cheval, avec ses quatre balcons, ses loges et ses stalles sur cinq niveaux, l'endroit est conçu suivant le modèle du théâtre à l'italienne où la visibilité est variable. Ses caractéristiques dimensionnelles sont impressionnantes : près de trente et un mètres de largeur, trente-deux mètres de profondeur sur vingt mètres de hauteur. Sa jauge s'approche des deux mille places assises, avec un peu plus de mille neuf cents fauteuils. Ce lieu est habillé dans des tons dominants d'ocres, de rouges et d'ors.
De vastes corridors couverts de mosaïque permettent d'accéder aux cinq niveaux par des portes en acajou dotées d'un hublot.

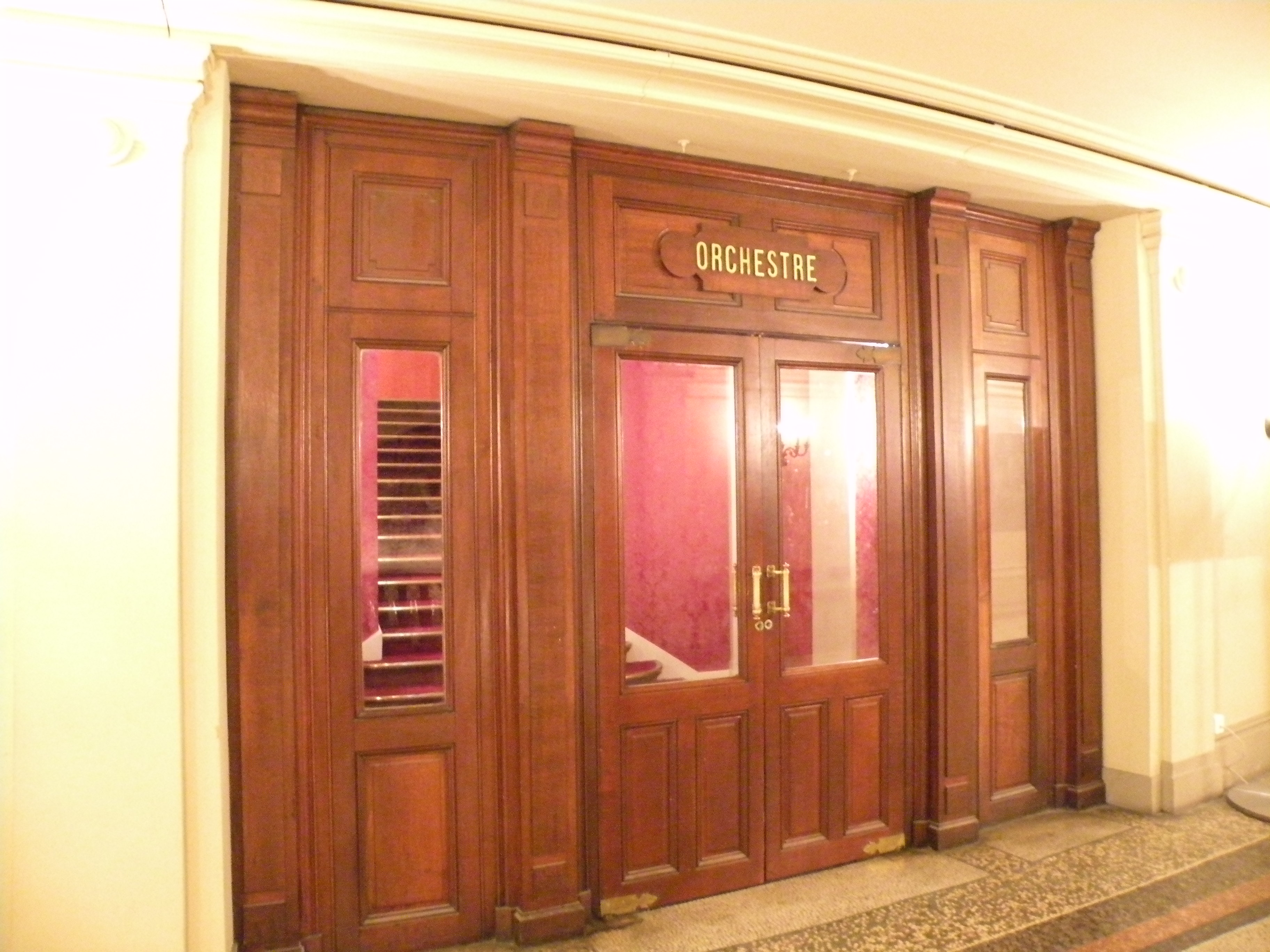
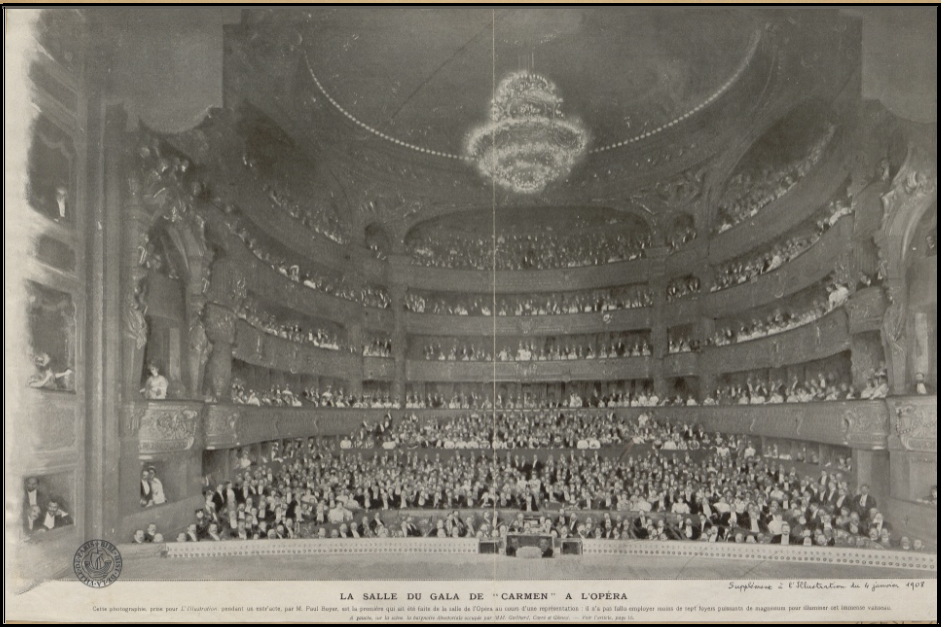
Première photo de la salle vue depuis la scène - 1908[88].
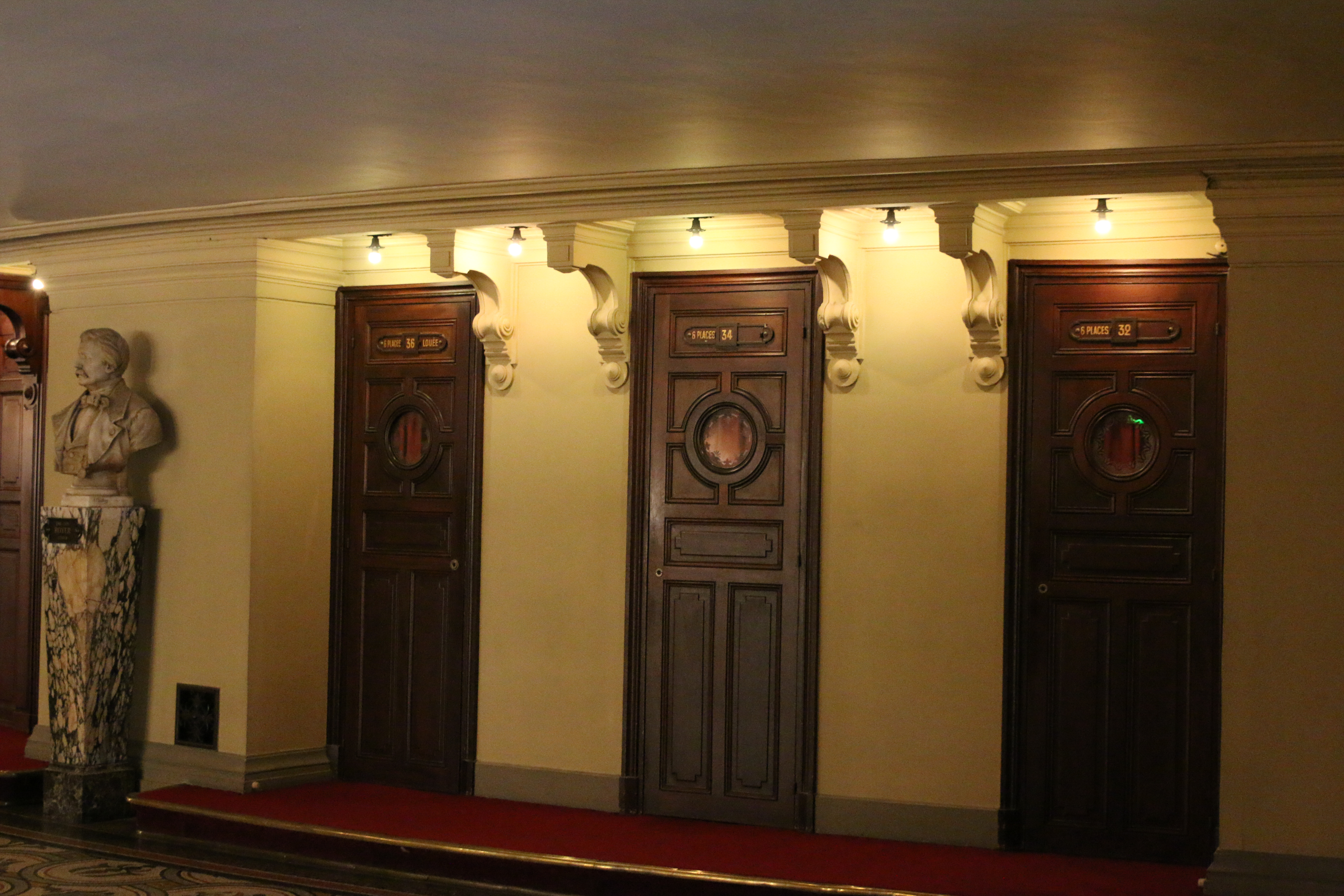
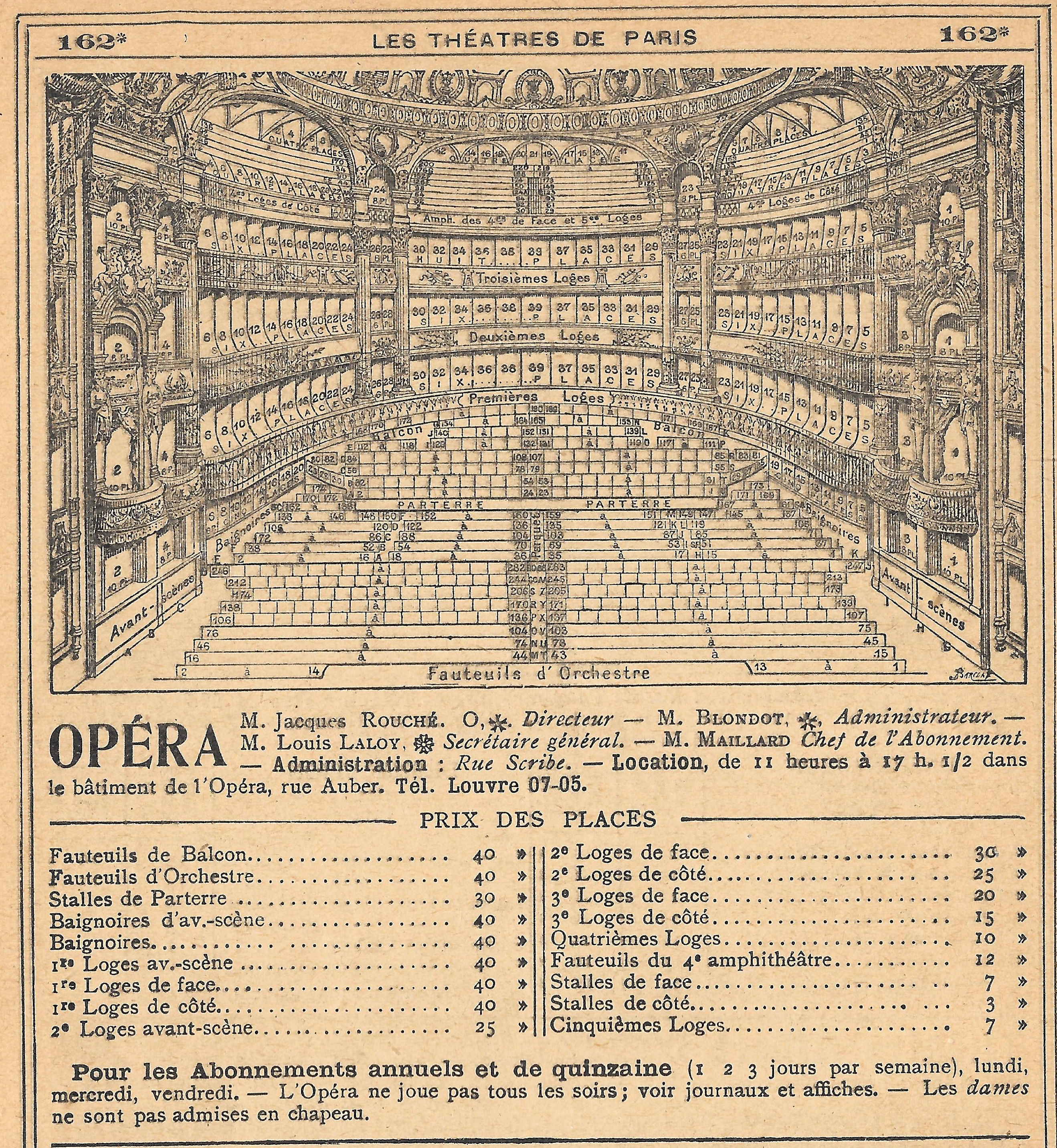
Plan, prix des places et administration en 1925.

#### L'orchestre (autrefois parterre et parquet)
Les quatorze rangs des sièges de l'orchestre sont situés de part et d'autre d'une allée centrale, les fauteuils sont en bois noir et habillés de velours, leur dossier capitonné est revêtu d'un élégant chevalet en bronze numéroté. À ce niveau sont des loges en rez-de-chaussée, les baignoires.

#### Le balcon (autrefois nommé amphithéâtre)

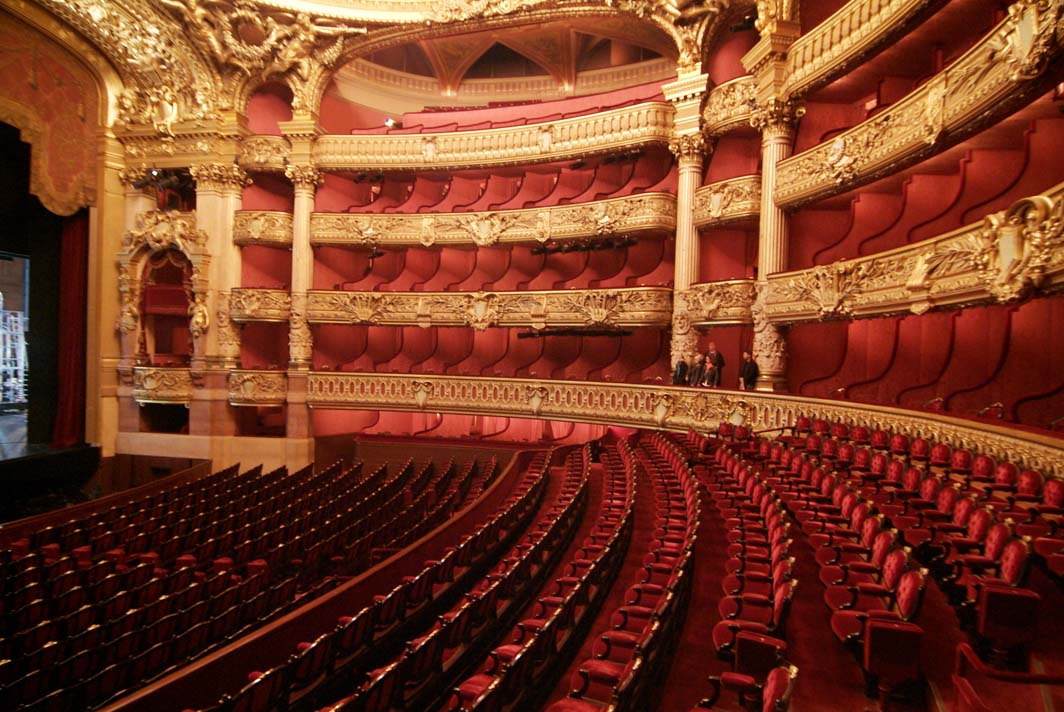
Fauteuils d'orchestre et du balcon. À l'arrière, les loges d'avant-scène et les cinq niveaux de loges de face et de côté.

Sur huit rangs, les fauteuils, identiques aux précédents, sont en net surplomb de ceux de l'orchestre. Ils bénéficient non seulement d'une vision très dégagée sur la scène, mais ils se trouvent aussi à l'emplacement idéal où se situe l'axe principal, le « point de vue », à partir duquel le décorateur trace les plans de coupe et lignes de fuite pour établir le tableau du décor qu'il établit. Ensuite, d'autres lignes sont utilisées aux places très hautes, latérales et le premier rang d'orchestre, selon les différentes règles de la perspective scénographique. Les spectateurs privilégiés du balcon peuvent voir un décor et une mise en scène tels qu'ils ont été pensés par l'équipe des créateurs. Le point de vue était nommé autrefois l'œil du prince.

#### Les loges

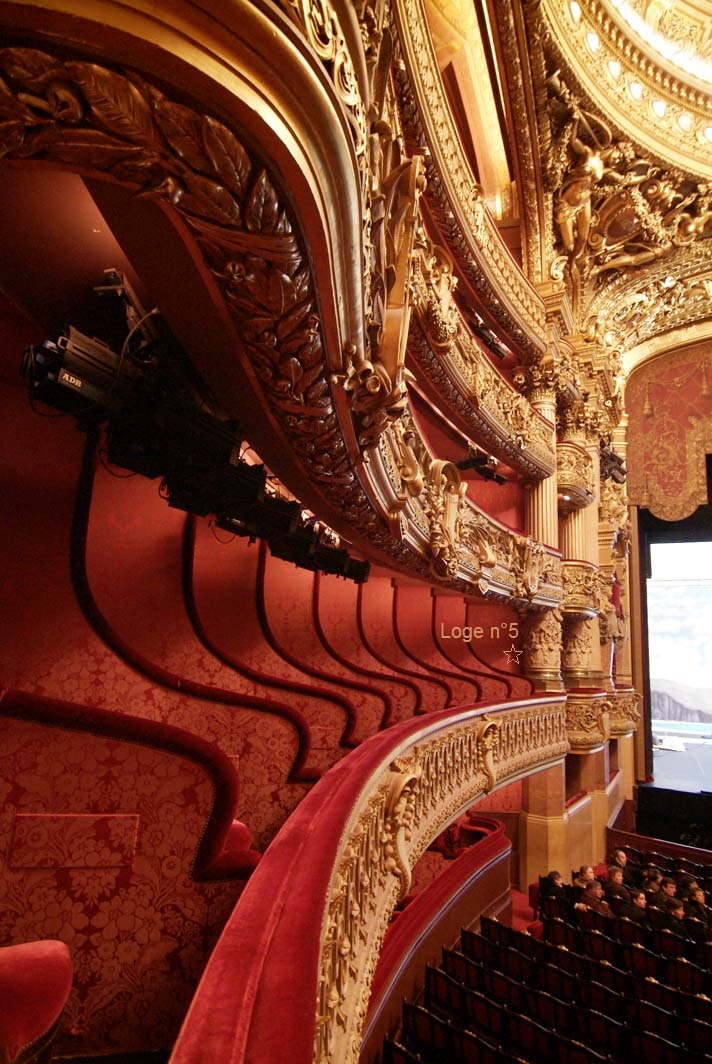
loges de côté et loge no 5 *.

Les loges et arrières-loges ainsi que leurs sièges et banquettes sont habillés de velours et leurs cloisonnements de damas et de tentures. L'ensemble des matières d'ameublement arbore un jeu subtil de nuances cramoisies. La loge la plus célèbre et la plus mystérieuse a une porte d'entrée où est (depuis 2011) une plaque de bronze indiquant « Loge du Fantôme de l'Opéra » ; elle est située au niveau des premières loges. Cette fameuse loge porte le no 5. Les loges d'avant-scène surplombent la fosse d'orchestre dans l'arc doubleau formant le cadre de scène.
Depuis des siècles, il était d'usage d'avoir dix loges directement sur la scène, tant pour les auteurs et les compositeurs que pour les autres intervenants du spectacle. Garnier n'avait pu soustraire de ses plans cette obligation. En 1916, le directeur Jacques Rouché annonça son intention de les supprimer et de réaménager ces emplacements afin d'y installer les régies et postes de commandement, ce qui fut fait en 1917. Aussitôt, Louise Garnier, veuve de l'architecte, s'indigna en écrivant au journal Le Figaro : « On ose s'attaquer à la belle œuvre de Charles Garnier, sans crainte de détruire cette admirable acoustique, sans se soucier non plus de l'art avec lequel la salle a été reliée à la scène par ces loges ». Ces emplacements sont utilisés pour conforter l'accès aux projecteurs et herses disposés sur le pont d'éclairage fixé à l'arrière du lambrequin métallique, partie du cadre mobile.

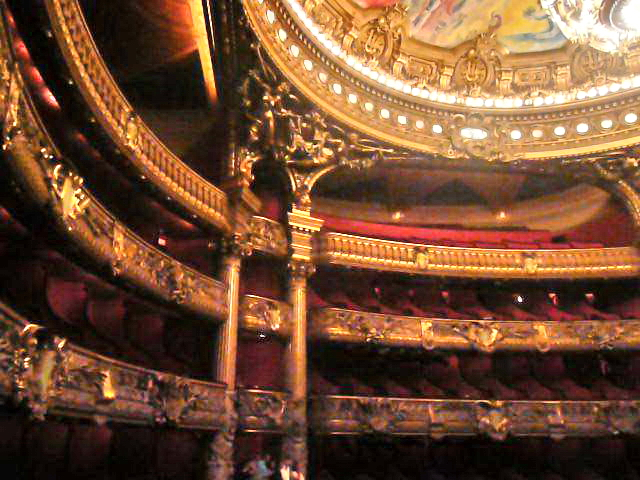
Loges (, ,) face et côté - Amphithéâtre.

 Les quatrièmes loges de côté sont des stalles, surmontées à l'arrière par des fauteuils en gradins. De face, c'est l'amphithéâtre ou plus familièrement le poulailler ou paradis.
Les cinquièmes loges, de face et de côté, pour moins de quatre-vingts spectateurs sont des places à visibilité extrêmement réduite. Autrefois, certaines de ces places dites aveugles, étaient surtout destinées à des auditeurs : les mélomanes, les compositeurs, les élèves du Conservatoire qui pouvaient suivre la musique et le chant avec ou sans partition. Certaines de ces loges sont aménagées pour des projections cinématographiques et aussi les projecteurs de poursuite qui permettent de suivre précisément un artiste en évolution sur la scène.

#### Les deux coupoles du plafond

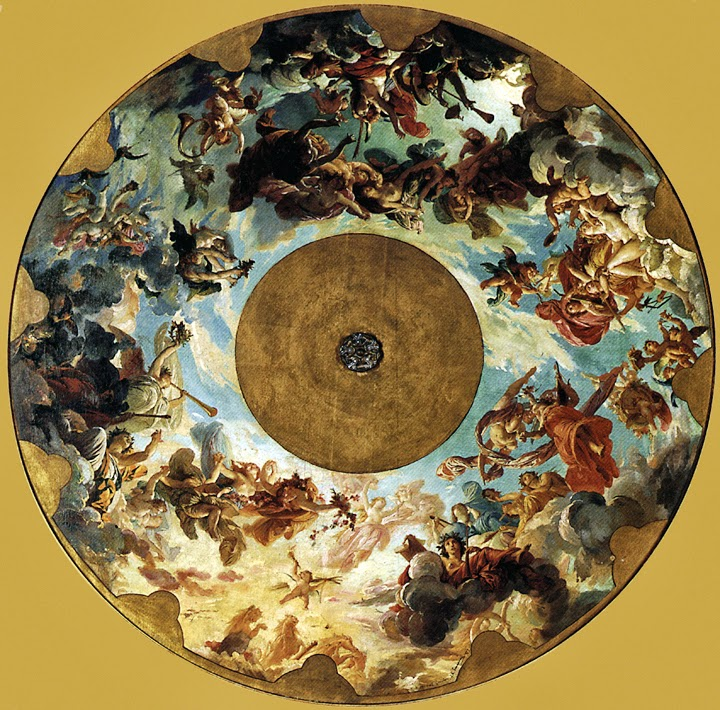
Maquette du plafond de Lenepveu.

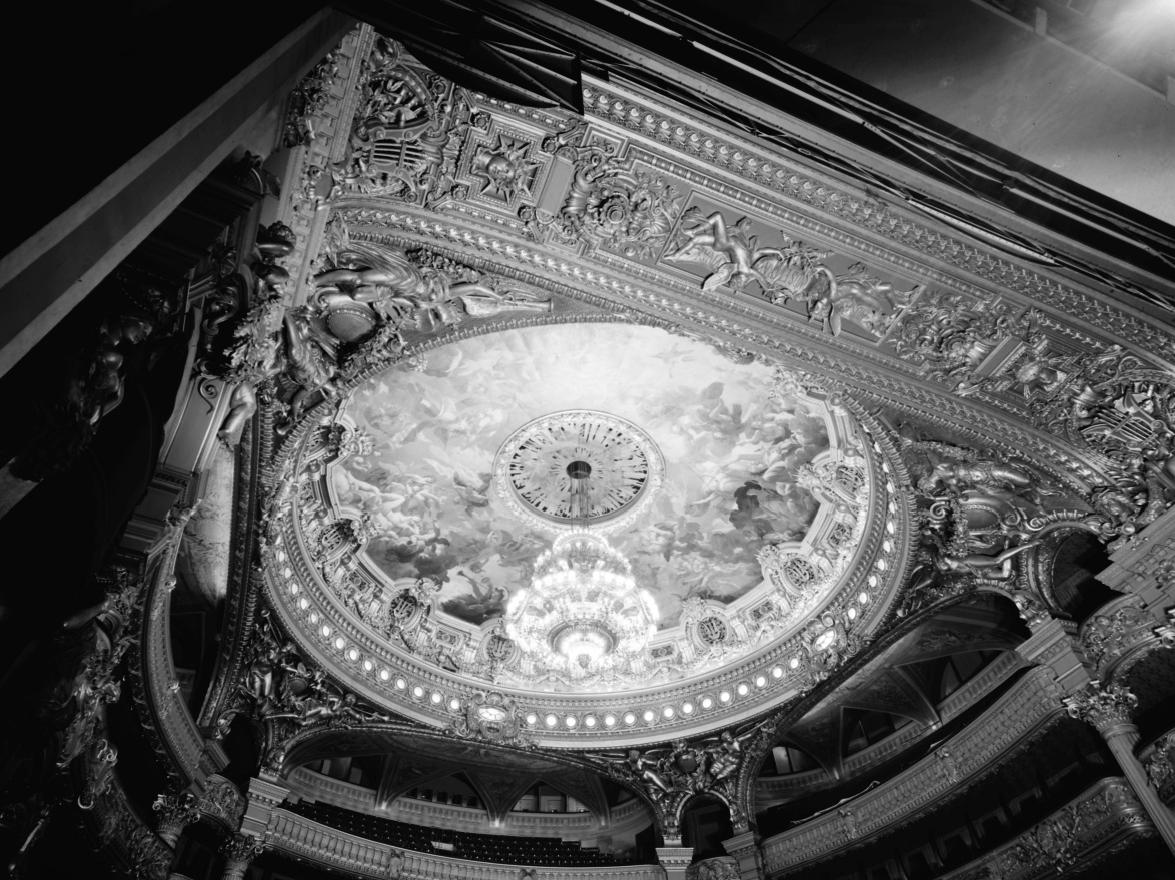
Le plafond d'origine peint par Jules-Eugène Lenepveu. -Les muses et les heures du jour et de la nuit- Photo de 1946.

La coupole du plafond de la grande salle est due au pinceau du peintre préféré de Napoléon III, Jules-Eugène Lenepveu, Grand Prix de Rome en 1847 et directeur de la Villa Médicis à Rome. Elle fut restaurée deux fois durant la première moitié du XXe siècle. Cette peinture originelle comporte 63 figures représentant Les muses et les heures du jour et de la nuit, réalisée directement sur les vingt-quatre panneaux de cuivre, boulonnés à la structure d'acier de l'étage supérieur. Cette conception entièrement métallique est due autant à la sécurité qu'à l'acoustique. Jules-Eugène Lenepveu avait pris un soin très particulier en fabriquant lui-même les pigments et les bases utilisés dans sa peinture afin d'y éviter le plomb, qui causait une forte oxydation des teintes au contact des émanations du gaz d'éclairage. La circonférence de cette coupole est de 53,60 m et 18,80 m pour la partie centrale qui, autrefois, était pourvue d'une grille-soleil, faisant bloc avec le luminaire afin de le faire remonter pour l'entretien dans la salle supérieure dite « salle du lustre ». Cette grille de ventilation a été supprimée en 1964.
L'œuvre de Lenepveu, toujours existante, est dissimulée depuis 1964 par une structure amovible en polyester où a été marouflé le décor conçu par Marc Chagall. Cet aménagement laisse ainsi ouverte la possibilité de revoir ultérieurement cette œuvre. Une maquette définitive, mise au point par Lenepveu avant exécution à l'échelle de la salle, est visible dans la Bibliothèque-Musée de l'Opéra Garnier, et donne une idée générale du plafond qui ornait la salle de spectacle. Une autre maquette est exposée au Musée d'Orsay.
La seconde coupole fut conçue par Marc Chagall et réalisée par Roland Bierge et ses deux assistants, Richard Paschal et Paul Versteeg, à l'invitation de son ami André Malraux, alors ministre des Affaires culturelles. Le nouveau plafond évoque, en cinq parties aux vives couleurs, les grands jalons et ouvrages représentatifs de l'histoire des arts de l'Opéra et de la danse ainsi que quatorze compositeurs marquants des arts lyriques et chorégraphiques du répertoire (Gluck, Orphée et Eurydice ; Beethoven, Fidelio ; Verdi, peut-être La traviata ; Bizet, Carmen ; Mozart, La Flûte enchantée ; Moussorgski, Boris Godounov ; Adam, Giselle ; Tchaïkovski, Le Lac des cygnes ; Stravinsky, L'Oiseau de feu ; Ravel, Daphnis et Chloé ; Debussy, Pelléas et Mélisande ; Rameau, un opéra ; Berlioz, Roméo et Juliette ; Wagner, Tristan et Isolde). Composée de douze panneaux latéraux et d'un panneau central circulaire, elle est conçue comme une Olympe. Le panneau principal est « divisé en cinq zones dans lesquelles une couleur dominante unit dans une même évocation deux œuvres de deux compositeurs différents tandis que les couleurs complémentaires permettent des transitions et l'interpénétration des motifs ». La peinture a été exécutée par Roland Bierge, auquel le ministère des Affaires Culturelles a passé commande, et deux assistants, selon la maquette de Chagall.
Le nouveau plafond officiel est réalisé de janvier à juin 1964 dans un atelier de la Manufacture des Gobelins. Masquant l'œuvre de Lenepveu et juxtaposant aux éléments décoratifs d'origine une œuvre anachronique, il suscite la polémique avant même son inauguration le 24 septembre 1964. Les critiques reprochent l'incohérence esthétique à placer le plafond aux couleurs trop criardes au milieu des moulures et dorures typiques de l'architecture néo-classique et considèrent qu'il témoigne du mépris du pouvoir de l'époque envers l'art du Second Empire et la conception de la salle telle que décidée par Charles Garnier : "la couleur dorée domine partout, et surtout à l'exclusion du blanc". Pas de salle "bigarrée de couleurs écarlates".

#### Le grand lustre
En bronze doré, comportant une myriade de cristaux taillés, le lustre est doté d'une cage haute de cinq mètres et son diamètre est de quatre mètres. De sa base à l'intrados de la voussure, en incluant les puissants câbles d'acier, il s'élève sur huit mètres. Sa masse est de 6,5 tonnes. Il a été conçu par le sculpteur ornemaniste Jules Corboz, auquel on doit aussi les ornements des balcons et du plafond de la salle, les candélabres porte-affiches, les ornements de la partie inférieure du grand escalier et les lyres sur la façade.
Le lustre a été installé et réglé en 1874 avec 340 becs fonctionnant au gaz d'éclairage. Partiellement électrifié dès 1881, il porte alors 320 ampoules électriques nichées pour la plupart dans des globes en opaline. Un feston de pendeloques l'entoure, relevé de place en place par des motifs en forme de lyre. Le dessin est de Charles Garnier et la fonte a été réalisée dans les ateliers de Lacarrière et Delatour. Il a été restauré en 1989.
Cet élément, essentiel à l'harmonie et au bon éclairage de la salle, a failli pourtant ne jamais voir le jour. Pendant la longue période nécessaire à son élaboration — forme, taille, détails techniques et décoratifs — par Garnier, plusieurs voix se font entendre en affirmant que le lustre se révèle sans intérêt, qu'il risque de gâcher l'acoustique et d'empêcher la vision depuis de trop nombreux sièges et de loges. La querelle a été si rude et longue que Garnier a été jusqu'à faire installer — temporairement — des girandoles sur les colonnes, tout comme l'avait fait Victor Louis (avec des bougies) dans la salle, sans lustre, du Grand-Théâtre de Bordeaux, en ajoutant des centaines de chandelles en couronne sur l'entablement soutenant le plafond en coupole. Finalement, Garnier doit faire preuve de tout son pouvoir de persuasion et défend même l'intégrité de son projet qui emporte finalement l'adhésion.
Si la salle de spectacle n'est pas uniquement éclairée par ce lustre, il participe de façon indéniable à l'ambiance des lieux. Après son électrification, l'usage est rendu plus sûr et nécessite moins d'entretien et donc de manipulations. La maintenance du lustre s'effectuait depuis son installation et jusqu'en 1957 (Rotonde aménagée en salle de répétition par l'architecte en chef Pierre Bailleau) en le hissant dans un volumineux cylindre en métal dit cheminée du lustre, faisant partie originellement de la ventilation. Après les travaux de Bailleau cette cheminée a été supprimée et l'ancien système de levage du lustre a été réaménagé.

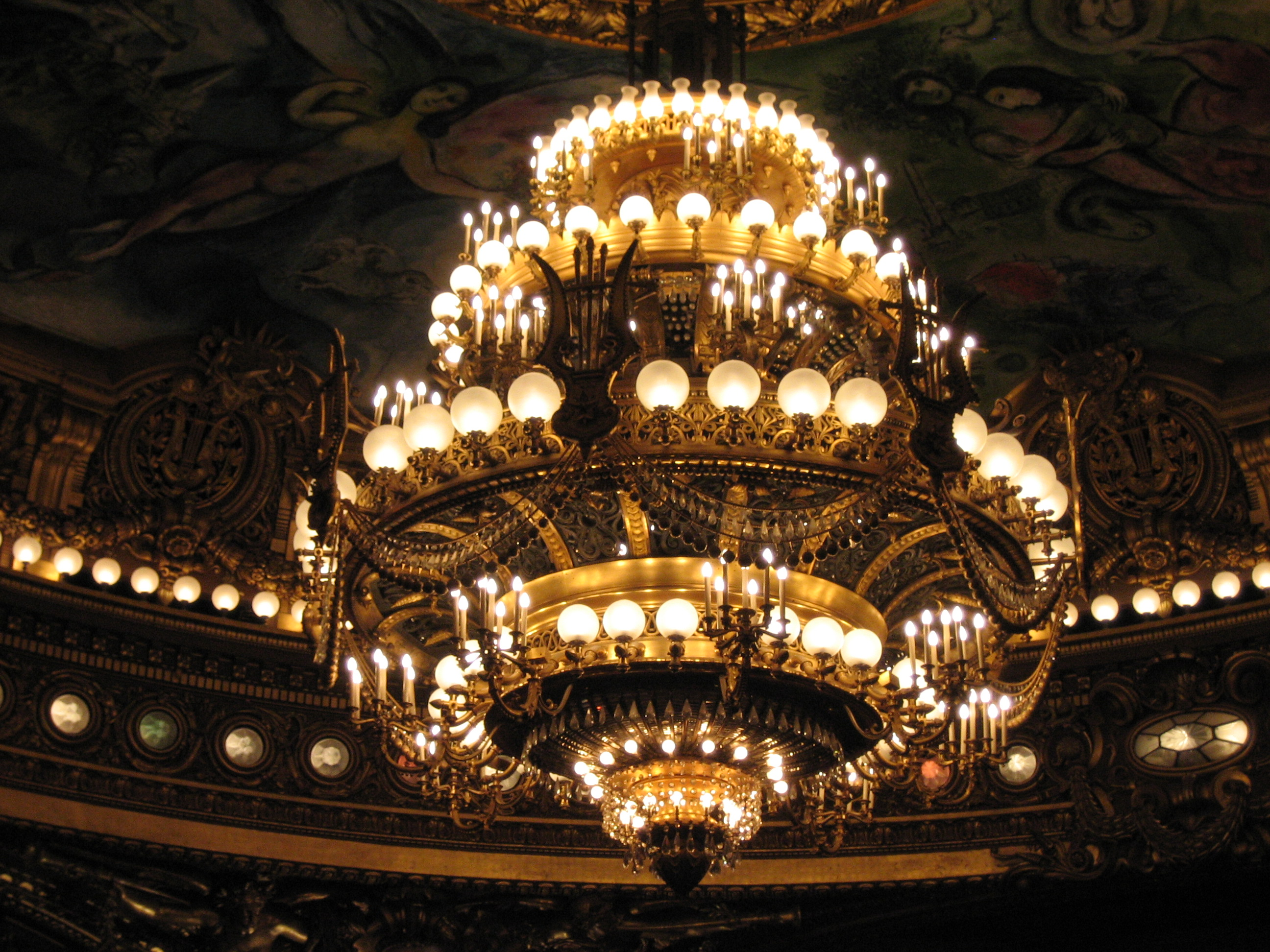
Le lustre.

#### «Légende urbaine» sur la chute du lustre
Le soir du 20 mai 1896, le lustre aurait chuté sur le public lors d'une représentation du Faust de Gounod. Il s'agit en réalité de la chute d'un des quatre contrepoids et non pas du lustre lui-même, ce durant une représentation de l'opéra Hellé (et non de Faust) d'Étienne-Joseph Floquet. Pour comprendre cet accident, il faut savoir que le lustre est retenu par huit gros câbles en acier, plusieurs treuils et contrepoids. Un de ces contrepoids de 750 kg traversa en chute libre le plafond, puis le plancher des cinquièmes loges désertes et chuta sur les places 11 et 13 des quatrièmes loges où se trouvait une dame très modeste passionnée d'opéra, Claudine Chomeil née Rispal, morte sur le coup. Le lustre, lui, n'a pas bougé. On déplora de nombreux blessés par suite du mouvement de panique. Cet événement exceptionnel inspira Gaston Leroux pour un épisode du Fantôme de l'Opéra, publié en 1910 ; on le retrouve aussi dans le ballet du même nom de Marcel Landowski créé avec une chorégraphie de Roland Petit.

#### L'entablement
L'entablement du plafond de la salle comporte un couronnement de lumières formé par deux cent cinquante globes en verre dépoli, le collier de perles, surmontant la ceinture de diamants, composée de quatre séries de quinze lanternes rondes et quatre lanternes ovales à facettes. Ces trois cent quatorze sources de lumière purent bénéficier, à l'époque du gaz d'éclairage, d'une ingénieuse évacuation directe et individuelle de la chaleur et des vapeurs produites par cette énergie. À l'ouverture du nouvel opéra de Paris en 1875 et comme dans tous les autres théâtres en Europe, l'énergie du gaz d'éclairage ne permettait pas de faire l'obscurité dans la salle ; elle pouvait seulement être mise en veilleuse, au bleu, pendant toute la représentation, puis être rétablie à pleine puissance durant les entractes et à la fin du spectacle.

#### La fosse d'orchestre

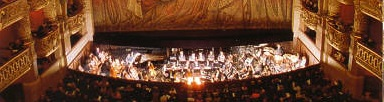
La fosse d'orchestre et les musiciens avant le lever de rideau.

Elle a reçu différentes transformations depuis sa création. Une partie de son avancée dans la salle a été réduite quand la cloison de l'avant-scène a été ouverte, permettant un agrandissement notable de sa surface par la suppression des trois logettes centrales (trou du souffleur, éclairagiste, chef de chant) et de la rampe d'éclairage. Ces modifications portent sa dimension actuelle à environ dix-huit mètres de longueur et neuf mètres de largeur dont quatre sous l'avant-scène à différents niveaux de hauteur. Les musiciens peuvent s'y produire aisément en grand orchestre symphonique. Cette fosse d'orchestre peut, selon les besoins, être recouverte d'un plancher mobile qui transforme alors l'avant-scène en un vaste proscénium utilisé pour des récitals et des concerts.

#### L'avant-scène
C'est l'avancée visible par le public, en avant du rideau de scène fermé. Sa profondeur est légèrement convexe vers la fosse d'orchestre.
Elle avait été bordée autrefois par une rampe d'éclairage, au centre de laquelle étaient situés trois aménagements : un trou pour le souffleur et chef de chant, un autre pour le régisseur et celui du chef-éclairagiste qui commandait à son équipe les changements de lumières au moyen du système constitué de plusieurs centaines de robinets à gaz et conduites, nommé jeu d'orgue d'éclairage par allusion à l'instrument de musique comportant une forêt de tuyaux métalliques. La rampe à gaz, de très forte puissance, avait été créée par l'industriel gazier Gustave-Louis Lecoq, à la suite du fatal accident survenu à la danseuse Emma Livry ; il avait imaginé la sécurisation de chacun des becs en disposant une flamme inversée, un tube de verre, une grille et une forte ventilation par cheminée d'appel en partie inférieure. Cette rampe a été électrifiée dès l'apparition des ampoules à incandescence. Aujourd'hui, la régie de l'éclairage et ses pupitres électroniques se trouvent dans la salle de spectacle à l'arrière des troisièmes loges de face.

#### Le cadre de scène et le rideau

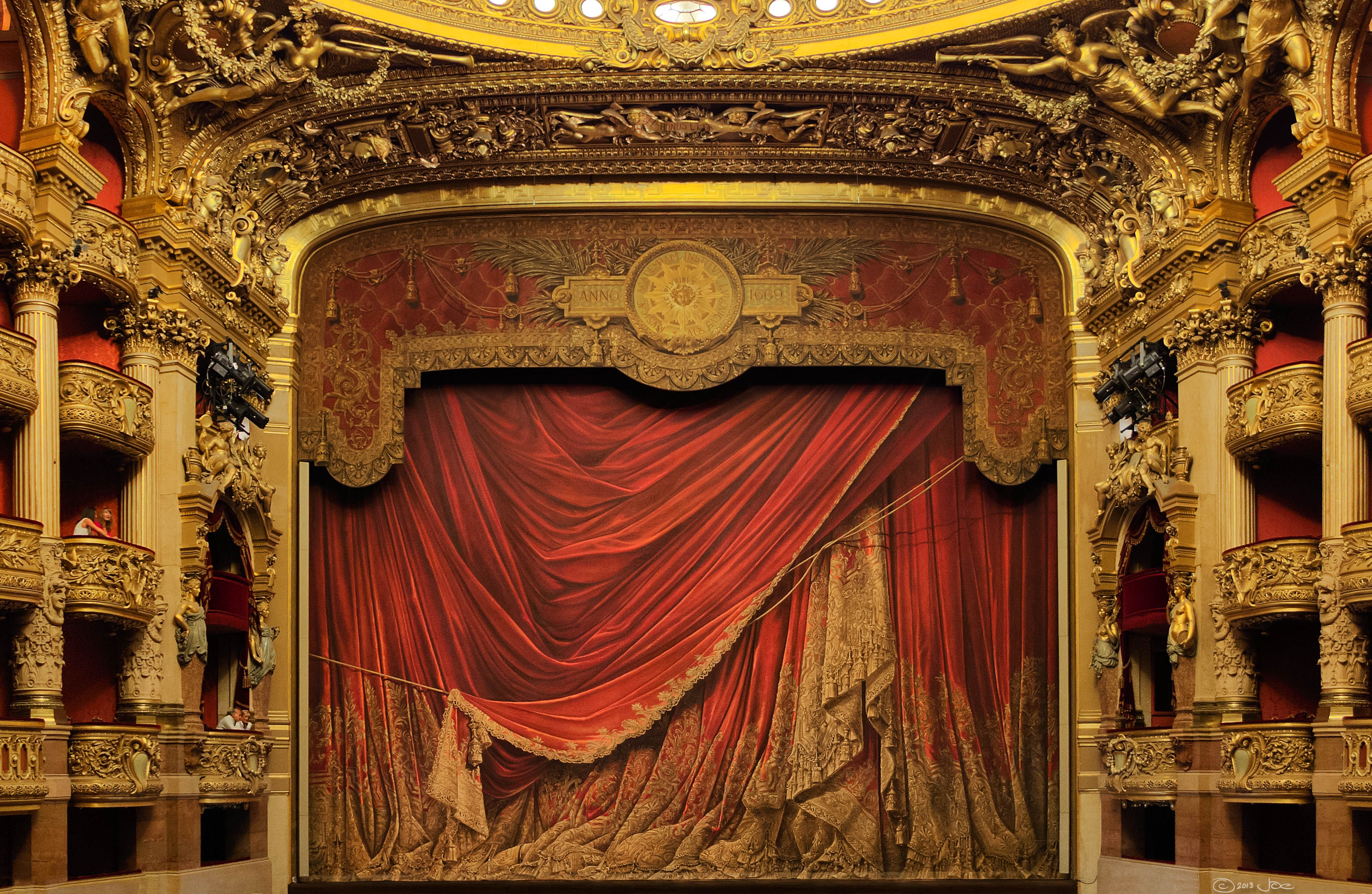
Le rideau d'avant-scène.

Le cadre de scène est d'environ seize mètres en largeur et quatorze mètres en hauteur.
Le rideau de scène a été peint en trompe-l'œil en 1874 par Auguste Rubé et Philippe Chaperon, également signataires du lambrequin. Il prépare le regard du spectateur à l'illusion de ce qu'est essentiellement toute représentation théâtrale, son lourd drapé de velours rouge agrémenté de passementeries dorées est surmonté de l'imposant lambrequin métallique présentant, en son centre, un cartouche. Une devise latine, choisie par Garnier lui-même, y figure (Musicae Academiam Instituit Ludovicus XIV.) et la mention « ANNO 1669 » rappelle l'année de la création de l'Académie royale de musique (l'ancêtre de Opéra de Paris) sous le règne du roi Louis XIV, grand promoteur des arts et lui-même danseur reconnu et musicien.
Ce rideau peint de 14,50 m sur 17,50 m, a été refait à l'identique sur toile de lin, en 1952, par le peintre-décorateur Émile Bertin et restauré en 1996 par le peintre-décorateur Silvano Mattei.

## L'envers du décor

### Cage de scène
C'est la partie d'un théâtre qui englobe la scène en tous sens, soit les dessus et les dessous ; elle occupe ici un volume de 50 000 m3. Les architectes Soufflot, Gabriel, Louis ou Davioud n'avaient pu atteindre un tel aboutissement. Garnier a tenté, bien avant le XXe siècle, d'explorer les possibilités scénographiques d'une machinerie hydraulique et de scènes sur ascenseurs, mais il y a renoncé face au coût extraordinairement élevé de la conception, de la surveillance et de l'entretien de ce matériel de type industriel. Il a donc perfectionné ce qui avait fait ses preuves : la machinerie dite « à l'italienne ». Du plus profond jusqu'au sommet de la cage de scène, l'ensemble utile atteint une hauteur de 62,50 m. Ses quatre murs supportent, en complément du plateau, différents espaces scéniques, des équipements complexes composés des dessous, des cintres et des grils.

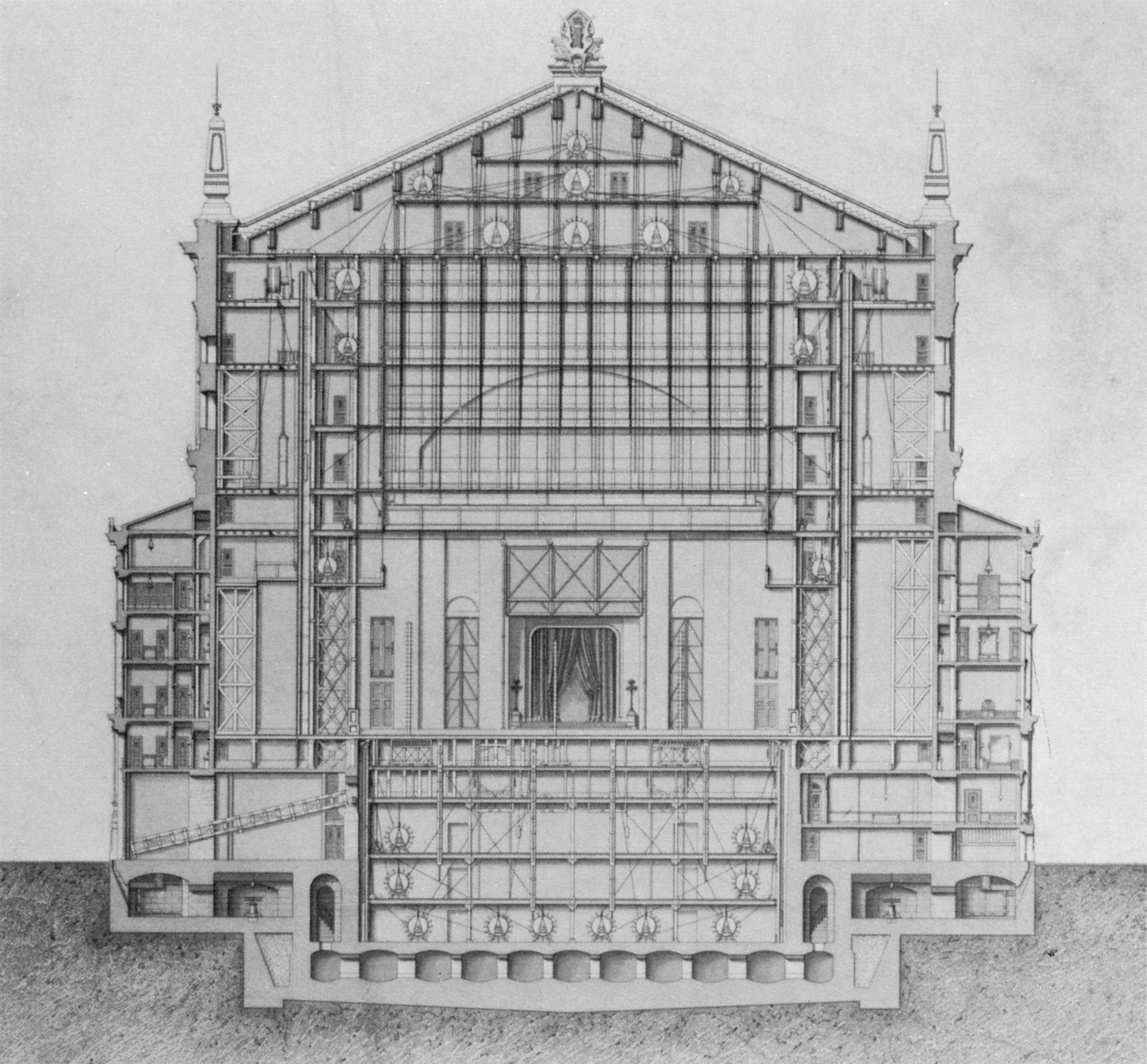
La cage de scène, coupe transversale. Au centre le rideau du foyer de la danse.

#### Le plateau ou scène

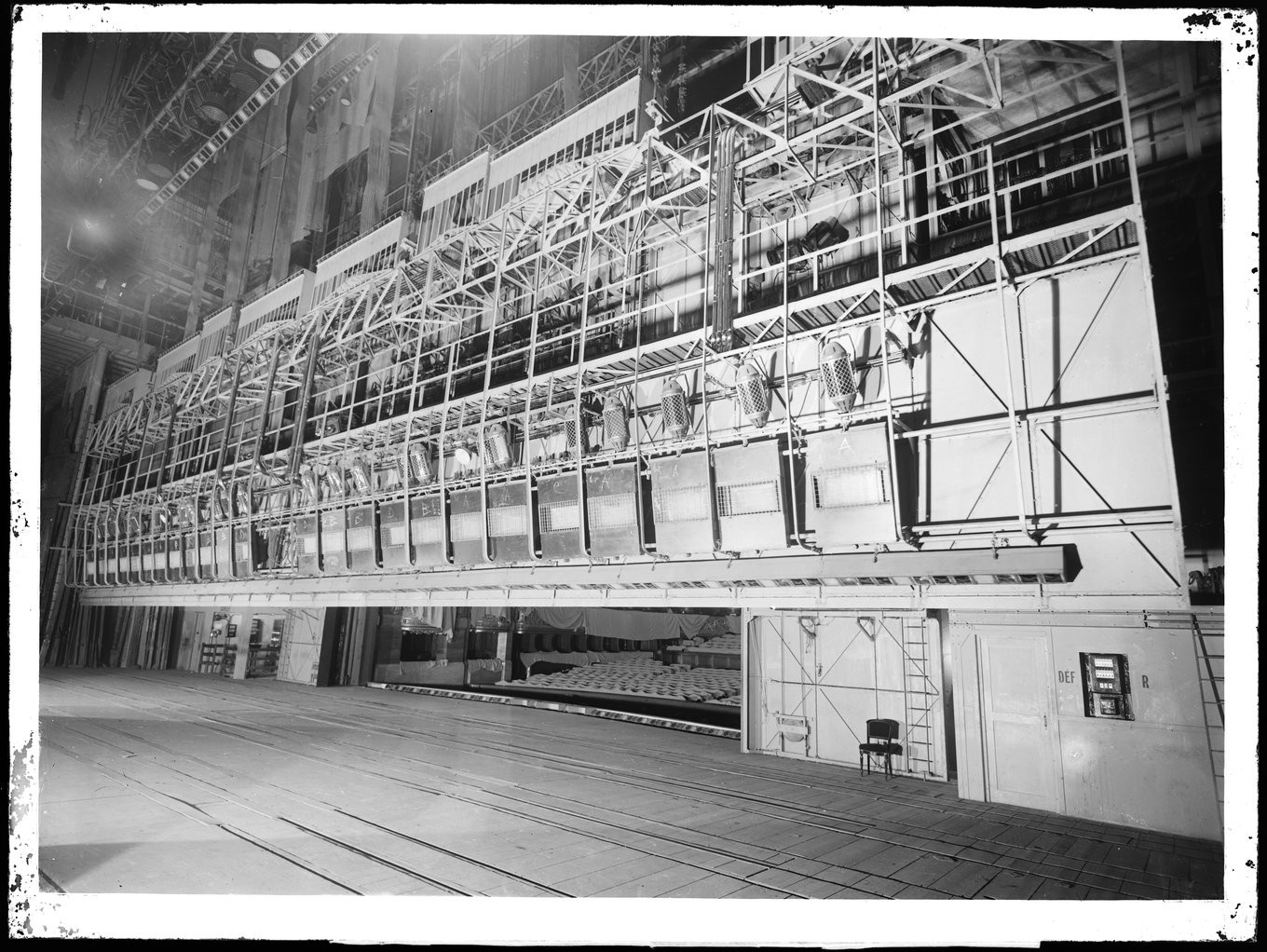
Opéra Garnier - scène - plateau - éclairage 3e plan en 1937.

Le plateau, la scène, comprend la partie centrale du plancher, visible du public, bordée par les côtés cour et jardin. Construit en planches de chêne, le plateau mesure 26,37 m de profondeur sur 52,90 m de largeur, il a une inclinaison de presque 5 cm/m du lointain vers la face. Il est constitué de parties latérales fixes, les coulisses et d'une suite de bandes parallèles formées de panneaux mobiles, les plans, numérotés de zéro à dix, du mur de face (côté du public) au mur du fond, le lointain. Les plans sont constitutifs des scènes dites à l'italienne avec une terminologie spécifique répertoriée par les scénographes :
- la costière, une rainure sans fond, large de quelques centimètres entre deux sablières, elle permet d'y faire coulisser latéralement des éléments de décor fixés avec des guindes sur des mâts, étroits et hauts poteaux encastrés dans des chariots métalliques circulant sur des rails dans le premier dessous. On referme la costière avec une suite de pièces de bois, les tringles de longueur variable. L'Opéra comprend trois costières par plan (voir photo ci-contre)
- la fausse-rue, dite aussi petite-rue, est un espace de 35 cm qui s'ouvre à volonté, entre la cour et le jardin. Elle permet l'apparition ou la disparition verticale ou latérale des décors, elle est toujours bordée d'une costière. Les fermes (châssis lourds ou de très grandes dimensions) y sont mises en mouvement vertical, en étant fixées sur des âmes glissant dans des guides métalliques, les cassettes, qui sont opérationnelles jusqu'au quatrième dessous. Une fausse-rue est fermée par une suite de trappillons
- la rue, un espace encore plus large, 110 cm, elle s'étend elle aussi de cour à jardin. Son utilité sert à mouvoir verticalement des bâtis décoratifs plus ou moins larges pouvant supporter de lourdes charges ou des groupes d'artistes. Elle est fermée par une suite de panneaux, les trappes[105].

Tous ces trappillons, tringles et trappes peuvent être manœuvrés par différents mécanismes automatiques ou manuels selon les besoins. Leur feuillure est enduite avec une pâte de graphite ou de silicone pour faciliter leur glissement silencieux. Différents systèmes permettent d'ouvrir et de refermer partiellement ou en totalité une ou plusieurs rues ou fausses-rues, elles s'abaissent et glissent en tiroir à la ligne de levée, sous les parties fixes de la scène. Les trappes à apparition fonctionnent sur le même principe. À l'opéra Garnier, l'espace horizontal entre les lignes de levées (largeur des dessous) est d'environ trente-deux mètres. Ces aménagements de surface sont en continuité verticale avec les étages inférieurs où les trappillons et les trappes sont métalliques, mobiles et à claire-voie. Le plateau de l'opéra Garnier comporte deux fausses-rues par plan. La vaste scène peut recevoir jusqu'à quatre cent cinquante artistes, chanteurs, danseurs et figurants.
Au mur du lointain, plusieurs portes métalliques sont à la cour et au jardin : côté cour, une très haute porte permet un accès direct au monte-décor situé dans une cour intérieure débouchant, trois niveaux plus bas, au rez-de-chaussée, dans la cour de l'administration. Côté jardin, une même haute porte s'ouvre vers la cour Sigurd. Au centre du lointain, un rideau de fer obture l'accès à un large dégagement dans lequel un épais rideau de velours le sépare au droit de la grande baie d'entrée dans le Foyer de la Danse. Deux portes métalliques à double-vantaux pour l'entrée des artistes sur la scène. Sur les côtés extrêmes du plateau sont les cases à décors ou tas.
À l'avant-scène se trouvent : le manteau (autrefois manteau d'Arlequin) qui est un cadre mobile et métallique qui forme un diaphragme d'ouverture réglable de la baie de scène, les postes des régisseurs qui contrôlent le déroulement des spectacles selon les conduites de mise en scène établies pendant les répétitions. Entre le cadre mobile et le mur de face est l'espace de manœuvre du rideau de fer sur ses rails et des différents rideaux d'avant-scène.

#### Les cinq dessous
Les dessous, d'une surface d'environ 800 m2, se développent verticalement sur une hauteur de 15,50 m et sont étagés en cinq parties dont les deux premières suivent la même pente que la scène. Ils possèdent une fonction pour la machinerie et les effets de mise en scène. Une structure entièrement métallique regroupe 512 poteaux et traverses pour une masse de 850 tonnes. Au lointain, les dernières rues et fausses-rues du dixième plan donnent accès à une zone de stockage surnommée « la fosse aux toiles » qui descend jusqu'au quatrième dessous ; plusieurs dizaines de rideaux ou toiles de fond, enroulés sur des perches, peuvent y être descendus et déposés sur des arceaux échelonnés.
Le premier dessous est affecté aux divers mouvements de chariots métalliques qui coulissent sur rail afin de déplacer les mâts où sont guindés les châssis des décors à tout endroit sur la scène. Les autres dessous sont équipés pour manœuvrer, verticalement ou horizontalement à l'aplomb des fausses-rues, des châssis de forte épaisseur, les fermes. À l'aplomb des rues, il est possible de faire apparaître ou disparaître de gros volumes décoratifs, des accessoires ou des groupes d'artistes.

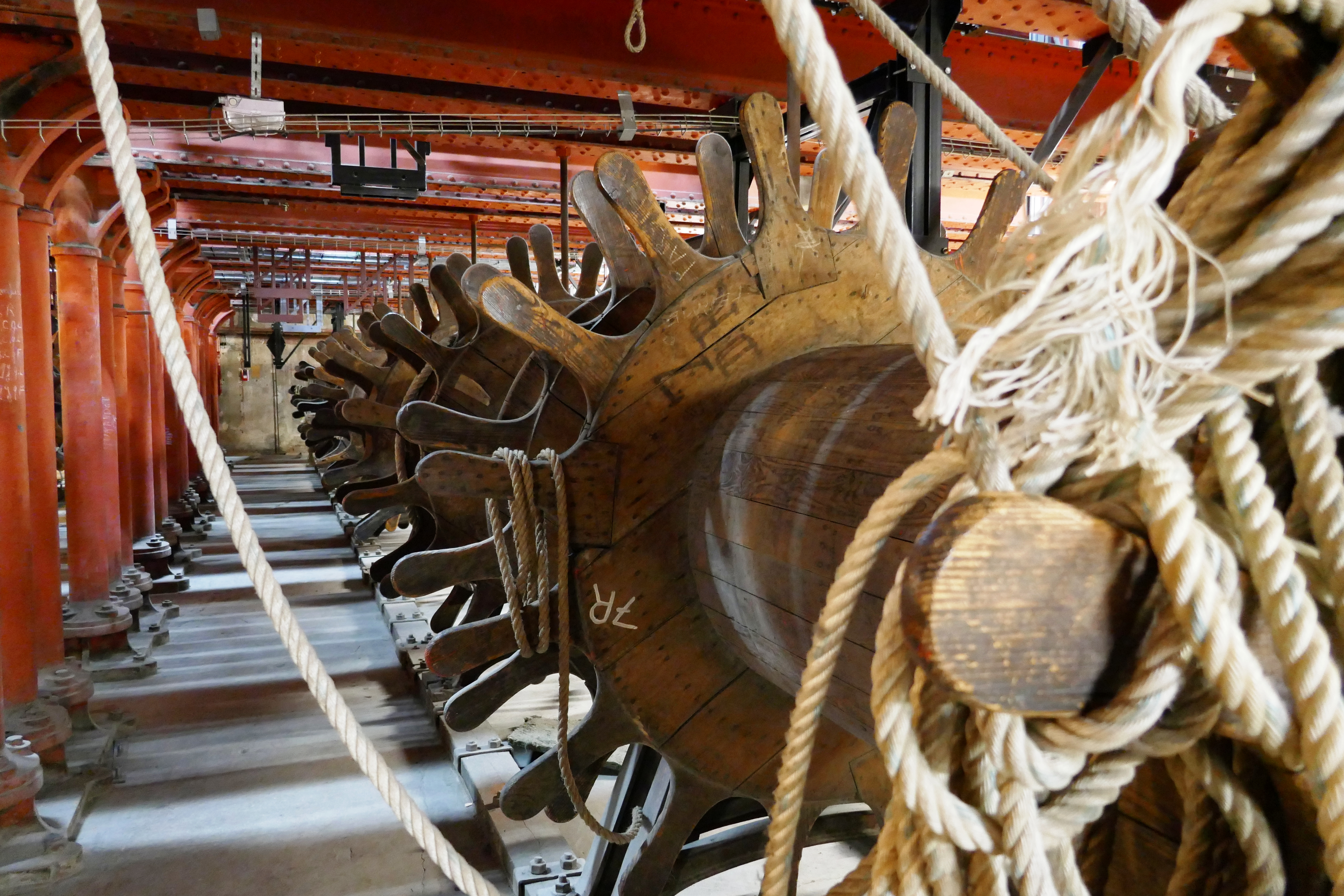
Les tambours au 5e dessous.

La machinerie dite « à l'italienne » fait appel à une science mécanique de la transmission et de la coordination des manœuvres par des techniques mécaniques éprouvées. Elle utilise des treuils et des cylindres en bois de deux mètres de diamètre que la terminologie scénographique nomme des tambours. L'opéra manipule, dès son inauguration en 1875, une très grande quantité de décors et effectue de nombreux mouvements sur scène (apparitions, escamotages, changements à vue, déplacements sur différents niveaux). Ces tambours axés horizontalement sont l'aboutissement de toute une organisation de fils ou bouts, équipes et contrepoids passant par des moufles, mères de famille et poulies de renvoi vers des éléments de décor. Après la Première Guerre mondiale, le système de machinerie, jusque-là activé manuellement, se met peu à peu à l'électricité, puis les moteurs électriques sont asservis par l'informatique. Il ne reste actuellement qu'une cinquantaine de tambours toujours opérationnels dans le troisième et le cinquième dessous. Les tambours et les treuils ont été utilisés, non seulement dans les dessous, mais aussi sur les passerelles de service et sur les trois grils de l'opéra Garnier, comme dans tout autre théâtre européen « machiné à l'italienne ».

#### Les coulisses
Ce sont les parties à droite et à gauche du cadre de scène, invisibles pour les spectateurs. Leur nom vient de l'époque où les châssis, recouverts de toiles peintes formant les décors latéraux, étaient fixés sur un système de poteaux, les mâts, eux-mêmes encastrés dans les chariots circulant sous le plancher en y coulissant. À cet endroit de la scène sont les cases à décors ou tas où sont entreposés les éléments de décor en attente. La machinerie traditionnelle permettait habilement de faire un changement à vue où l'on pouvait en quelques secondes faire apparaître un autre décor : châssis de coulisses géométraux, obliques ou de milieu, fermes, rideaux et principales, frises, gazes, filets, bandes d'air, bandes de terrain, praticables et toutes sortes d'objets pouvaient être changés en une seule manœuvre en utilisant les mécanismes des tambours situés dans les dessous, les cintres et les passerelles de service. Un tambour spécial, d'une seule pièce de la face au lointain, permettait de machiner la combinaison de ce genre d'effet de mise en scène très prisé du public. Les coulisses de l'opéra Garnier sont chacune larges de 18 mètres. On y trouve plusieurs ascenseurs de service et de hautes tours mobiles pour fixer les appareils d'éclairage. Les artistes y attendent leur entrée.
Les coulisses ont un nom : le côté cour est à gauche pour l'artiste face au public, le côté jardin est à sa droite. Les machinistes sont ici les plateautiers, ils sont divisés en plusieurs brigades selon la zone de leur fonction sur cette très grande scène : les couriers, les jardiniers, à la face ou au lointain, les trumeautiers travaillent au centre des coulisses, le trumeau. L'organisation de leur travail, pendant les répétitions ou les représentations, est décrite par la conduite menée par le directeur de scène, les régisseurs, le chef-machiniste et les brigadiers, une hiérarchie où l'improvisation est impossible.
Si l'artiste « rentre », c'est pour aller au centre de la scène ; si le machiniste « rentre », c'est pour aller vers les coulisses.

#### Les cintres
Les cintres (ou le cintre) sont la partie supérieure de la cage de scène, au-dessus du cadre de scène, invisible pour les spectateurs et munie de l'équipement nécessaire à la manœuvre des décors. Sur les deux côtés, on trouve cinq larges passerelles métalliques, les services, entre lesquels circulent verticalement de la face au lointain 83 tubes métalliques et les porteuses, où les éléments de décor et d'éclairage sont fixés. À l'opéra Garnier, les porteuses, d'une capacité de plus d'une tonne, atteignent 28 m de longueur et peuvent recevoir des rideaux de même dimension sur 17 m de hauteur. Une passerelle spéciale, située sous les précédentes et réservée à l'éclairage, est dite le pont Duboscq du nom de l'ingénieur-opticien qui a créé, pendant quarante ans à l'Opéra de Paris, tous les premiers appareils d'éclairage à l'électricité, les projecteurs et machines à effets spéciaux qui seront développés par la suite et utilisés dans le monde entier.

#### Les trois grils
Dans la partie haute de la cage de scène (à l'aplomb du fronton triangulaire surmonté par le groupe d'Apollon) se trouvent superposés trois étages de planchers métalliques à claire-voie, les grils, suspendus par une forêt d'aiguilles à la charpente formée de seize poutres d'acier hautes de 1,60 m. Les trois grils sont équipés de centaines de moufles où passent des kilomètres de câbles métalliques utilisés pour les manœuvres verticales. Le premier gril est à 35,50 m au-dessus du plancher de scène. À l'origine et comme dans les dessous, des tambours étaient répartis sur les trois grils, comme on peut le voir sur la coupe transversale en illustration ci-dessus. Aujourd'hui, les tambours et autres équipes contrebalancées avec contrepoids ont été remplacés par des moteurs et treuils électriques à commande informatisée.

#### La machinerie
Le directeur Rouché, entreprend, entre 1917 et 1921, une innovation majeure de la machinerie du cintre : les tambours des grils sont remplacés par 102 équipes mécaniques contrebalancées, installées avec espacement régulier, pour 102 porteuses et herses d'éclairage équipées par sept à dix fils d'acier. À cette époque une œuvre lyrique ou chorégraphique en 10 tableaux comportait une mise en scène avec 10 décors différents. Par exemple, la Chevauchée de La Walkyrie de Richard Wagner voyait galoper une escouade de cavalières armées remontant au Walhalla dans un ciel formé de nuages, frises, tulles, gazes, fumées, éclairages fantastiques et le support de gigantesques praticables inclinés. De tels effets spéciaux d'ordre fantastique sont complètement délaissés par la mise en scène abstraite ou iconoclaste des opéras ou des ballets au XXIe siècle.
Durant le premier quart du XXe siècle, on dénombre plus de 800 kilomètres de cordage de chanvre et acier confondus.

#### L'éclairage
Dès son ouverture l'Opéra a été équipé pour l'éclairage au gaz ; une rampe à l'avant-scène, des herses au-dessus des décors, des portants installés verticalement derrière les chassis des décors. Quelques rares projecteurs électriques non modulables, à arc.
Depuis, le terme "jeu d'orgue", allusion imagée à l'orgue musical et aux centaines de tuyaux métalliques conduisant le gaz, est toujours employé pour le poste de commandement des éclairages scéniques, installé à l'origine sous toute l'avant-scène.
L'opéra Garnier a été le premier théâtre entièrement électrifié et autonome quand Garnier a donné son accord aux technologies innovantes de la compagnie Edison et de sa lampe à incandescence. Une usine électrique a été installée dans les sous-sols du grand vestibule et ceux du vestibule du contrôle. Plusieurs chaudières à charbon, assurant la production de vapeur (950 CV) des alternateurs et générateurs, avaient alors été installées en retour (façade est) sous la Galerie de la Queue jusqu'à la rotonde du Glacier, le seul endroit où une cour intérieure permettait de dissimuler une large cheminée industrielle d'une hauteur de 40 m afin d'extraire les fumées et vapeurs. Charles Garnier a supervisé ces gigantesques installations souterraines et redoutait que les puissantes vibrations des turbines et alternateurs ne déstabilisent les marbres précieux du grand escalier. Vers 1903, cet équipement industriel a été démantelé et le réseau électrique a été raccordé au secteur public devenu apte à fournir et transporter convenablement la haute tension nécessaire à ce grand théâtre qui s'est régulièrement adapté aux nouvelles technologies.

### La sécurité
L'incendie a toujours été la crainte première des administrateurs de théâtres en matière de sinistre. Les puissances des différentes énergies utilisées au cours des époques ont toujours été un danger. Les cinq hectares de la surface intérieure des locaux de l'opéra Garnier, de son inauguration à aujourd'hui, nécessitent un important poste de commandement pour la sécurité. Une brigade de vingt pompiers et un commissariat de police sont à demeure dans l'édifice, le jour et la nuit des rondes sont effectuées. Les postes d'arrosages manuels dotés de lances sont présents en tous lieux du théâtre (robinets d'incendie armés). La gigantesque cage de scène est équipée du « secours ordinaire » et du « grand secours », systèmes d'arrosage d'une puissance et d'un débit hors norme grâce à des surpresseurs et gicleurs surpuissants, alimentés par des pompes autonomes pouvant puiser sur le réseau d'eau public parisien, mais également sur différentes rivières, des puits, la « cuve » (la plus grande réserve souterraine) ou, par une conduite exclusive, sur un grand réservoir depuis la colline voisine de Montmartre. Garnier avait prévu des réservoirs d'eau sous toutes les toitures, différentes réserves en sous-sol et en toutes sortes d'endroits élevés au-dessus de la salle de spectacle et autres salles. Lors de l'unique et bref incendie survenu en 1936 dans les cintres, le "grand-secours" a été déclenché automatiquement, déversant pendant deux heures plus de mille mètres cubes d'eau à partir du premier gril, alors que le feu s'était déclaré au-dessus de celui-ci.
Si un incendie démarrait sur le plateau ou dans les coulisses, la salle et la cage de scène seraient isolées l'une de l'autre pendant le temps nécessaire à l'évacuation de tous. Un rideau de fer d'un seul tenant, pesant dix-sept tonnes, peut être chargé (descendu, en jargon scénique) en quelques secondes en occultant hermétiquement l'ouverture de scène, empêchant ou retardant toute propagation vers la salle, épargnant en théorie la vie des spectateurs, mais protégeant mal de l'invasion des fumées pour les personnes se trouvant sur scène. Ce rideau de fer est une mesure de sécurité devenue obligatoire dans tous les théâtres à la fin du XIXe siècle, à la suite de l'incendie ayant dévasté le théâtre de l'Opéra-Comique en 1887. À l'opéra Garnier, ce rideau métallique est doté de deux portes permettant une issue de secours de la scène vers la salle. Il existe plusieurs commandes de ce dispositif en plusieurs points de l'édifice. Cet équipement est manœuvré réglementairement par les pompiers, à vue du public, avant chaque représentation. Sa couleur est claire et unie. Son déclenchement d'urgence active l'ouverture de trappes en toiture pour l'évacuation des fumées. Un poste de commandement de sécurité permanent est situé dans l'enceinte du bâtiment, rue Scribe.

#### La Cuve

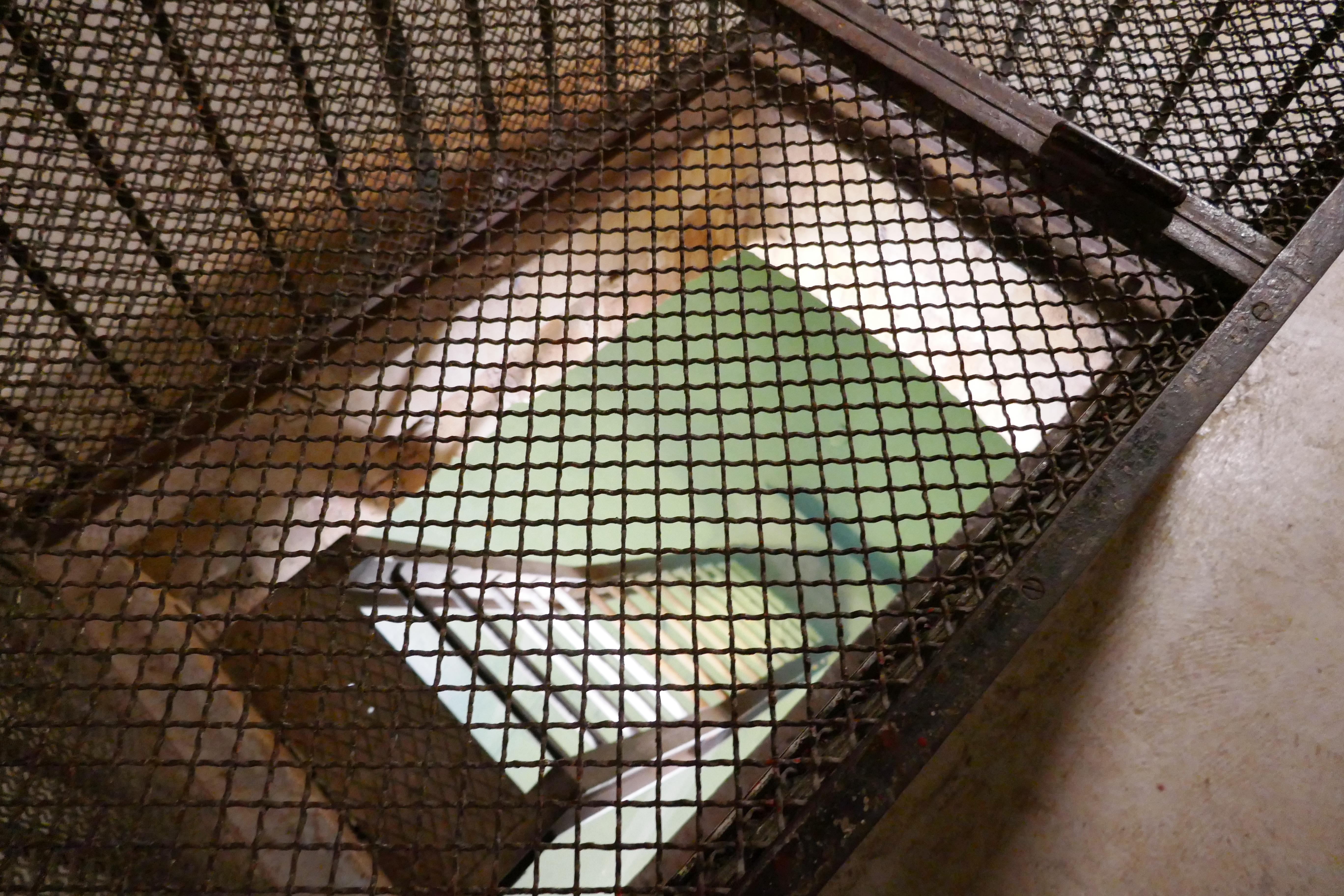
Entrée de la « Cuve ».

Ce nom désigne une infrastructure massive dont la réalisation n'était pas prévue lors de la conception première de l'opéra ; elle fut réalisée lors des fouilles d'excavation à la suite de la découverte d'un sol sableux et gorgé d'eau au début du chantier. Si la nature du terrain remettait en cause la conception des fondations d'une portion de l'édifice, en augmenta le coût et en retarda quelque peu la mise en œuvre, la réalisation d'un cuvelage destiné à contenir la pression et les infiltrations souterraines constitua un réel avantage pour le palais Garnier. Cette cuve est réalisée en différentes couches d'agrégats sur 2,20 m d'épaisseur avec du ciment Portland, du béton, de la chaux hydraulique et du bitume. Ensuite, les voûtes renversées (radier), les piliers et les voûtes ordinaires sont réalisés en briques de Bourgogne qui forment le sol du cinquième dessous de la scène.

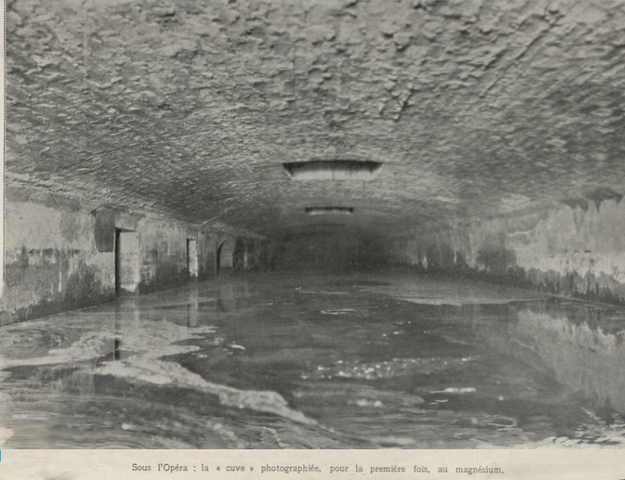
Une partie de la « cuve » vidée est photographiée avec flash pour la première fois, 1900.

L'importante quantité d'eau (2 400 m3) contenue autour d'une centaine de piliers et son emplacement donnent aux pompiers la possibilité d'y puiser et de circonscrire plus rapidement et plus efficacement un départ d'incendie. Il faut préciser que cette impressionnante masse de construction avec son contenu liquide de 2 400 tonnes, facilite la répartition des descentes de charges de la plus haute et imposante partie du palais, la cage de scène, mais aussi la plus vide. Ce réservoir est situé sous la cage de scène ; on y accède par deux échelles métalliques qui plongent dans ses eaux. On peut y plonger par un large dégagement en surplomb qui est le second des dix-huit niveaux à l'arrière de la cage de scène. La surveillance de l'état des structures de la cuve et de ses voûtes est régulièrement effectuée. L'eau contenue est entièrement évacuée tous les vingt ans. Une brigade de plongeurs des sapeurs-pompiers de Paris vient s'y entraîner très régulièrement. Il y a eu des poissons à une certaine époque, mais à la suite d'une mise en scène chorégraphique contemporaine utilisant d'importants effets spéciaux de douche sur des danseuses, un produit désinfectant s'est répandu dans la cuve, occasionnant la fin des poissons rouges, carpes et autres silures ou barbeaux qui étaient nourris par le personnel. La légende d'un lac sous le palais Garnier s'attache à la Grange-Batelière qui coule plus loin, sous le grand magasin des Galeries Lafayette. 

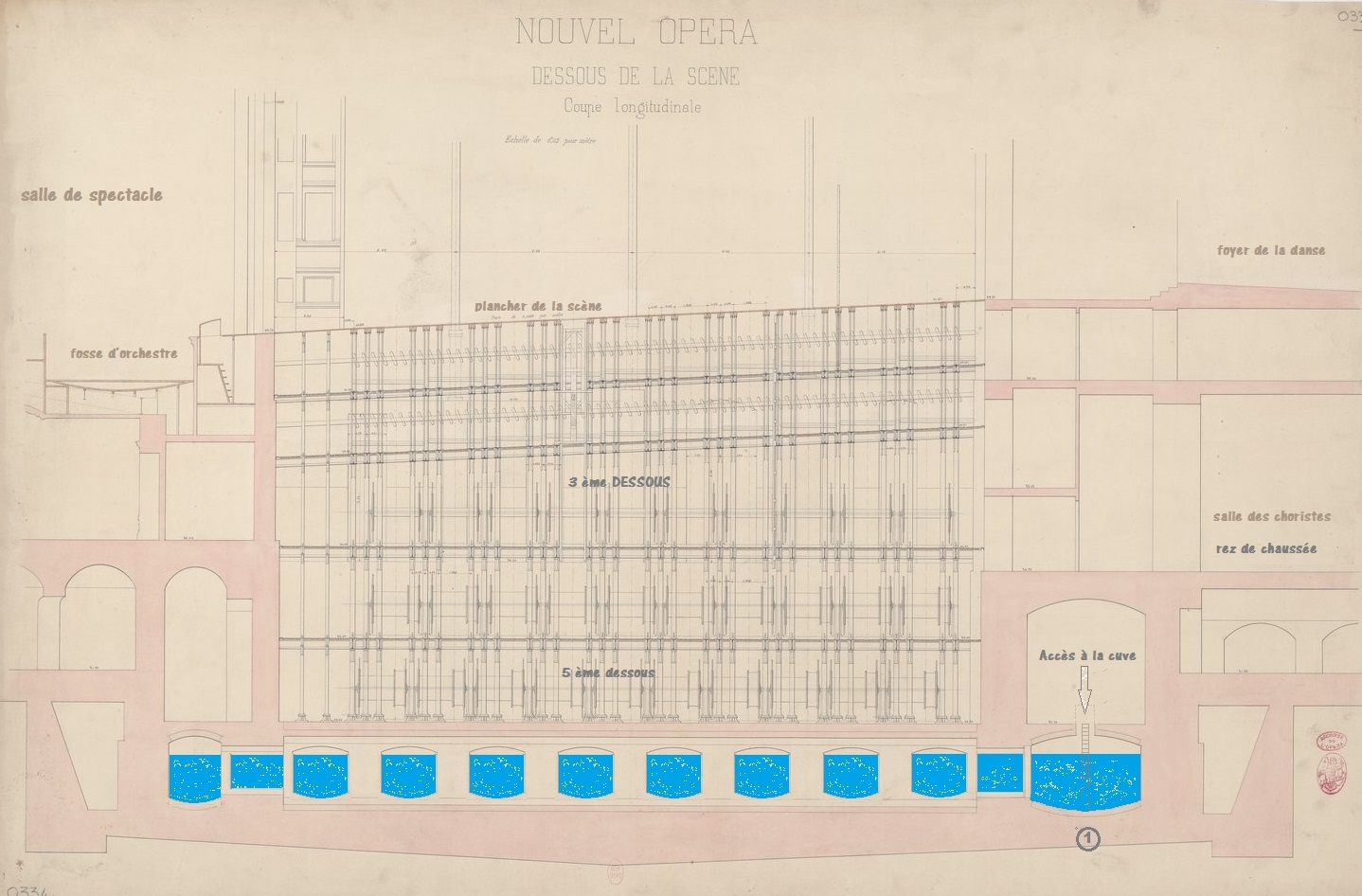
Coupe des dessous. La « cuve » emplie et colorisée illustre la partie photographiée.

Cet ouvrage est à l'origine de la fameuse légende relative à l'existence d'un lac souterrain évoqué dans le roman de Gaston Leroux, Le Fantôme de l'Opéra. Une scène du film La Grande Vadrouille y fait allusion, lorsque le chef d'orchestre joué par Louis de Funès quitte l'opéra en barque.
L'infrastructure extrêmement massive de « la cuve » dans l'illustration ci-contre s'étend en coupe longitudinale sur 48,27m pour 37,57m de largeur. Charles Garnier, dans ses livres, rend un hommage appuyé à l'entreprise de maçonnerie Adolphe-André Violet qui mena à bien la réalisation complexe de ces imposantes fondations nécessaires à la stabilité de cette partie de l'édifice qui s'étend sur plus de 1 800 m2. Charles Garnier s'est inspiré de son illustre devancier l'architecte Victor Louis qui a rencontré les mêmes difficultés au début de la construction du Grand-Théâtre à Bordeaux : le mascaret remontant la Garonne et le lit comblé d'une ancienne rivière (Cours du Chapeau rouge), il a été indispensable d'endiguer en créant une sorte de « cuve », toujours existante.

#### Les cloches
Un jeu de 16 cloches est accessible dans les cintres depuis une passerelle de service, dont une cloche spéciale en dôme, qui sonne (avec un maillet) les douze coups de minuit à la fin de Tosca de Puccini, quand l'héroïne se jette des remparts du Château Saint-Ange.

#### Le grand-orgue
Il est situé sur la scène, côté cour, contre le mur de face à l'aplomb de la régie, au niveau du pont Duboscq à 12 mètres au-dessus de la scène. Il occupe une surface de cinq mètres de longueur sur moins de deux mètres en largeur pour un poids de six tonnes comprenant plus de 700 tuyaux. Il a été restauré et modernisé en 1925 par la maison-mère avec l'installation d'une soufflerie électrique. Il a été laissé à l'abandon, sans aucun entretien depuis 1974. Pour les partitions lyriques faisant usage de cet instrument, on a remédié à son absence en utilisant la sonorisation électronique d'un synthétiseur avec le clavier dans la fosse d'orchestre. Pour cet orgue lyrique (le dernier à Paris) construit par le célèbre facteur Aristide Cavaillé-Coll, une restauration est semble-t-il envisagée.
Il possède deux claviers de 56 notes et un pédalier de 30 notes. Transmissions mécaniques. Dix-huit jeux (14 réels) disposés comme suit :
1. Grand-Orgue : Bourdon 16', Flûte harmonique 8', Principal 8', Bourdon 8', Prestant 4', Doublette 2'
2. Récit expressif : Octave 4', Quinte 2' ⅔, Plein-jeu III-V rgs, Bombarde 16', Trompette 8', Clairon 4'
3. Pédale : Contrebasse 16', Soubasse 16', Basse 8', Bombarde 16', Trompette 8', Clairon 4'

Il est utilisé notamment pour Faust, de Charles Gounod mais aussi La Juive de Fromental Halévy, Werther de Jules Massenet et bien d'autres.

### Foyer de la Danse

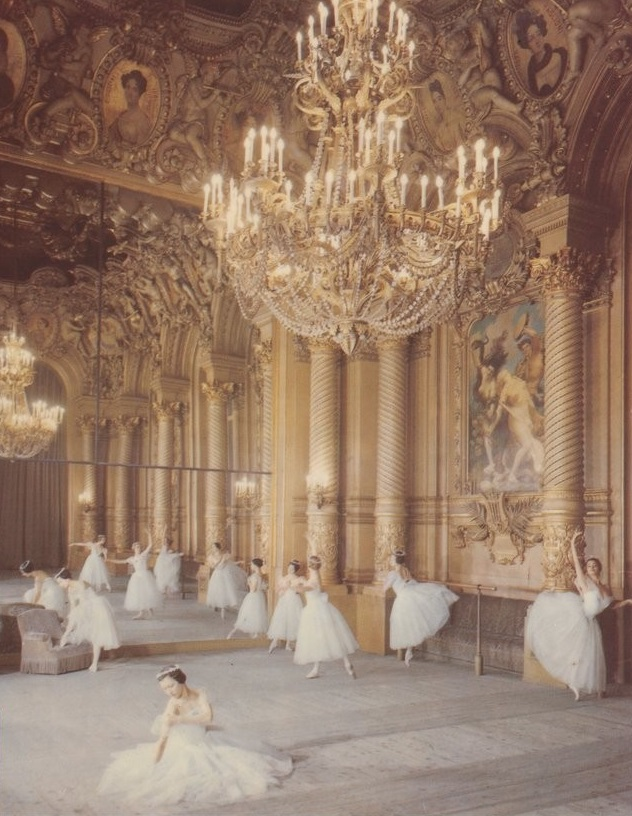
Foyer de la danse - Miroir côté nord.

C'est un espace de travail pour les artistes du corps de ballet ; son ornementation, presque aussi raffinée que celle des espaces réservés au public, en fait un sanctuaire de la danse. Il est situé à l'arrière de la scène dont il est séparé par un dégagement de cinq mètres de largeur, comme indiqué sur les plans.
Charles Garnier fait une sévère autocritique à l'égard de cette décoration qui n'a pas abouti selon ses directives. En effet, après une reprise précipitée des travaux et à la suite d'une irréparable erreur du ferraillage de la voussure aux portraits en médaillons, cette dernière s'est retrouvée exagérément agrandie en hauteur et très épaisse, cachant pratiquement l'arrière-voussure du plafond aux oiseaux, devenue alors presque invisible. Dans son livre Le Nouvel Opéra de Paris, Garnier déplore sur dix pages l'effet perdu de la légèreté prévue : une dimension de voussure haute de trois mètres au lieu d'un seul, une voussure empâtée de vingt centimètres d'épaisseur au lieu de cinq, des enfants musiciens et des portraits démesurés écrasant tout l'ensemble malgré la grande hauteur centrale du plafond et son caisson bien proportionné.
Les murs latéraux sont rythmés par douze colonnes, cannelées en spirale, au centre desquelles sont deux fenêtres en plein cintre et en vis-à-vis. Le mur de face est principalement ouvert par une grande baie qui constitue l'unique accès. Le mur du fond est entièrement revêtu d'un miroir en trois parties, le verrier Saint-Gobain n'ayant pu, à l'époque, couler une vitre aussi grande d'un seul tenant. Le plancher de 160 m2 est incliné, à l'identique de la scène, vers le mur du fond. Les barres de danse, montées sur d'élégants supports en fonte bronzée, sont sur les trois côtés. Quatre panneaux hauts de trois mètres ornent les deux murs, ils ont été peints par Gustave Boulanger et représentent, selon les précisions de l'archiviste Charles Nuitter : 
- La danse guerrière : trois hommes dansant la pyrrhique guerrière ;
- La danse champêtre : trois femmes gracieuses vêtues de voiles, dansant une ronde ;
- La danse bachique : deux bacchantes très exaltées et un faune dansant au tambour de basque ;
- La danse amoureuse : deux jeunes femmes dansant avec un homme jouant de la flûte de Pan.

Au-dessus de ces panneaux sont les noms de quatre célèbres anciens maîtres de ballet : Noverre, Gardel, Mazillier et Saint-Léon. Le motif de la lyre est présent en plusieurs endroits. Des papillons ornent la face des stylobates.
L'abondante décoration est surmontée par la haute voussure en saillie où sont les portraits en médaillon à la mémoire de vingt danseuses célèbres dont les noms et dates sont inscrits, Marie Taglioni, Carlotta Grisi, Marie Sallé, etc. Cette voussure, bordée par vingt statues dorées d'anges musiciens, œuvres de Chabaud, est coiffée d'un plafond céleste, à dix mètres du sol, où s'ébat une multitude d'oiseaux. Cette salle est éclairée par un grand lustre en bronze et cristaux, ainsi que par plusieurs girandoles sur les colonnes accouplées dans les angles. Les côtés sont équipés de banquettes en velours pour les pauses. Un piano est toujours présent pour accompagner les exercices ou les répétitions.
Cette salle est sonorisée en direct de la scène pendant les spectacles mais aussi pour l'appel des artistes avant leur entrée en scène par le micro des régisseurs.
Le sanctuaire de la danse peut apparaître aux spectateurs dans ses ors et sa magnificence, au fond de la scène, quand est ouvert un rideau de fer large d'une dizaine de mètres, à l'ouverture de la saison chorégraphique. Un défilé réunit alors les élèves de l'école de danse, les membres du corps de ballet et les étoiles, tous marchant majestueusement vers le public dans une perspective qui s'étend sur plus de cinquante mètres jusqu'à l'avant-scène. Le lointain miroir du foyer de la danse reflète alors la salle de spectacle en une immense perspective. La chorégraphie de ce grand défilé a été réglée par Serge Lifar, sur la musique de la Marche des Troyens composée par Hector Berlioz.
Dans ce lieu, tout comme le Foyer du chant, au même étage, où les artistes lyriques recevaient leurs admirateurs, et comme dans l'ancien Opéra, les mœurs d'autrefois permettaient, pendant les entractes, des rencontres entre certains abonnés et certaines danseuses. Le dégagement permettant d'y accéder était contrôlé par deux huissiers et seuls les abonnés « à trois jours par semaine » ou les gens du monde de l'art étaient autorisés à venir féliciter et s'entretenir avec les artistes. Dans cette tradition très ancienne, c'est le foyer des comédiens, au théâtre de la Comédie-Française, qui avait été le plus réputé pour les échanges entre les auteurs, penseurs et artistes.
En 1930, par la volonté du maître de ballet Serge Lifar et du directeur Jacques Rouché, les abonnés « à trois jours par semaine » n'eurent plus accès au foyer de la danse.
De chaque côté du Foyer de la danse se trouvent, dès l'origine, deux grandes cours intérieures s'élevant sur toute la hauteur du bâtiment. À la suite des différents systèmes de monte-charges dans la cour est, certaines fenêtres ont été murées sur sept étages pour des raisons de sécurité, dont une de celles du Foyer. Plus anecdotique, le premier monte-charge créé par Charles Garnier, mécanisé avec treuils et contrepoids, et dont le mouvement d'ascension était de vingt minutes, était surnommé le « monte-crottin » en raison des chevaux et voitures attelées qui y pénétraient afin d'être hissés au troisième niveau pour la livraison des décors directement au niveau du plancher de la scène. En 1924, la société Edoux-Samain installa un appareil électrique qui a été utilisé jusqu'en 1981, date à laquelle on lui a substitué un ascenseur informatisé, de même dimension (douze mètres de long sur trois de largeur) d'une capacité de onze tonnes, accessible par la haute et large porte des décors, d'origine, au rez-de-chaussée, dans la cour ouverte de l'administration. La cour Sigurd (ouest) a été partiellement réaménagée pour le stockage.

### Salles de répétitions

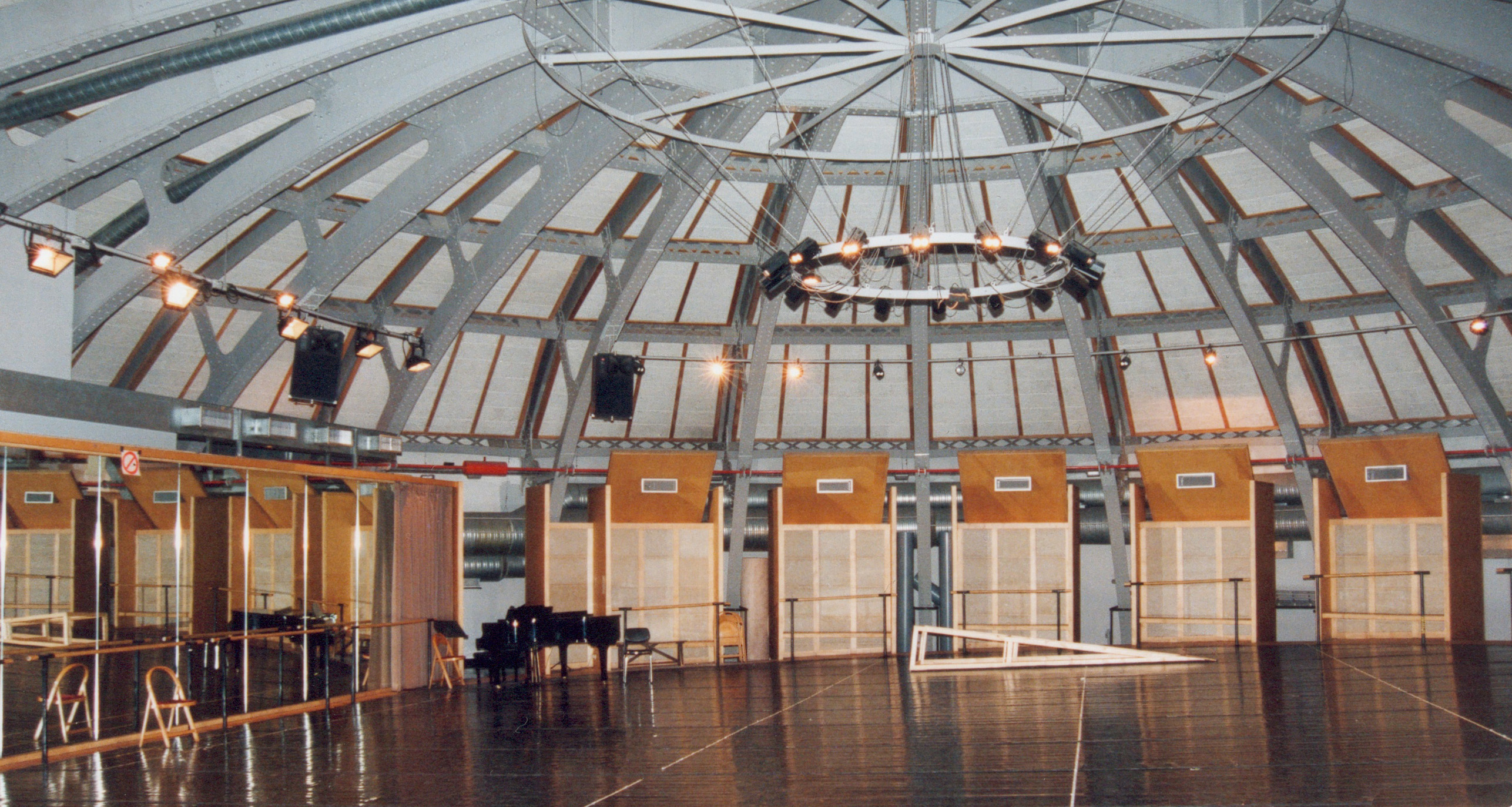
Le studio Petipa sous les structures de la grande coupole.

Pour la chorégraphie, il existe une dizaine de salles en sus du foyer de la danse : le studio circulaire (160 m2) Zambelli est installé sous le dôme de la Bibliothèque-Musée. Le studio Chauviré, identique au précédent, a été aménagé sous le dôme de la Rotonde du Glacier en 1975. En 1957, l'architecte en chef Pierre-Henri Bailleau avait supprimé la partie haute de la cheminée du lustre, afin d'installer une salle de répétition sous la coupole métallique centrale, surplombant toute la salle de spectacle. Sous l'impulsion du directeur de la danse Rudolf Noureev et de l'architecte Jean-Loup Roubert, la rotonde Bailleau, haute de 17 mètres, a été scindée en hauteur : au niveau inférieur se trouvent le studio Lifar et le studio Noureev, d'une surface de 220 m2 chacun, éclairés par une rangée d'œils-de-bœuf. Le studio Petipa (400 m2), couvert par les structures métalliques de la grande coupole, est au niveau supérieur.

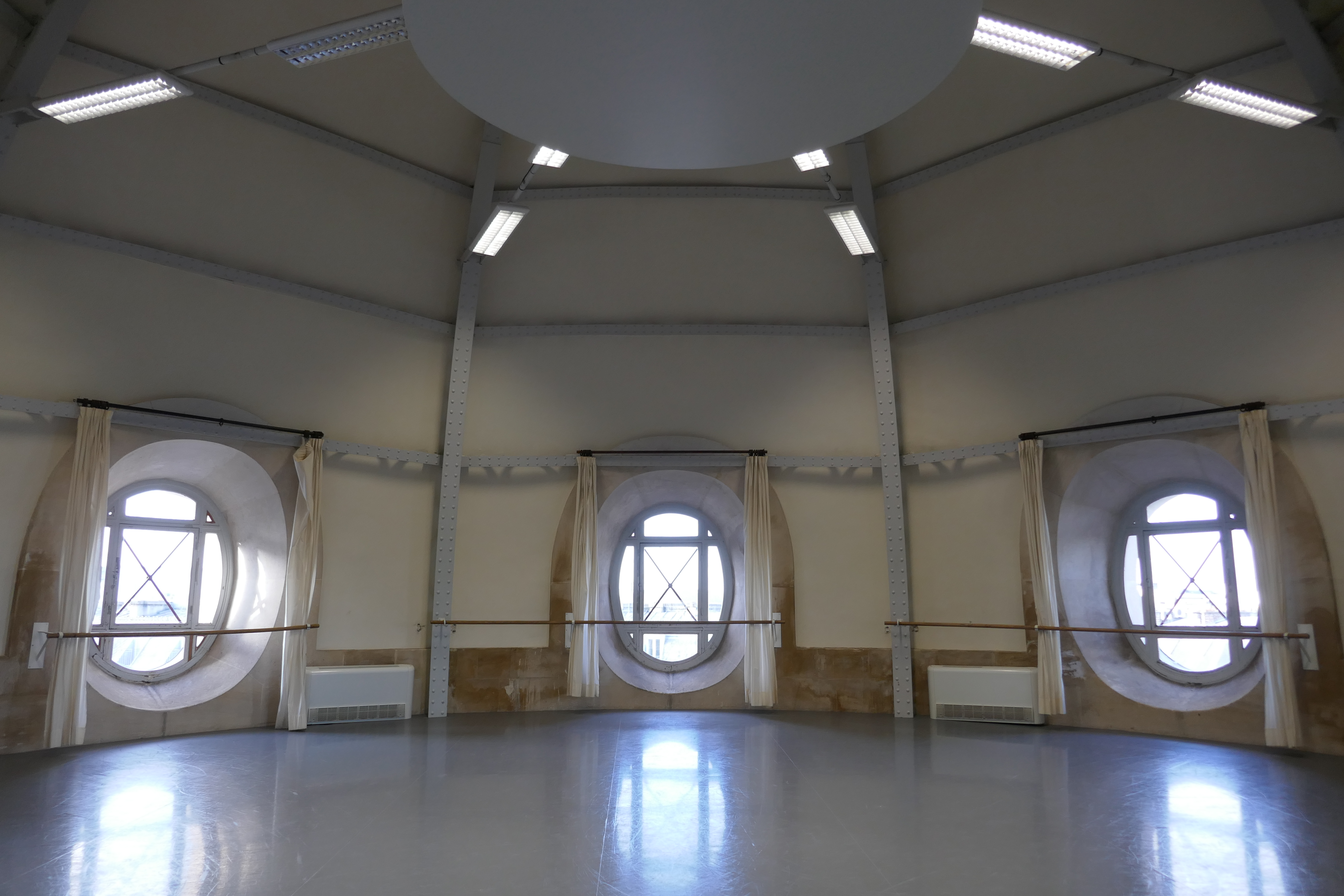
Le studio Zambelli.

D'autres studios sont installés dans les anciennes classes de l'École de Danse. Pour l'art lyrique, une vaste salle de répétition avec colonnes et six fenêtres, pour les artistes du chœur, est à l'aplomb inférieur du Foyer de la Danse au cœur de la partie arrière du théâtre, au rez-de-chaussée. Le Foyer du Chant, ou studio Messager, en boiseries et sobrement décoré de portraits d'artistes lyriques, est une grande salle à l'étage de la scène, ses fenêtres ouvrent sur la rue Scribe et la place Diaghilev. Le studio Pedro Gailhard est situé au premier niveau, côté jardin. La salle de musique nommée Pierre Chéreau, en hommage au directeur et metteur en scène de 1922 à 1948, est située dans le Pavillon du Glacier, sous le studio Chauviré ; ce local circulaire avait été, à l'origine, un projet de Charles Garnier pour l'aménagement d'une grande bibliothèque musicale.

### Les loges des artistes

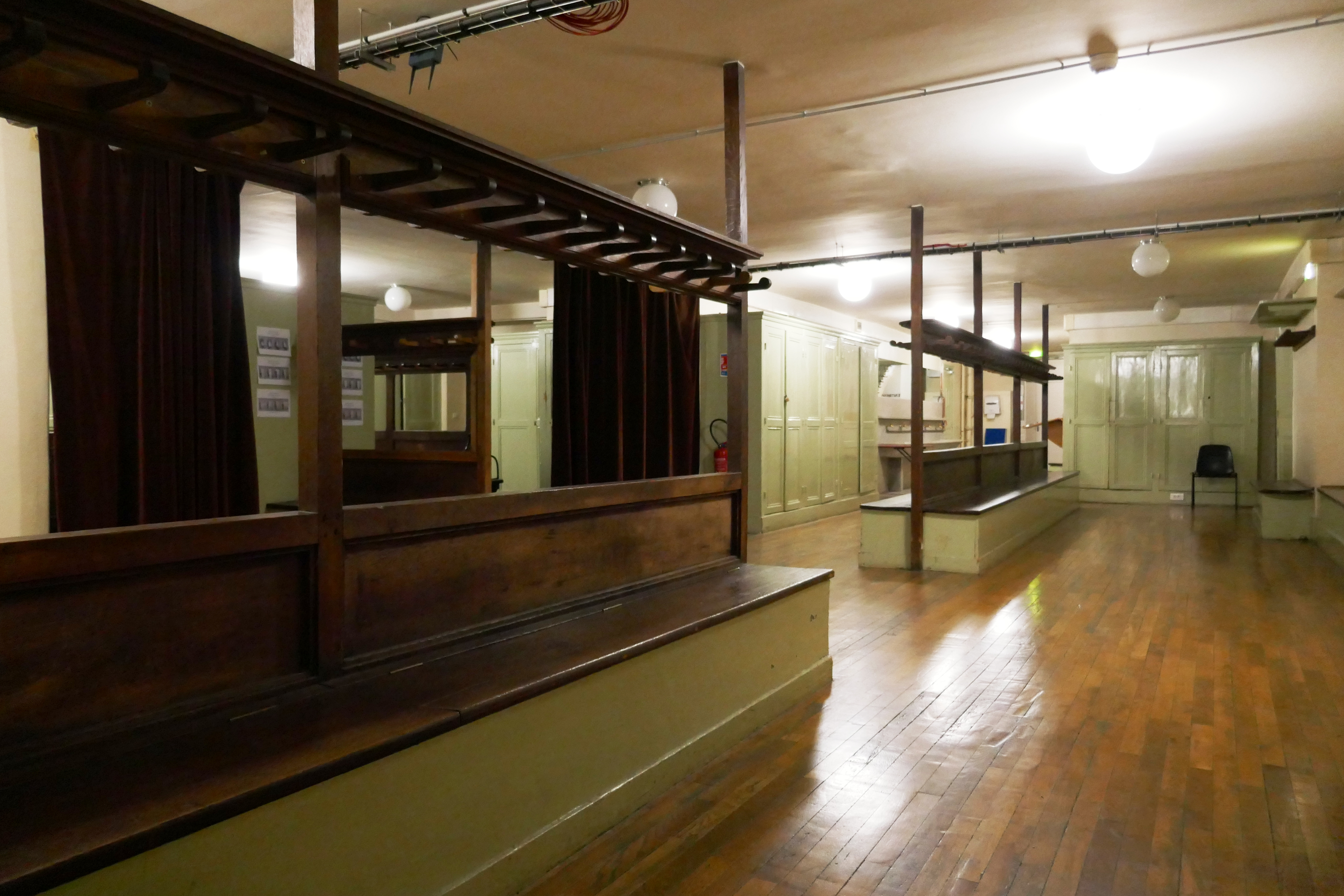
Loge de la figuration (hommes).

Il y a environ 80 loges individuelles et des loges collectives de toutes tailles, pouvant accueillir jusqu'à cinq cents artistes. Elles sont réparties sur plusieurs étages, leurs fenêtres ouvrant sur des cours intérieures, sur la place Diaghilev et en retour sur les rues Scribe et Gluck, jusqu'aux deux pavillons abritant la bibliothèque et la rotonde du Glacier. La loge des chœurs/dames et celle des chœurs/hommes mesurent toutes deux plus de 290 m2 et sont toutes deux situées du côté de la rue Gluck. Il existe un ensemble de grandes loges individuelles pour les étoiles ou les vedettes, comme celle de la cantatrice soprano Fanny Heldy, décorée en style Empire et qui porte le no 45, près de la scène. Située côté jardin, elle est actuellement dévolue aux chefs d'orchestre. La figuration masculine est logée au deuxième entresol, sous le foyer de la Danse ; la figuration féminine est au troisième étage ; des vestiaires à l'entresol sont pour les musiciens. À noter qu'au palais Garnier, le rez-de-chaussée étant surmonté par deux entresols, le quatrième niveau est celui du premier étage. Les loges et vestiaires des musiciens de l'orchestre sont situés au second entresol qui est le niveau de la fosse d'orchestre.

### L'école de danse

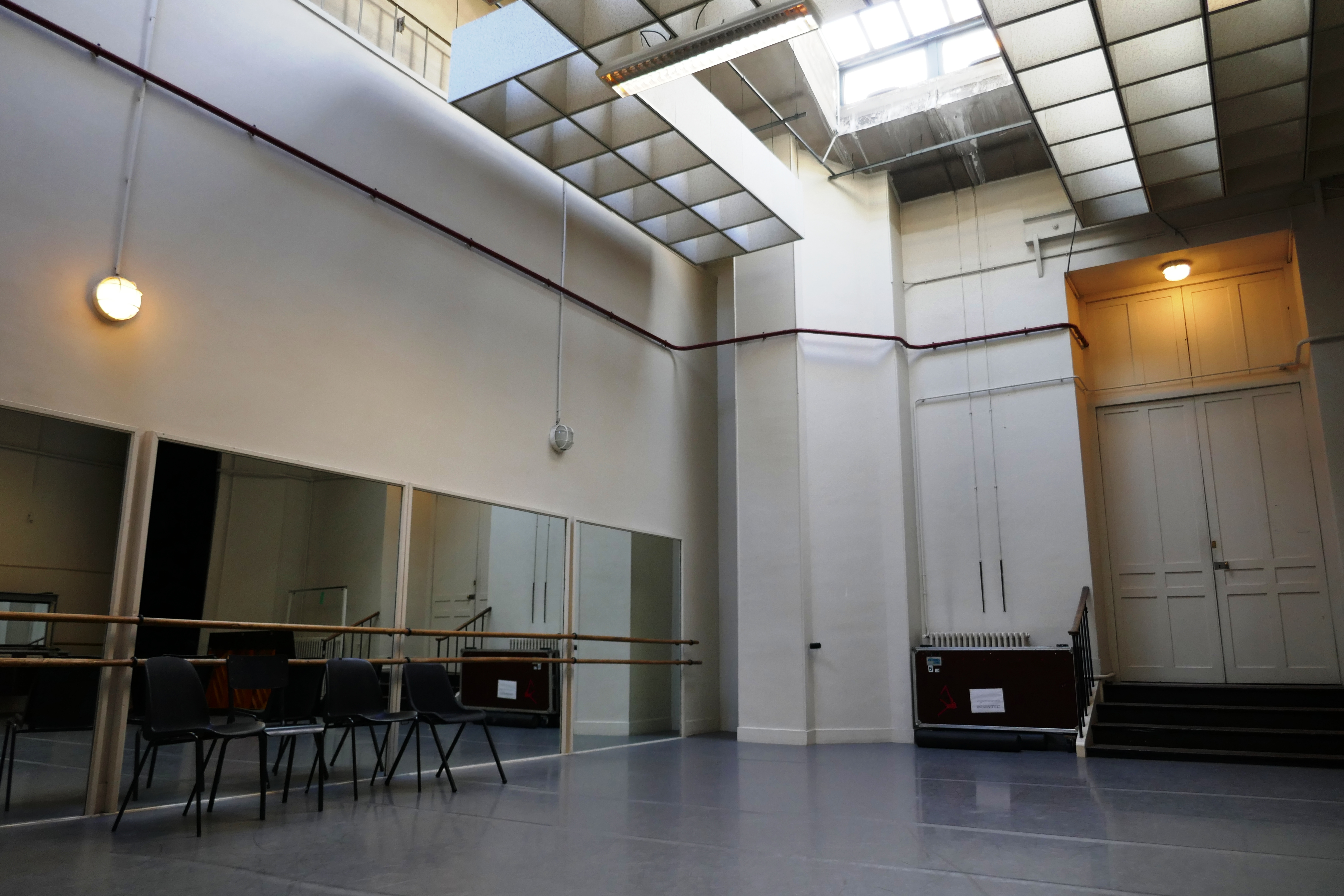
Ancienne salle de classe.

Dans cette prestigieuse école de renommée internationale, plusieurs générations ont été enseignées. Dès l'inauguration de l'édifice, l'école a été installée dans les locaux qui surplombent les grands escaliers secondaires. Trois classes pour les filles, deux classes pour les garçons. En venant de l'Administration, les élèves empruntaient le Couloir des cent mètres pour rejoindre cet étage élevé nommé le Patinage, en rappel de la suite de danse (valse, pas de la redowa, quadrille et galop) du ballet des patineurs sur l'étang glacé dans l'opéra de Giacomo Meyerbeer et Eugène Scribe, Le Prophète, (1er tableau du 3e acte) pour lequel les danseuses et danseurs s'entraînaient sur patins à roulettes dans les vastes corridors qui entourent la coupole du Grand escalier.
Par la suite, sous la direction de la danseuse étoile Claude Bessy, l'École de danse déménage en 1987 dans un immeuble édifié à Nanterre par l'architecte Christian de Portzamparc. À l'Opéra, les anciens locaux des classes de danse ont été réaménagés et modernisés pour les répétitions et les cours quotidiens des artistes du corps de ballet. L'ancienne classe A de l'école de danse est devenue la salle ou studio Raymond Franchetti.
Depuis 2004, Elisabeth Platel, danseuse et professeure, dirige cette école.

### Ateliers de décors
Situés hors de l'édifice proprement dit, mais conçus par le même architecte assisté de l'ingénieur Gustave Eiffel, les ateliers de montage des décors ainsi que des magasins et réserves sont situés boulevard Berthier, dans le 17e arrondissement de Paris, ils sont nommés Ateliers Berthier.
Le lieu sert, en partie, à la représentation de spectacles du théâtre de l'Odéon.

### Bibliothèque-musée
Les salons du pavillon de l'empereur, inutilisés, ont été choisis pour accueillir la bibliothèque-musée de l'Opéra (BMO) abritant aujourd'hui de nombreux ouvrages et objets.
La bibliothèque conserve près de 600 000 documents (livres, partitions, programmes etc.) avec de prestigieuses partitions manuscrites autographes.
Une collection faisant musée rassemble quant à elle 8 500 objets divers.

## Dimensions
- Surface du terrain : 15 000 m2
- Emprise au sol : 12 000 m2
- Surface hors œuvre totale : 66 640 m2
- Surface dans œuvre totale : 57 946 m2
- Longueur totale : 155 à 173 m[122] ;
- Largeur maximale : 101 à 125 m ;
- Hauteur du sol de la Place de l'Opéra à la terrasse supérieure du comble de la scène : 55,97m[123] ;
- Hauteur de la façade principale : 32,12m[123] ;
- Hauteur du fond de la cuve à la lyre d'Apollon et son paratonnerre : 73,60 m ;
- Hauteur du grand escalier : 30 m ;
- Dimensions du grand foyer : 18 m de hauteur, 54 m de longueur et 13 m de largeur ;
- Dimensions de la salle : 20 m de hauteur, 32 m de profondeur, 31 m de largeur maximale ;
- Poids du lustre : 6,5 tonnes ;
- Principales caractéristiques de la cage de scène : 62,50 m de hauteur, dont 45 m de cintres et 15,50 m de dessous, le plateau ou scène s'étend sur 26 m de profondeur et 53 m de largeur. L'ouverture maximale du cadre de scène est de 15,60 m de largeur sur 10 m de hauteur.

## Modernisations et restaurations

### Modernisations successives

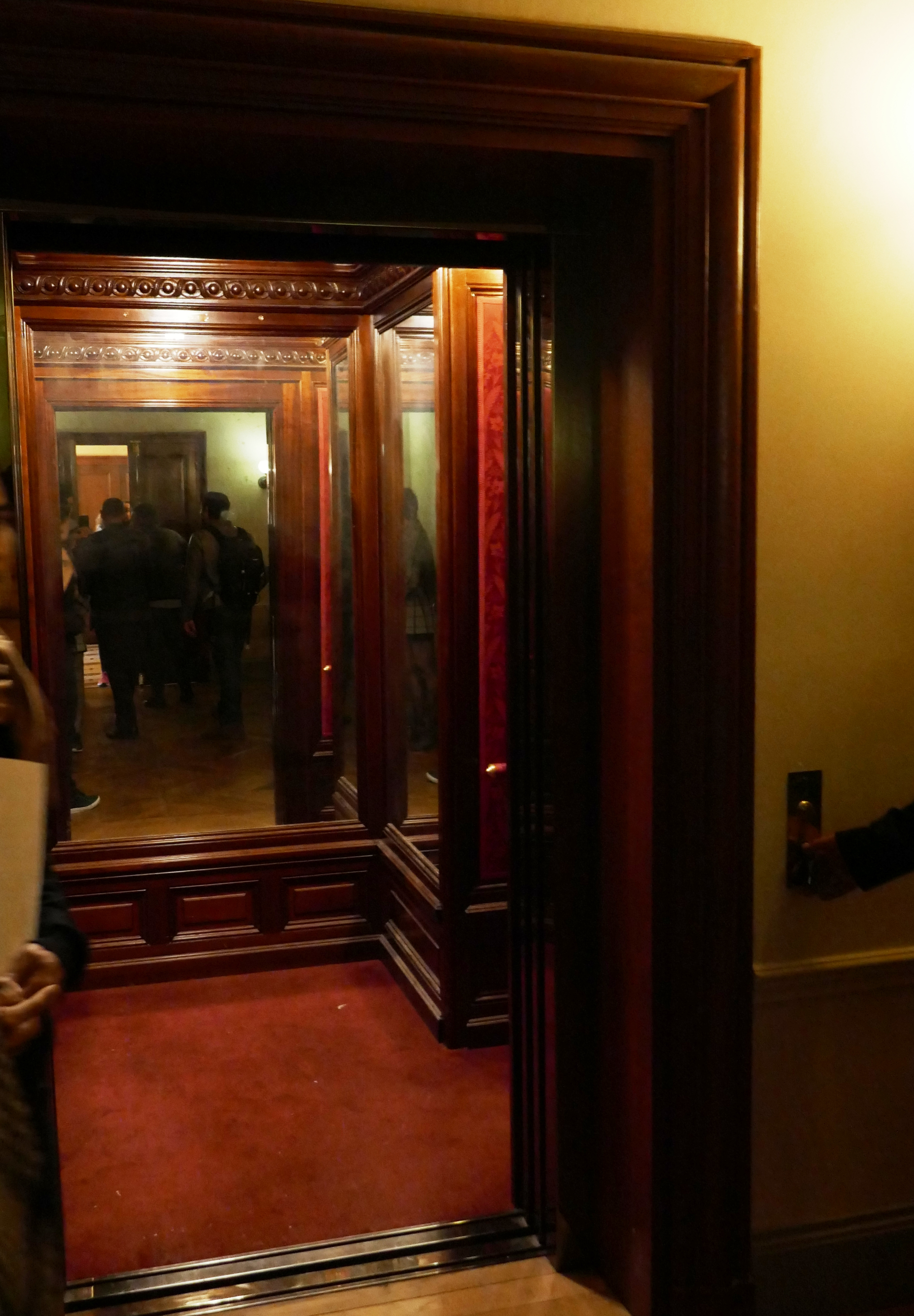
Ascenseur de l'Aga Khan.

- Dès 1882, des essais d'éclairage électrique sont faits dans le grand foyer, puis dans la salle de spectacle par la compagnie Edison.
- En 1887, la compagnie Edison équipe tout le bâtiment. L'énergie électrique est produite sur place, les 10 000 becs de gaz sont adaptés.
- En 1896, le système d'incendie du « grand-secours » est amélioré et le rideau de fer maillé est remplacé par un rideau de fer plein dans la cage de scène.
- En 1920, l'Aga Khan III, souffrant d'obésité, fait construire un ascenseur reliant le rez-de-chaussée à la rotonde des Abonnés au deuxième étage[124]. Après plus de quarante années de fermeture, cet ascenseur est restauré en 2009 et remis en service en 2010[125].
- En 1936, un incendie[126] (maîtrisé en trois heures par les pompiers et l'équipement du grand-secours) se déclare de nuit dans les cintres pendant les travaux de modernisation de la cage de scène avec l'installation du panorama. L'Opéra reste fermé pendant plusieurs mois, en trouvant asile dans différents théâtres (Champs-Elysées, Sarah-Bernhardt). La toiture métallique dévastée est entièrement refaite.
- Au début des années 1950 sont installés à l'arrière de la scène plusieurs ascenseurs pour faciliter les déplacements des employés, des artistes, des techniciens et machinistes.
- En 1952, le rideau d'avant-scène, de 14,50 m sur 17,50 m, peint en 1874 par Emile Rubé et Philippe Chaperon, également signataires du lambrequin, est refait à l'identique sur toile de lin par Emile Bertin.
- En 1957, l'architecte Bailleau aménage une grande salle de répétition dans la grande coupole.
- En 1964, le ministre de la culture André Malraux confie à Marc Chagall la réfection du plafond de la coupole.
- En 1970, création de deux coursives vitrées (invisibles depuis la rue) facilitant l'accès à la Rotonde Bailleau.
- En 1971, le plancher de scène, usé, est entièrement refait à l'identique.
- En 1975, le studio de répétition Chauviré est créé dans le dôme au-dessus de la Rotonde du Glacier. Dans la cage de scène, c'est aussi la titanesque dépose du panorama de 22 tonnes, installé en 1935 par l'architecte Joseph Marrast. Ce dispositif trapézoïdal[127] d'une hauteur de 25 m pour un développé de 44 m, permettait par ses retours latéraux et sa hauteur de créer l'illusion de ciels infinis entourant les décors en plein air. Il était constitué d'une ossature en aluminium revêtu d'amiante-mica et d'une toile unie marouflée. Cette volumineuse structure permanente encombrait les cintres où la visibilité était réduite et gênait les manœuvres. Après son démantèlement, les premier et deuxième grils en métal sont rétablis à l'identique. Les cintres retrouvent leur fonctionnalité.
- En 1980, sous l'impulsion du directeur de la Danse, Rudolf Noureev, la Rotonde Bailleau est réaménagée en trois studios de répétition pour le corps de ballet.
- En 2014, durant l'été, tous les planchers des studios où le corps de ballet travaille sont modifiés à l'initiative de Brigitte Lefèvre[128].
- En 2015, au mois d'août, un dispositif de surtitrage, en français et anglais, est aménagé dans la salle pour faciliter la compréhension des ouvrages représentés. Néanmoins, la configuration historique de la salle ne permet pas de rendre ce service visible à l'intégralité des spectateurs.
- En 2016, des travaux sont effectués au premier étage des loges consistant à remplacer les anciennes parois capitonnées par des panneaux amovibles montés sur rails, lesquels, une fois rétractés, permettent de gagner environ trente sièges. Cette initiative, perçue comme motivée par le souhait de la direction de l'opéra de gagner 650 000 euros par an est critiquée par les milieux artistiques et les médias, autant par son aspect patrimonial sur le rendu de la nouvelle perspective (la suppression de ces parois mettant à nu des poteaux porteurs en fonte que Garnier avait préféré dissimuler) que par son aspect pécuniaire[129].

## Campagnes de restauration

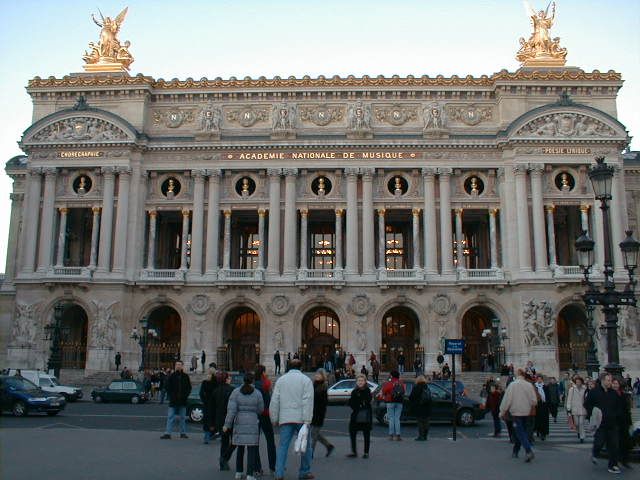
Façade principale sud, après sa restauration.

L'Opéra de Paris a entamé, depuis l'année 1990, une grande campagne de restauration du palais Garnier. Les importants travaux réalisés sur la scène, la salle et la façade principale ainsi que la restauration du grand foyer et de ses salons attenants se poursuivent suivant un phasage pluriannuel et trouvent aujourd'hui leur prolongement dans une opération de remise aux normes des réseaux électriques de l'édifice.
En 2000, le ravalement suivi d'une restauration approfondie et scientifique de la façade principale de l'opéra entraîne le public à reconsidérer cette élévation noircie et abîmée par le temps et à une redécouverte complète de son décor dans sa polychromie originelle, ses dorures et la variété des matériaux qui la composent, ces derniers venus pour certains de contrées lointaines. Les initiales dorées de Napoléon et Eugénie figurant sur les médaillons surmontant la façade, enlevées après la chute du Second Empire, sont rétablies à cette occasion.
En mai 2004, les prestigieux décors imaginés par l'architecte pour le grand foyer et inaugurés pour la première fois le 5 janvier 1875 retrouvent leur éclat perdu. Le tapissier français Charles Jouffre s'est vu confier la restauration des grands rideaux et tentures de ce chantier prestigieux dont le grand foyer était privé depuis soixante-dix ans, après un malheureux incendie survenu en 1928 : « (...) et j'étais impatient de voir déjà ses longs rideaux d'or, moirés de veines légères, se draper dans leurs plis somptueux et communiquer au foyer une splendeur de bon aloi.(...) » (Charles Garnier).
En 2004, c'est au tour de l'ensemble des réseaux électriques et à leurs intégrations architecturales d'être remis en état. En 2006, dans la lignée de la restauration de la façade principale, on lance des travaux sur le parvis de la face sud, en y ajoutant un accès pour personnes à mobilité réduite. À la suite d'une période de restrictions budgétaires au Ministère de la Culture, le plan de relance 2010 a permis d'entreprendre la restauration de la façade ouest du palais. Cela permet petit à petit de retirer les filets de protection sur certaines parties du bâtiment.
Les phases de travaux sont d'abord exécutées sous la direction de Jean-Loup Roubert, second grand-prix de Rome en 1962 et architecte des bâtiments civils et palais nationaux, puis, assez rapidement, sous celle d'Alain-Charles Perrot, architecte en chef et inspecteur général des monuments historiques. En septembre 2010, Pascal Prunet devient l'architecte en chef responsable du bâtiment.
À partir d'avril 2023, la façade principale est à nouveau ravalée puis restaurée. Les travaux sont prévus jusqu'à fin 2024.

## Œuvres créées à l'Opéra

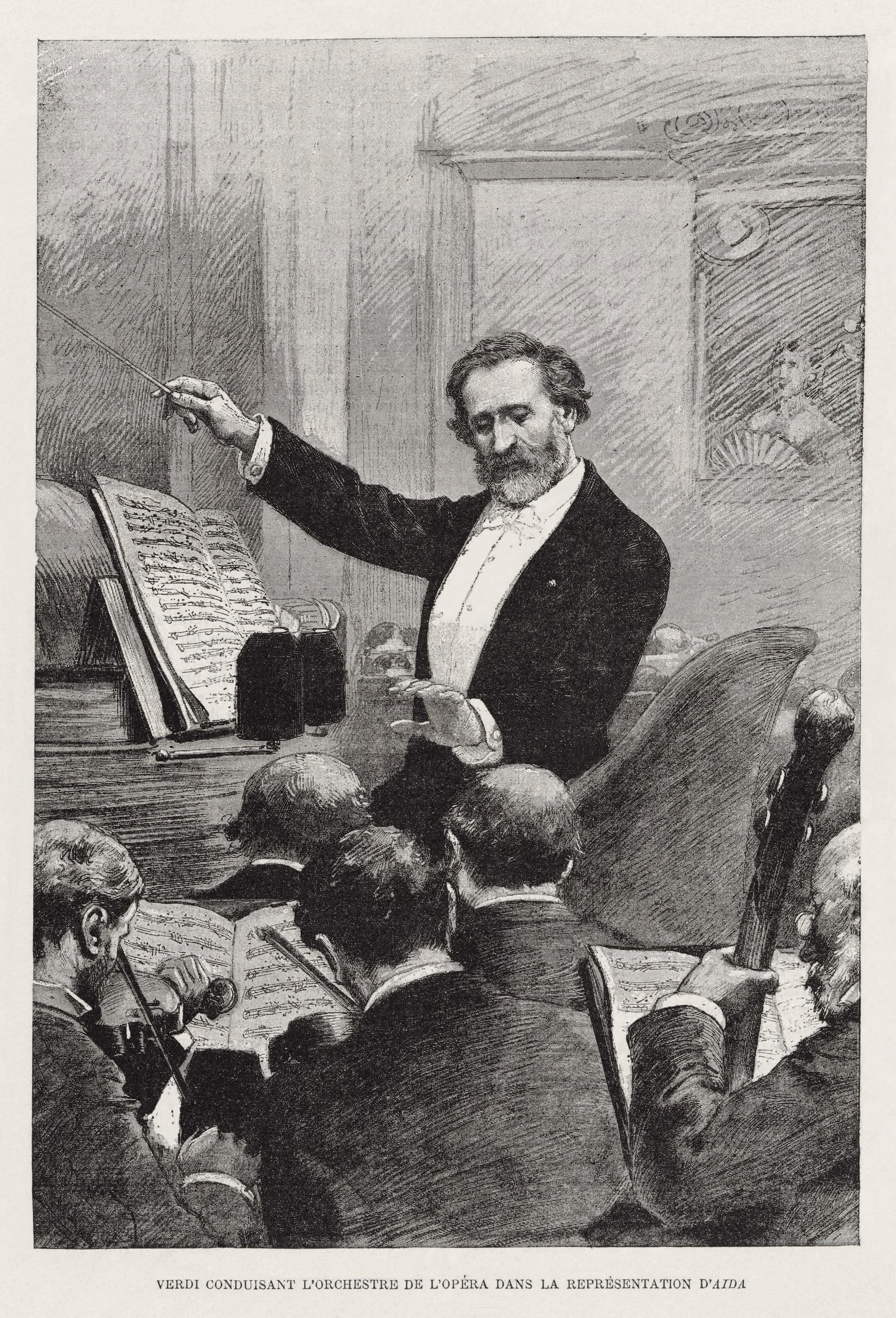
Verdi dirige Aîda à l'Opéra en 1880.

### Œuvres lyriques
- 1878 : La Reine Berthe[131] de Victorin de Joncières ;
- 1883 : Henry VIII de Camille Saint-Saëns ;
- 1890 : Ascanio de Camille Saint-Saëns ;
- 1894 : Thaïs de Jules Massenet ;
- 1895 : Frédégonde d'Ernest Guiraud et Camille Saint-Saëns ;
- 1900 : Lancelot[131] de Victorin de Joncières ;
- 1901 : Les Barbares de Camille Saint-Saëns ;
- 1909 : Monna Vanna d'Henry Février ;
- 1923 : Padmâvatî d'Albert Roussel ;
- 1925 : L'Île désenchantée d'Henry Février ;
- 1931 : Guercœur d'Albéric Magnard ;
- 1932 : Un jardin sur l'Oronte ;
- 1983 : Saint François d'Assise d'Olivier Messiaen ;
- 2009 : Yvonne, princesse de Bourgogne de Philippe Boesmans.

### Œuvres chorégraphiques
- 1886 : Les deux pigeons d'André Messager ;
- 1928 : Boléro de Maurice Ravel ;
- 1928 : Le Baiser de la fée d'Igor Stravinsky ;
- 1931 : Bacchus et Ariane de Roussel ;
- 2003 : La Petite Danseuse de Degas.

Une liste complète des œuvres chorégraphiques est consultable sur le site l'Association de l'Art Lyrique Français.

## Dans les arts et la culture populaire

### Romans et essais
- Gaston Leroux : Le Fantôme de l'Opéra, roman (Paris, 1910) ;
- Odette Joyeux :
  - 1951 : Côté jardin - Mémoires d'un rat, roman, Gallimard ;
  - 1966 : L'Âge heureux : le Journal de Delphine, Hachette, Bibliothèque rose.
  - 1966 : L'Âge heureux : le trésor des Hollandais, Hachette, Bibliothèque rose.
  - 1977 : L'Âge en fleur, Hachette.
- Lorna Hill :
  - Irène à l'Opéra, Hachette, Bibliothèque verte.
- Nicholas Meyer, Sherlock Holmes et le fantôme de l'opéra, roman Archipoche

### Iconographie
- La Poste française a émis deux timbres-poste sur le monument :

1. Le premier est émis, en septembre 1998, pour le centenaire de la mort de Charles Garnier ; il s'agit d'une composition de Claude Andréotto regroupant des éléments rappelant les activités artistiques de l'opéra Garnier : le profil d'une danseuse, un violon et un rideau rouge ;
2. Le deuxième, dessiné et gravé par Martin Mörck, est émis en juin 2006 et représente, en taille-douce, la façade principale.

### Filmographie

#### Cinéma
- 1905 : Le Raid Paris-Monte Carlo en deux heures, de Georges Méliès (France) ;
- 1925 : Le Fantôme de l'Opéra (The Phantom of the Opera), de Rupert Julian avec Lon Chaney (États-Unis) ;
- 1943 : Le Fantôme de l'Opéra (The Phantom of the Opera), d'Arthur Lubin (États-Unis) ;
- 1957 : Drôle de frimousse (Funny Face), de Stanley Donen (États-Unis) ;
- 1962 : Le Fantôme de l'Opéra (The Phantom of the Opera), de Terence Fisher (Royaume-Uni) ;
- 1966 : La Grande Vadrouille, de Gérard Oury ;
- 1974 : Les Chinois à Paris, de Jean Yanne ;
- 1983 : Papy fait de la résistance, de Jean-Marie Poiré ;
- 1997 : Anastasia, de Don Bluth et Gary Goldman ;
- 1998 : Le Fantôme de l'Opéra (Il Fantasma dell'opera), de Dario Argento (Italie/Hongrie) ;
- 2004 :
  - Arsène Lupin de Jean-Paul Salomé ;
  - Un long dimanche de fiançailles de Jean-Pierre Jeunet ;
  - Le Fantôme de l'Opéra (The Phantom of the Opera), de Joel Schumacher (États-Unis/Royaume-Uni, 2004) ;
- 2009 : Coco, de Gad Elmaleh ;
- 2012 : Main dans la main, de Valérie Donzelli ;
- 2016 : Ballerina ;
- 2018 : Dilili à Paris.
- 2022 : Ténor.

#### Télévision

##### Documentaires
- Stan Neumann : L'Opéra de Paris, collection « Architectures », coproduction Arte France - Le Musée d'Orsay, (France, 2000) ;
- Nils Tavernier : Tout près des étoiles[133], (France, 2000).
- Patrick Cabouat : Un opéra pour un empire, coproduction Arte (France, 2020)[134],[135].

##### Série
- 1966 : L'Âge heureux, de Philippe Agostini, feuilleton télévisé de huit épisodes de vingt-six minutes, pour l'ORTF, d'après le roman Côté jardin, Mémoires d'un rat d'Odette Joyeux ;
- 1975 : L'Âge en fleur, de Philippe Agostini, feuilleton télévisé de seize épisodes de vingt-six minutes, d'après le roman d'Odette Joyeux.

## Sources bibliographiques et iconographiques

### Ouvrages généraux
- Louis Hautecœur, Histoire de l'architecture classique en France : le XIXe siècle, Paris, éditions Picard, 1953 (1re éd. 1946)
- Geneviève Latour et Florence Claval, Les Théâtres de Paris, Imprimerie alençonnaise, 1991.
- Marc Vignal, Dictionnaire de la musique, Paris, éditions Larousse, 2001

### Biographies
- Odette Joyeux : Côté cour ou les mémoires d'un rat, roman à contenu autobiographique (Paris, 1965) ; adapté pour la télévision sous forme de feuilleton (voir plus bas).

### Monographies
- Mathias Auclair et Pierre Provoyeur (photogr. Jean-Pierre Delagarde), Le plafond de Chagall à l'opéra Garnier, Montreuil, Gourcuff Gradenigo, 2014
- (it) Massimiliano Savorra, « Una lezione da Parigi al mondo. Il teatro di Charles Garnier », dans L. Mozzoni, S. Santini, Architettura dell'Eclettismo. Il teatro dell'Ottocento e del primo Novecento. Architettura, tecniche teatrali e pubblico, Liguori, 2010 (ISBN 978-8-820-74984-2), p. 61-133
- Pascal Delcey, Le Vaisseau Garnier, Marseille, Éditions Parenthèses, 2005
- Alain Duault, L'Opéra de Paris, Sand, 1989.
- Gérard Fontaine, Palais Garnier : le fantasme de l'Opéra, Noêsis, 1999.
- Gérard Fontaine, L'Opéra de Charles Garnier : architecture et décor extérieur, Monum, éditions du Patrimoine / Opéra national de Paris, 2000.
- Gérard Fontaine, L'Opéra de Charles Garnier : architecture et décor intérieur, Monum, éditions du Patrimoine / Opéra national de Paris, 2004.
- Gérard Fontaine, L'Opéra de Charles Garnier : une œuvre d'art total, Monum, éditions du Patrimoine / Opéra national de Paris, 2018
- Jean-Michel Leniaud et Béatrice Bouvier, Charles Garnier, Monum, 2003.
- François Loyer, Charles Garnier : Les ambiguïtés de Charles Garnier / À travers les arts (1869), Paris, Picard, 1985.
- Jean-Philippe Saint-Geours et Christophe Tardieu, L'Opéra de Paris, coulisses et secrets du palais Garnier, Plon, 2015, 343 p. (lire en ligne).